# Rijeka
Rijeka (tiếng Croatia: Rijeka, tiếng Ý và tiếng Hungary: Fiume, tiếng địa phương Chakavia: Reka hoặc Rika, tiếng Slovenia: Reka, tiếng Đức: Sankt Veit am Flaum hoặc Pflaum (cả lịch sử)) là cảng biển chính và thành phố lớn thứ ba tại Croatia, sau thủ đô Zagreb và thành phố Split. Nó nằm ở hạt Primorje-Gorski Kotar bênh Vịnh Kvarner, một cửa đầu vào của biển Adriatic và có dân số 128.735 cư dân vào năm 2011. Khu vực đô thị, trong đó bao gồm các thị trấn lân cận và thành phố Opatija, Lovran, Mošćenička Draga, Matulji, Kastav, Viškovo, Klana, Kostrena, Čavle, Jelenje, Bakar, và Kraljevica có dân số 213.842 người vào năm 2011.
Trong lịch sử, bởi vì vị trí chiến lược của nó và cảng nước sâu, thành phố đã là địa điểm tranh chấp khốc liệt, đặc biệt là giữa Đế quốc La Mã Thần thánh, Ý, Hungary và Croatia, qua tay những nhà cai trị và nhân khẩu học nhiều lần qua nhiều thế kỷ. Theo dữ liệu điều tra năm 2001, đại đa số công dân của nó là người Croatia (80,39%), người Serb đứng thứ hai danh sách (6,21%) và cùng với một số ít sắc tộc khác như người Ý và người Bosnia.
Rijeka là trung tâm của hạt Primorje-Gorski Kotar tại Croatia. Nền kinh tế của thành phố chủ yếu phụ thuộc vào đóng tàu (các xưởng đóng tàu có tiếng "3. Maj" và "Viktor Lenac Shipyard") và vận tải biển. Rijeka có Nhà hát Quốc gia Croatia Ivan pl. Zajc, được xây dựng lần đầu tiên vào năm 1765, cũng như Trường Đại học Rijeka, được thành lập năm 1973 nhưng có nguồn gốc từ năm 1632, và Trường Thần học Dòng Tên địa phương. Thành phố này có sân bay Rijeka.
Ngoài tiếng Croatia và tiếng Ý, về mặt ngôn ngữ, thành phố còn có phương ngữ độc đáo riêng của các ngôn ngữ Venice, Fiuma, với ước tính khoảng 20.000 người nói trong số những người Ý bản địa, người Croatia và các dân tộc thiểu số khác. Trong lịch sử, Fiuman từng là ngôn ngữ chính giữa nhiều dân tộc sinh sống tại thành phố cảng đa sắc tộc. Ở một số vùng ngoại ô của đô thị mở rộng hiện đại, dân cư tự trị vẫn nói tiếng Chakavia, một phương ngữ của Croatia.
Năm 2016, Rijeka được chọn là Thủ đô Văn hóa Châu Âu vào năm 2020, cùng với Galway, Ireland.

## Tên gọi
Trong lịch sử, Rijeka còn được gọi là Tharsatica, Vitopolis (nôm na là 'Thành phố của Thánh Vitus'), hoặc Flumen (nghĩa đen là 'Sông') trong tiếng Latinh. Thành phố được gọi là Rijeka trong tiếng Croatia, Reka trong tiếng Slovenia, và Reka hoặc Rika trong phương ngữ địa phương của ngôn ngữ Chakavia. Nó được gọi là Fiume ([ˈfjuːme]) trong tiếng Ý. Tất cả những tên này đều có nghĩa là "sông" trong các ngôn ngữ tương ứng của chúng. Trong khi đó, người Hungary lấy tên tiếng Ý trong khi tiếng Đức thành phố được gọi là Sankt Veit am Flaum (nôm na là 'Thánh Vitus trên dòng sông Flaum') hay Pflaum ([pflaʊm]).

## Địa lý

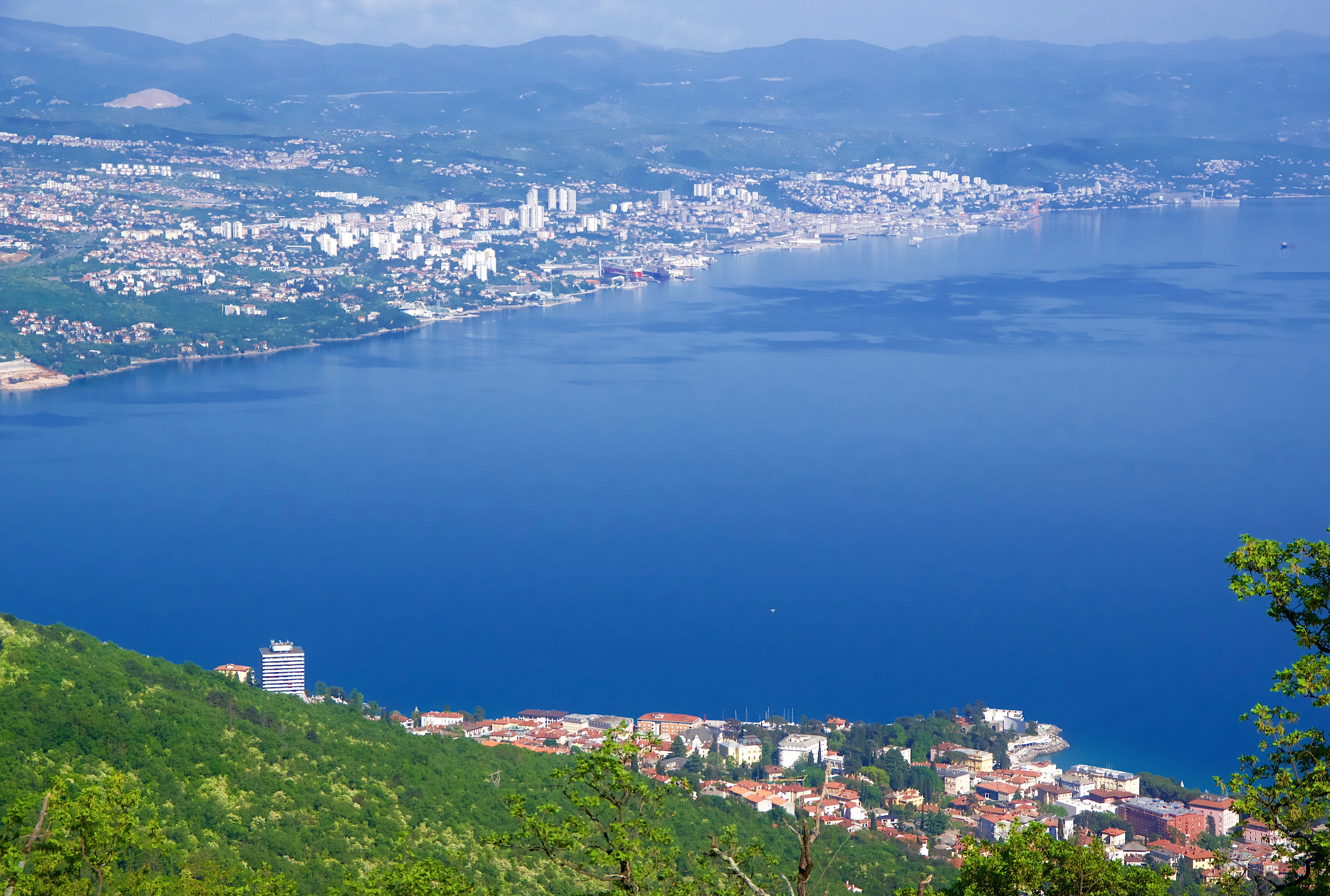
Vịnh Rijeka

Thành phố Rijeka nằm ở phía tây Croatia, cách thủ đô Zagreb khoảng 131 km (81 dặm) về phía tây nam trên bờ biển của Vịnh Kvarner, ở phần phía bắc của Biển Adriatic. Về mặt địa lý, Rijeka gần như cách đều Milano (485km [301 dặm]), Budapest (502km [312 dặm]), München (516km [321 dặm]), Viên (516km (321 dặm)) và Beograd (550km [340 dặm]). Các trung tâm khu vực lớn khác như Trieste (76km [47 dặm]), Venice (240km [150 dặm]) và Ljubljana (115km [71 dặm]) đều tương đối gần và dễ dàng tiếp cận. Vịnh Rijeka, giáp với Vela Vrata (giữa Istria và đảo Cres), Srednja Vrata (giữa các đảo Cres và Krk) và Mala Vrata (giữa đảo Krk và đất liền) được kết nối với Vịnh Kvarner và đủ sâu (khoảng 50m (160ft)) để chứa các tàu thương mại lớn. Thành phố Rijeka nằm ở cửa sông Rječina và trong tiểu vùng Vinodol của bờ biển Croatia. Từ ba phía, Rijeka được bao quanh bởi các dãy núi. Ở phía tây, dãy Učka cao 1.396m (4.580ft) là nổi bật. Về phía bắc/đông bắc có cao nguyên Snežnik và khối núi Risnjak cao 1.528m (5.013 ft) với vườn quốc gia. Về phía đông/đông nam có dãy Velika Kapela cao 1.533m (5.030 ft). Loại cấu hình địa hình này đã ngăn cản Rijeka phát triển sâu hơn vào nội địa (về phía bắc) và thành phố chủ yếu nằm trên một dải dài và tương đối hẹp dọc theo bờ biển. Hai tuyến đường vận tải nội địa quan trọng bắt đầu ở Rijeka. Tuyến đường đầu tiên chạy về phía đông bắc đến lưu vực sông Pannonia. Tuyến đường này tận dụng lợi thế của vị trí của Rijeka gần với điểm hẹp nhất của dãy Dinaric Alps (khoảng 50km (31 dặm)) và dễ đi qua nhất, khiến nó trở thành tuyến đường tối ưu từ đồng bằng Hungary ra biển. Nó cũng làm cho Rijeka trở thành bến cảng tự nhiên cho lưu vực Pannonia (đặc biệt là Hungary). Tuyến đường còn lại chạy theo hướng tây bắc qua Cổng Postojna nối Rijeka với Slovenia và xa hơn nữa qua Khoảng cách Ljubljana với Áo và xa hơn nữa. Một tuyến đường ven biển thứ ba nữa chạy theo hướng đông - tây nối Rijeka (và, theo phần mở rộng, các thành phố ven biển Adriatic ở phía nam) với Trieste và miền bắc nước Ý.

## Lịch sử

### Thời Cổ đại và Trung cổ

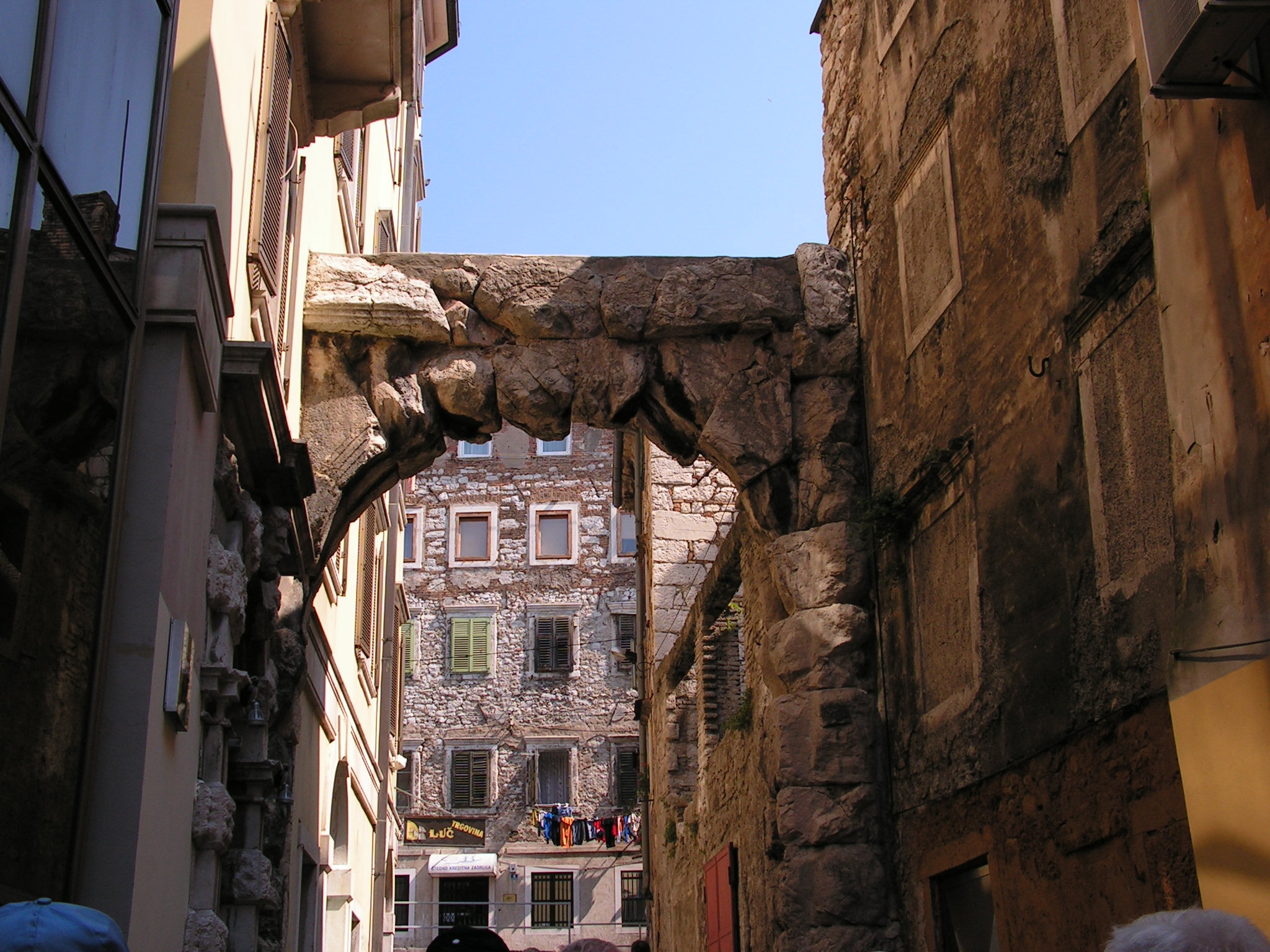
Cổng vòm La Mã (Rimski luk), di tích kiến trúc lâu đời nhất ở Rijeka và là lối vào khu phố cổ

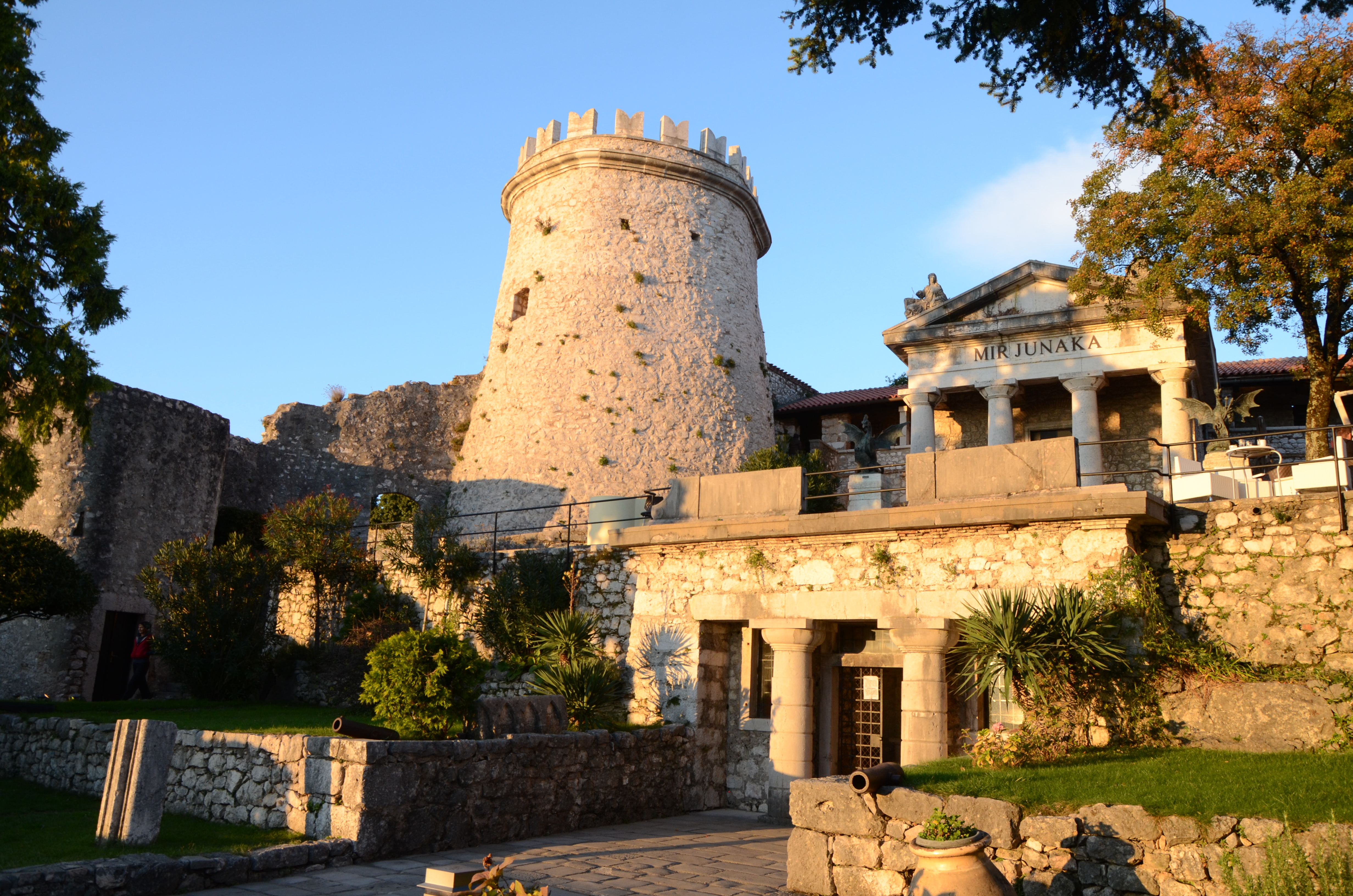
Lâu đài Trsat nằm ở vị trí chính xác của một pháo đài Illyria và La Mã cổ đại.

Mặc dù dấu vết của các khu định cư thời kỳ đồ đá mới có thể được tìm thấy trong khu vực, các khu định cư hiện đại sớm nhất trên địa điểm này là người Celtic Tharsatica (Trsat hiện đại, ngày nay là một phần của Rijeka) trên đồi, và bộ tộc thủy quân lục chiến, người Liburni, ở bến cảng tự nhiên bên dưới. Thành phố từ lâu vẫn giữ được đặc tính kép của nó. Rijeka lần đầu tiên được nhắc đến vào thế kỷ 1 SCN bởi Pliny Người cao tuổi với cái tên Tarsatica trong Lịch sử tự nhiên của ông (iii.140). Rijeka (Tarsatica) một lần nữa được nhắc đến vào khoảng năm 150 SCN bởi nhà địa lý và thiên văn học người Hy Lạp Ptolem trong cuốn Địa lý của ông khi mô tả "Vị trí của Illyria hoặc Liburnia, và của Dalmatia" (Bản đồ thứ năm của châu Âu). Vào thời Augustus, người La Mã đã xây dựng lại Tarsatica như là một municipium (thành thị trong tiếng Latinh) Flumen (MacMullen 2000), nằm ở hữu ngạn của con sông nhỏ Rječina (tên của nó có nghĩa là "sông lớn"). Nó đã trở thành một thành phố trong tỉnh Dalmatia của La Mã cho đến thế kỷ 6. Trong thời kỳ này, thành phố là một phần của Liburnia limes (hệ thống tường thành và công sự chống lại sự đột kích của người man rợ). Dấu tích của những bức tường này vẫn còn được nhìn thấy ở một số nơi ngày nay.

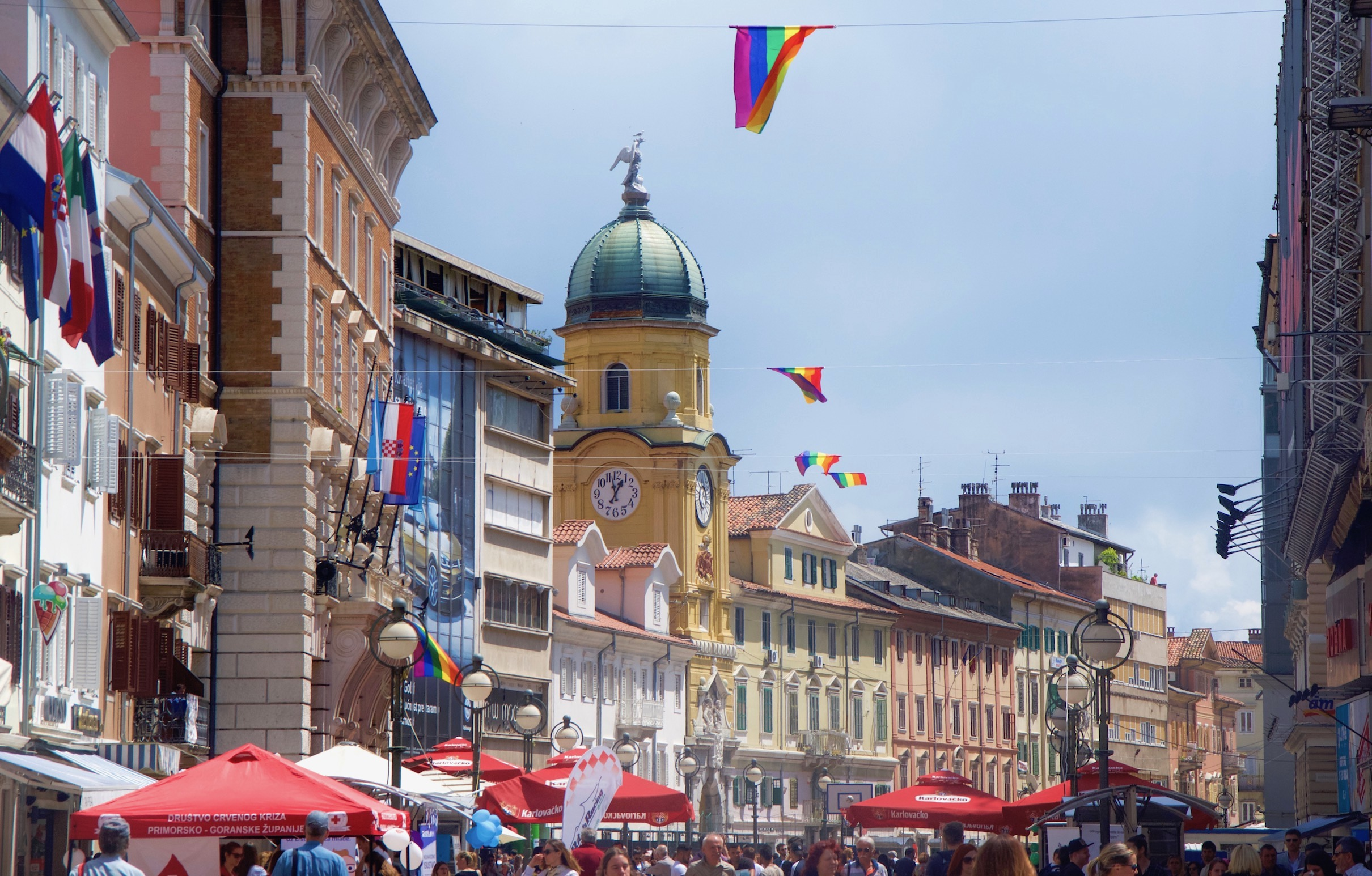
Đường phố chính Korzo

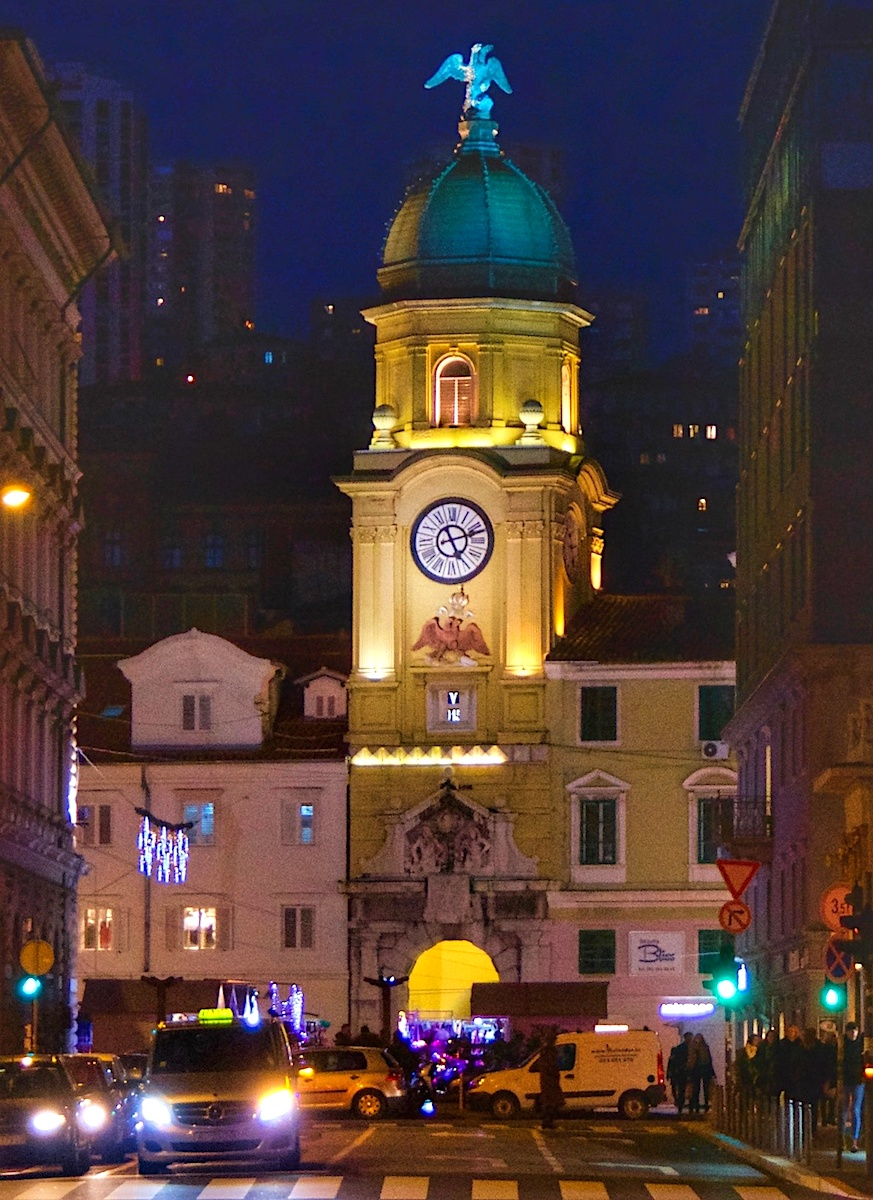
Tháp đồng hồ Baroque của thành phố phía trên cổng vòm nối Korzo với nội thành, được thiết kế bởi Filbert Bazarig vào năm 1876

Sau thế kỷ 4, Rijeka được tôn thờ lại cho Thánh Vitus, vị thánh bảo trợ của thành phố, với tên gọi Terra Fluminis thần thánh Sancti Viti hoặc trong tiếng Đức là Sankt Veit am Pflaum. Từ thế kỷ 5 trở đi, thị trấn được cai trị liên tiếp bởi người Ostrogoth, người Byzantine, người Lombard và người Avar. Thành phố đã bị thiêu rụi vào năm 452 bởi quân Attila Rợ Hung trong chiến dịch Aquileia của họ. Người Croatia định cư thành phố bắt đầu từ thế kỷ 7, đặt cho nó một cái tên tiếng Croatia, Rika svetoga Vida (nôm na là 'dòng sông của Thánh Vitus'). Vào thời điểm đó, Rijeka là một thành trì phong kiến được bao quanh bởi một bức tường. Ở trung tâm thành phố, điểm cao nhất của nó, là một pháo đài.
Năm 799, Rijeka bị quân Francia của Charlemagne tấn công. Cuộc vây hãm Trsat của họ lúc đầu đã bị đẩy lui, trong đó chỉ huy người Francia, Công tước Eric của Friuli đã bị giết. Tuy nhiên, lực lượng Frank cuối cùng đã chiếm đóng và tàn phá lâu đài, trong khi Công quốc Croatia nằm dưới sự lãnh đạo của Đế chế Carolus. Từ khoảng năm 925, thị trấn là một phần của Vương quốc Croatia, từ năm 1102 thuộc liên minh cá nhân với Vương quốc Hungary. Lâu đài Trsat và thị trấn được xây dựng lại dưới sự cai trị của Nhà Frankopan. Năm 1288, các công dân Rijeka đã ký Bộ luật Vinodol, một trong những bộ luật lâu đời nhất ở châu Âu.
Trong khoảng thời gian từ khoảng năm 1300 đến năm 1466, Rijeka được cai trị bởi một số gia đình quý tộc, trong đó nổi bật nhất là gia đình Walsee của Đức. Rijeka thậm chí còn sánh ngang với Venezia khi nó được Rambert II Walsee bán lại cho hoàng đế Habsburg Frederick III, Đại Công tước của Áo (Archduke) vào năm 1466. Thành phố này sẽ vẫn nằm dưới sự cai trị của Habsburg của Áo trong hơn 450 năm (ngoại trừ một thời gian ngắn cai trị của Pháp từ năm 1809 đến năm 1813) cho đến khi kết thúc Chiến tranh thế giới thứ nhất vào năm 1918 khi nó bị người Croatia chiếm đóng và sau đó là những kẻ bất thường của Ý.

### Dưới sự cai trị của Habsburg

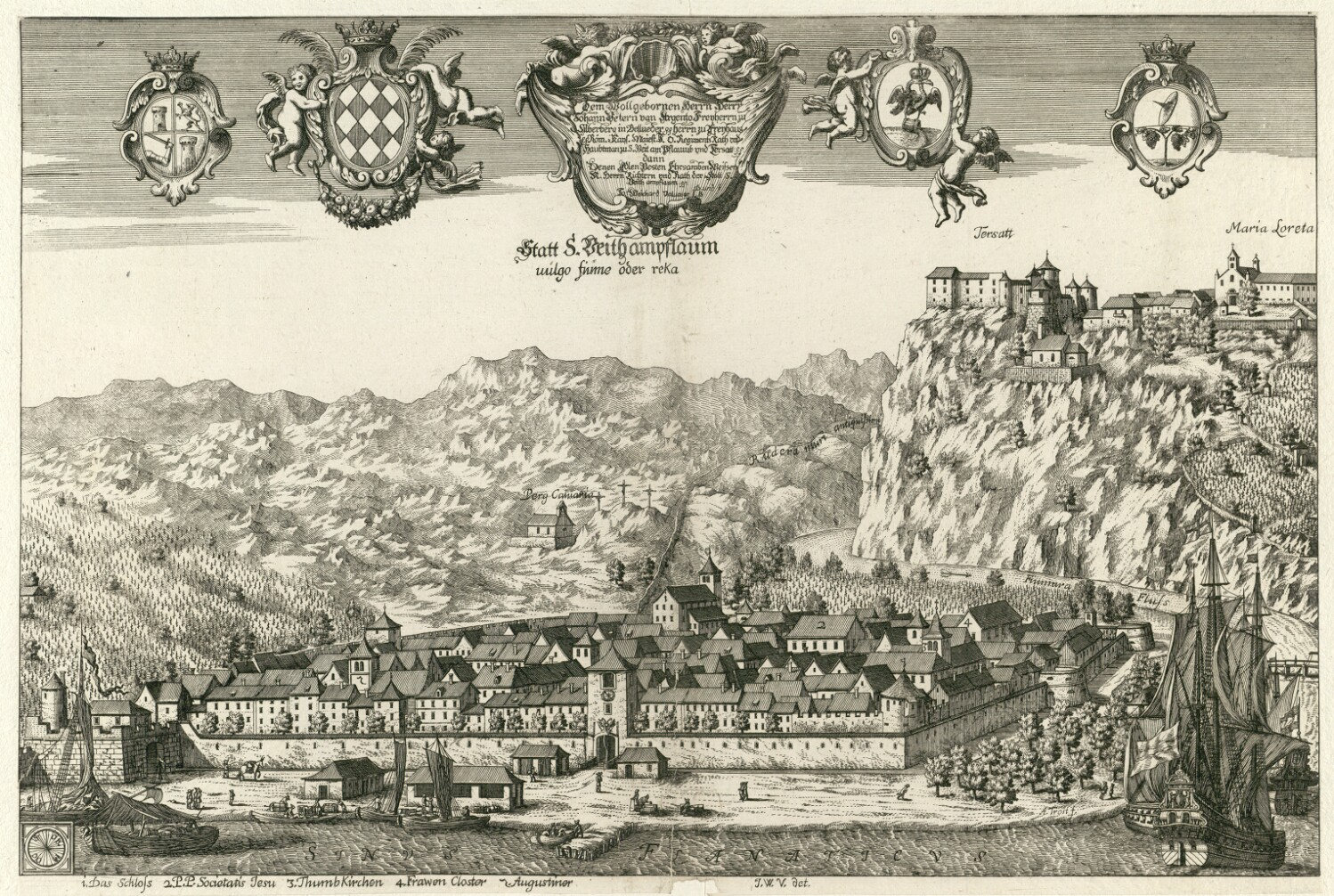
Rijeka và Trsat

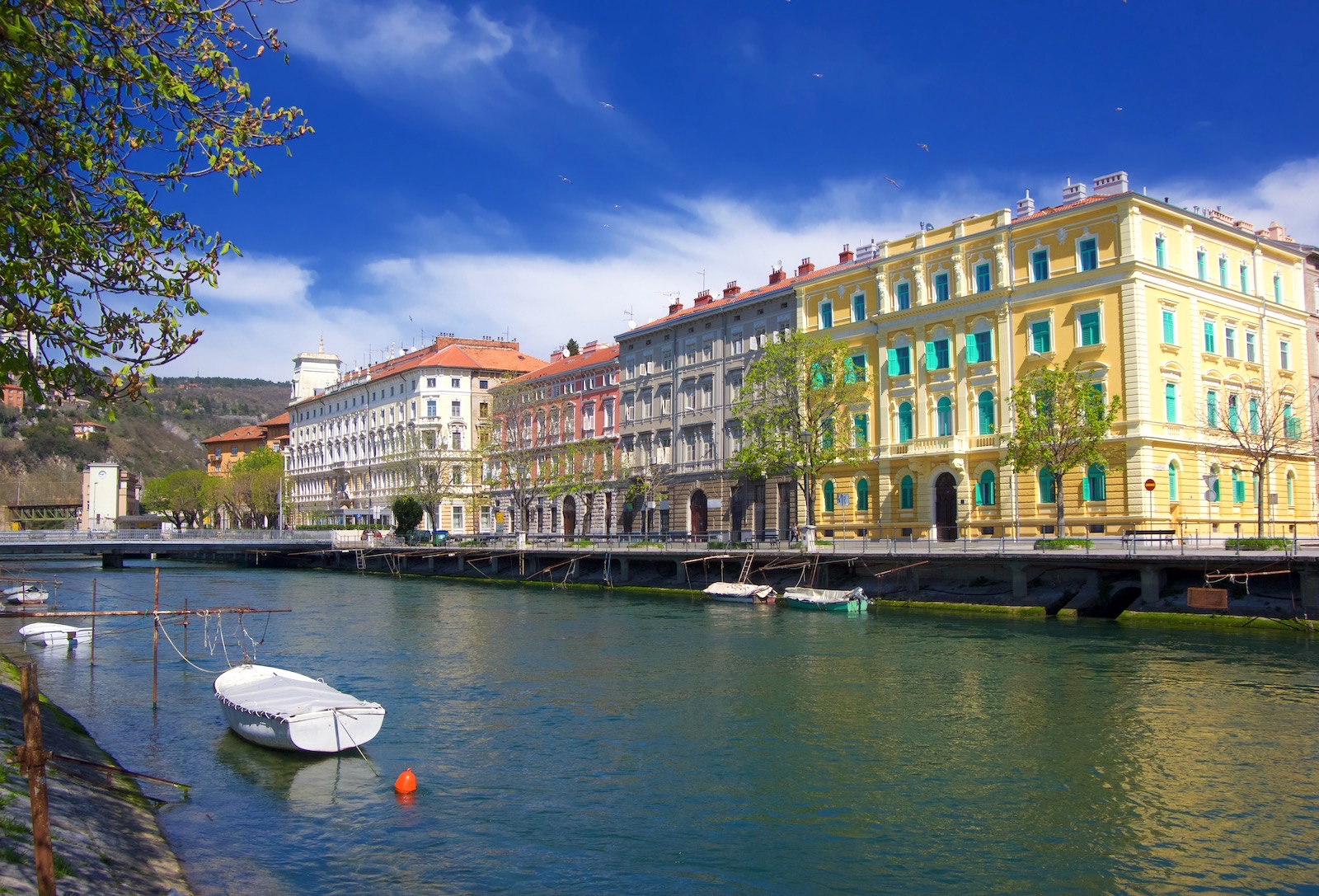
Sông Rječina trong trung tâm thành phố

Sự hiện diện của Áo trên Biển Adriatic được coi là mối đe dọa của Cộng hòa Venezia và trong Chiến tranh của Liên minh Cambrai, người Venezia đã đột kích và tàn phá thành phố với thiệt hại lớn về nhân mạng vào năm 1508 và một lần nữa vào năm 1509. Tuy nhiên, thành phố đã phục hồi và vẫn nằm dưới sự thống trị của Áo. Đối với cuộc kháng chiến quyết liệt của nó với người Venezia, nó sẽ nhận được danh hiệu "thành phố trung thành nhất" (fidelissimum oppidium) cũng như các đặc quyền thương mại từ hoàng đế Áo Maximilian I vào năm 1515. Trong khi các lực lượng Ottoman tấn công thị trấn nhiều lần, họ chưa bao giờ chiếm giữ nó. Từ thế kỷ 16 trở đi, phong cách Phục hưng và Baroque hiện tại của Rijeka bắt đầu hình thành. Hoàng đế Karl VI tuyên bố Cảng Rijeka là một cảng tự do (cùng với Cảng Trieste) vào năm 1719 và tuyến đường thương mại đến Viên được mở rộng vào năm 1725.
Ngày 28 tháng 11 năm 1750, Rijeka bị một trận động đất lớn gây ra. Sự tàn phá lan rộng đến nỗi thành phố phải được xây dựng lại gần như hoàn toàn. Năm 1753, Hoàng hậu Áo Maria Theresia phê duyệt kinh phí xây dựng lại Rijeka như một "thành phố mới" (Civitas nova). Rijeka được xây dựng lại có sự khác biệt đáng kể: nó đã được chuyển đổi từ một thị trấn nhỏ có tường bao quanh thời trung cổ thành một thành phố thương mại và hàng hải lớn hơn tập trung xung quanh cảng của nó.
Theo lệnh của Hoàng hậu Maria Theresia vào năm 1779, thành phố được sáp nhập vào Vương quốc Hungary và được quản lý như một khu tách biệt trực tiếp với Budapest bởi một thống đốc được bổ nhiệm, là cảng quốc tế duy nhất của Hungary. Từ năm 1804, Rijeka là một phần của Đế quốc Áo (Vương quốc Croatia-Slavonia sau Thỏa hiệp năm 1867), thuộc tỉnh Croatia-Slavonia.
Trong Chiến tranh Napoléon, Rijeka bị Đế quốc Pháp chiếm một thời gian ngắn và được đưa vào các tỉnh Illyria. Trong thời kỳ cai trị của Pháp, từ năm 1809 đến năm 1813, con đường Louisiana cực kỳ quan trọng đã được hoàn thành (được đặt theo tên vợ của Napoléon là Maria Ludovica của Áo). Con đường này là con đường ngắn nhất từ Rijeka đến nội địa (Karlovac) và đã tạo ra một động lực mạnh mẽ cho sự phát triển của cảng Rijeka. Năm 1813, sự thống trị của Pháp chấm dứt khi Rijeka lần đầu tiên bị Hải quân Hoàng gia bắn phá và sau đó bị quân Áo chiếm lại dưới sự chỉ huy của tướng Ireland Laval Nugent von Westmeath. Cuộc oanh tạc của Anh có một câu chuyện bên lề thú vị. Thành phố dường như đã được cứu khỏi sự tàn phá bởi một cô gái trẻ tên là Karolina Belinić - người giữa sự hỗn loạn và tàn phá của trận oanh tạc - đã đến gặp chỉ huy hạm đội Anh và thuyết phục ông ta rằng việc bắn phá thêm thành phố là không cần thiết (đơn vị đồn trú nhỏ của Pháp nhanh chóng bị đánh bại và rời khỏi thành phố). Huyền thoại về Karolina được dân chúng ghi nhớ nồng nhiệt cho đến tận ngày nay. Cô đã trở thành một anh hùng dân gian Karolina Riječka (Caroline của Rijeka) và đã được tôn vinh trong các vở kịch, phim ảnh và thậm chí trong một vở opera nhạc rock.
Đầu thế kỷ 19, nhà lãnh đạo kinh tế và văn hóa nổi bật nhất của thành phố là Andrija Ljudevit Adamić. Fiume cũng có một căn cứ hải quân quan trọng, và vào giữa thế kỷ 19, nó trở thành địa điểm của Học viện Hải quân Áo-Hung (K.u.K. Marine-Akademie), nơi Hải quân Áo-Hung đào tạo các sĩ quan của mình.
Trong cuộc Cách mạng Hungary năm 1848, khi Hungary cố gắng giành độc lập từ Áo, Rijeka đã bị bắt bởi quân đội Croatia (trung thành với Áo) do Ban Josip Jelačić chỉ huy. Thành phố sau đó được sát nhập trực tiếp vào Croatia, mặc dù nó vẫn giữ một mức độ tự trị. Rijeka được trở lại quyền cai trị trực tiếp của Hungary vào năm 1868 với thỏa thuận Dàn xếp Croatia-Hungary, đổi mới địa vị của nó là "tiểu bang phân cách" ("hòn đảo" của Hungary trong Croatia). Vị trí của thành phố được xác định với một phụ lục riêng về thỏa thuận dàn xếp, cái gọi là "huy hiệu Rijeka" (Riječka krpica trong tiếng Croatia).
Giovanni de Ciotta, thị trưởng thành phố từ năm 1872 đến năm 1896, tỏ ra là một nhà lãnh đạo chính trị địa phương có thẩm quyền. Dưới sự lãnh đạo của ông, một giai đoạn mở rộng ấn tượng của thành phố bắt đầu, được đánh dấu bằng sự phát triển cảng lớn, được thúc đẩy bởi sự mở rộng chung của thương mại quốc tế và kết nối của thành phố vào năm 1873 với mạng lưới đường sắt Áo-Hung. Các doanh nghiệp công nghiệp và thương mại hiện đại như Công ty Hàng hải Hoàng gia Hungary "Adria", một công ty vận tải biển đối thủ của Ungaro-Croata (thành lập vào năm 1891) và Nhà máy giấy Smith và Meynier (vận hành động cơ hơi nước đầu tiên ở Đông Nam Âu) , nằm trong hẻm núi Rječina, sản xuất giấy thuốc lá bán khắp thế giới.
Nửa sau thế kỷ 19 và đầu thế kỷ 20 cho đến Chiến tranh thế giới thứ nhất là thời kỳ cực thịnh, tăng trưởng kinh tế nhanh chóng và sự năng động về công nghệ của Rijeka. Nhiều tác giả và nhân chứng mô tả Rijeka thời này là một thị trấn giàu có, khoan dung, sung túc, nơi có mức sống tốt, với vô số khả năng kiếm tiền. Đại biểu Giáo hoàng Celso Costantini đã ghi nhận trong nhật ký của mình "sự thờ ơ về tôn giáo và sự thờ ơ của thị trấn". Sự phát triển công nghiệp hơn nữa của thành phố bao gồm nhà máy lọc dầu quy mô công nghiệp đầu tiên ở Châu Âu vào năm 1882 và nhà máy sản xuất ngư lôi đầu tiên trên thế giới vào năm 1866, sau khi Robert Whitehead, quản lý của "Stabilimento Tecnico Fiumano" (một công ty kỹ thuật của Áo tham gia cung cấp động cơ cho Hải quân Áo-Hung), thiết kế và thử nghiệm thành công ngư lôi đầu tiên trên thế giới. Ngoài Nhà máy ngư lôi Whitehead mở cửa vào năm 1874, nhà máy lọc dầu (1882) và nhà máy giấy, nhiều xí nghiệp công nghiệp và thương mại khác đã được thành lập hoặc mở rộng trong những năm này. Chúng bao gồm một nhà máy sản xuất tinh bột và trấu (một trong những công ty lớn nhất thế giới), một công ty gỗ và đồ nội thất, một thang máy và nhà máy lúa mì, các ngành công nghiệp đóng tàu Ganz-Danubius, một nhà máy ca cao và sô cô la, một nhà máy gạch, một nhà máy thuốc lá (lớn nhất trong thời chế độ quân chủ), một nhà máy chưng cất rượu cognac, một nhà máy mì ống, nhà máy thùng và rương Ossoinack, một xưởng thuộc da lớn, năm xưởng đúc và nhiều xưởng khác. Đầu thế kỷ 20, hơn một nửa công suất công nghiệp ở Croatia (lúc đó chủ yếu là nông nghiệp) nằm ở Rijeka.
Học viện Hàng hải Áo-Hung của Rijeka trở thành trung tâm tiên phong về nhiếp ảnh tốc độ cao. Nhà vật lý người Áo Peter Salcher làm việc trong Học viện đã chụp bức ảnh đầu tiên về một viên đạn bay với tốc độ siêu thanh vào năm 1886, phát minh ra một kỹ thuật mà sau này Ernst Mach đã sử dụng trong các nghiên cứu của ông về chuyển động siêu thanh.

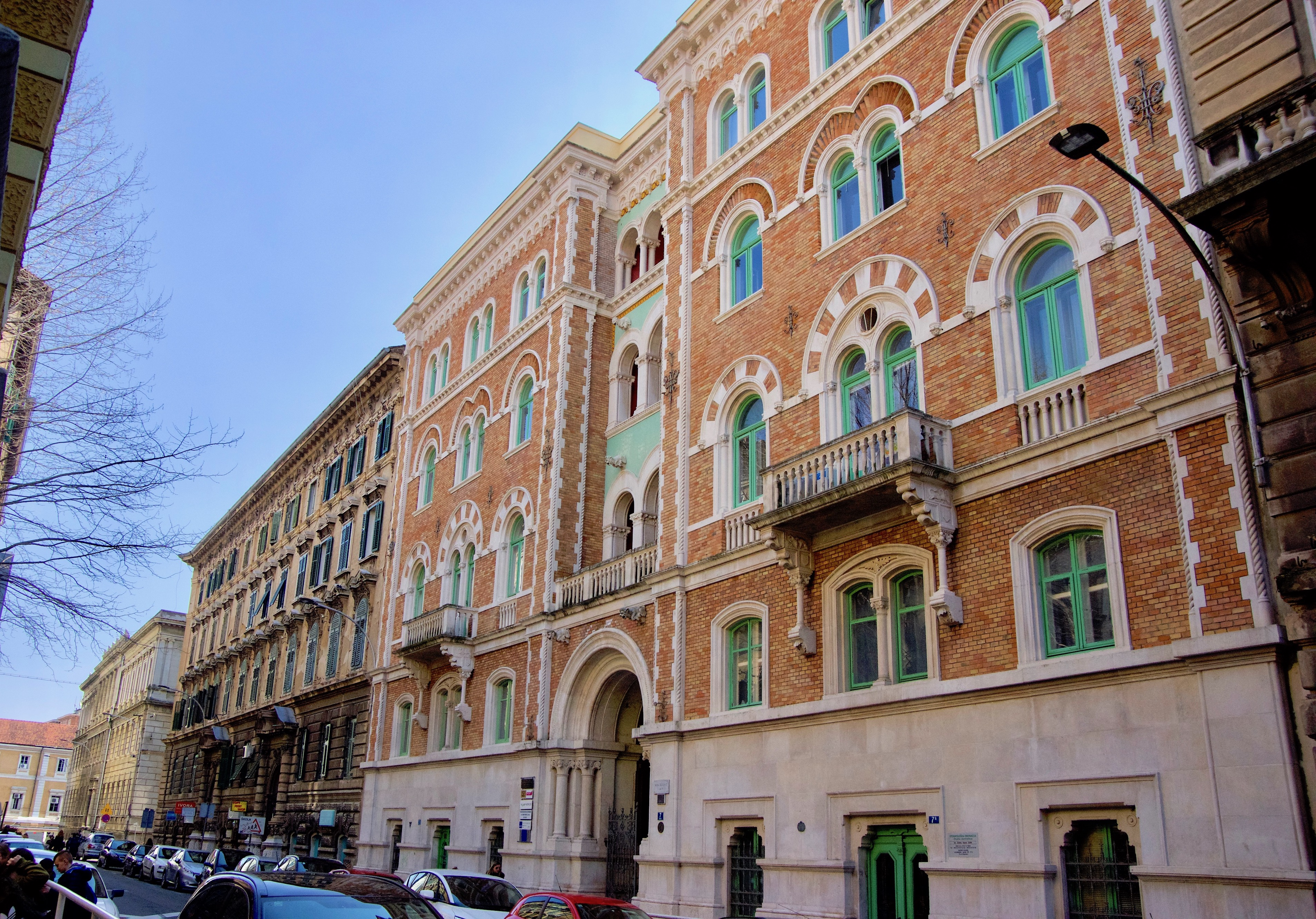
Casa Veneziana ở Rijeka

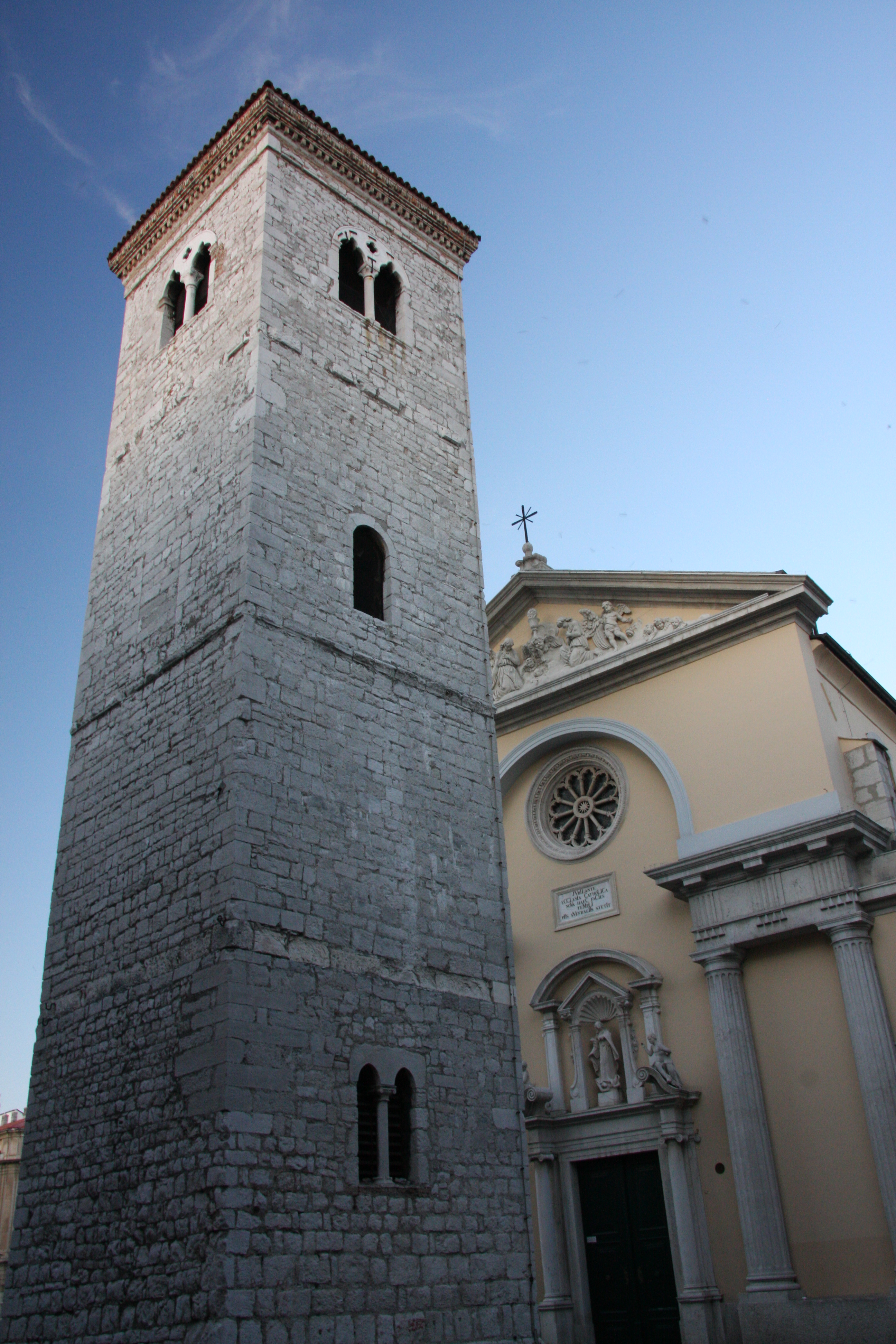
Tháp nghiêng ở Rijeka

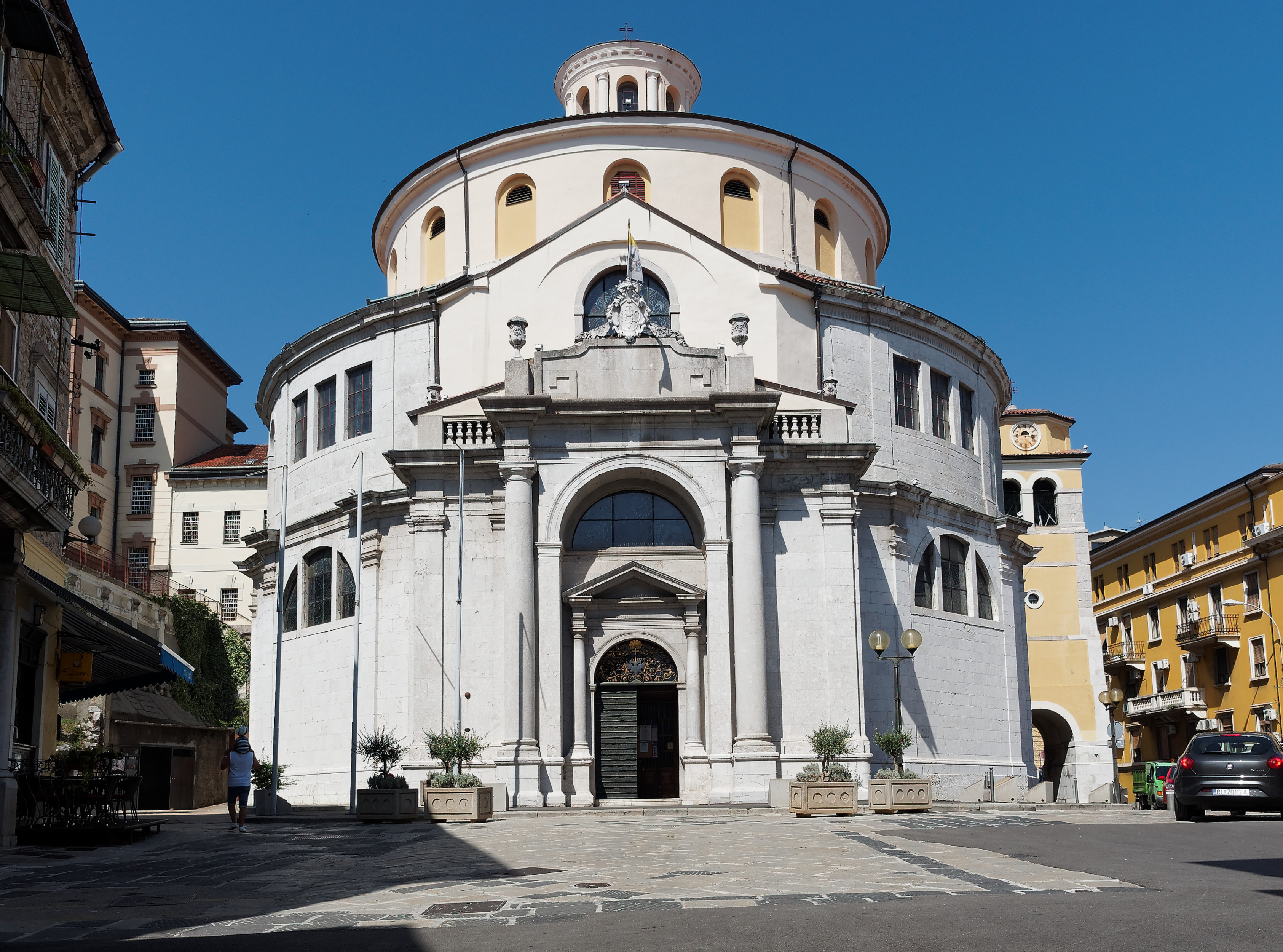
Nhà thờ Thánh Vitus

Cảng của Rijeka đã trải qua quá trình phát triển vượt bậc nhờ các khoản đầu tư hào phóng của Hungary, trở thành lối ra hàng hải chính cho Hungary và phần phía đông của Đế chế Áo-Hung. Đến các năm 1913 và 1914, cảng Fiume trở thành cảng bận rộn thứ mười ở châu Âu. Dân số tăng nhanh chóng từ chỉ 21.000 người vào năm 1880 lên 50.000 người vào năm 1910. Các tòa nhà dân sự lớn được xây dựng vào thời điểm này bao gồm Dinh Thống đốc, do kiến trúc sư người Hungary Alajos Hauszmann thiết kế. Có một cuộc cạnh tranh đang diễn ra giữa Rijeka và Trieste, lối thoát hàng hải chính của Áo - phản ánh sự cạnh tranh giữa hai thành phần của Chế độ quân chủ kép. Hải quân Áo-Hung đã tìm cách giữ cân bằng bằng cách đặt hàng các tàu chiến mới từ các xưởng đóng tàu của cả hai thành phố.
Trong thời kỳ này, thành phố có đa số là người Ý. Trên thực tế, theo điều tra dân số năm 1880, ở Rijeka có 9.076 người Ý, 7.991 người Croatia, 895 người Đức và 383 người Hungary. Một số nhà sử học cho rằng thành phố có đa số người Slav vào đầu thế kỷ 19, bởi vì cuộc điều tra dân số năm 1851 báo cáo đa số là người Croatia. Tuy nhiên, cuộc điều tra dân số này được coi là không đáng tin cậy, đặc biệt là bởi các nhà sử học Ý. Tại cuộc điều tra dân số Áo-Hung cuối cùng vào năm 1910, tiểu bang có dân số 49.806 người và bao gồm các cộng đồng ngôn ngữ sau:
| Các ngôn ngữ vào năm 1911 | 49,806 (dân cư) | (100%)  |
| Tiếng Ý                   | 23,283          | (46.9%) |
| Tiếng Croatia             | 15,731          | (31.7%) |
| Tiếng Slovene             | 3,937           | (7.9%)  |
| Tiếng Hungary             | 3,619           | (7.3%)  |
| Tiếng Đức                 | 2,476           | (5.0%)  |
| Tiếng Anh                 | 202             | (0.4%)  |
| Tiếng Séc                 | 183             | (0.3%)  |
| Tiếng Serbia              | 70              | (0.14%) |
| Tiếng Pháp                | 40              | (0.08%) |
| Tiếng Ba Lan              | 36              | (0.07%) |
| Tiếng România             | 29              | (0.06%) |

Về tôn giáo, điều tra dân số năm 1910 chỉ ra rằng - từ tổng số 49.806 cư dân - có 45.130 người Công giáo, 1.696 người Do Thái, 1.123 người theo đạo Calvin, 995 người theo đạo Chính thống và 311 người theo đạo Luther. Dân số Do Thái mở rộng nhanh chóng, đặc biệt là trong những năm 1870 đến năm 1880, và xây dựng một giáo đường Do Thái lớn vào năm 1907 (đã bị phá hủy vào năm 1944, trong thời kỳ Đức chiếm đóng, đồng thời với vụ sát hại hầu hết cư dân Do Thái của thành phố). Trước Thế chiến I, có 165 quán trọ, 10 khách sạn với nhà hàng, 17 quán cà phê, 17 tiệm kim hoàn, 37 thợ cắt tóc và 265 tiệm may ở Rijeka.
Rijeka vào đầu thế kỉ 20
- Xe điện ở Rijeka trên đường L. Kossuth vào năm 1910
- Rijeka, Cổng vòm La Mã trong Thành phố Cổ, vào năm 1900
- Cảng Rijeka vào năm 1900
- Rijeka-Corso vào năm 1900

### Chiến tranh thế giới thứ nhất

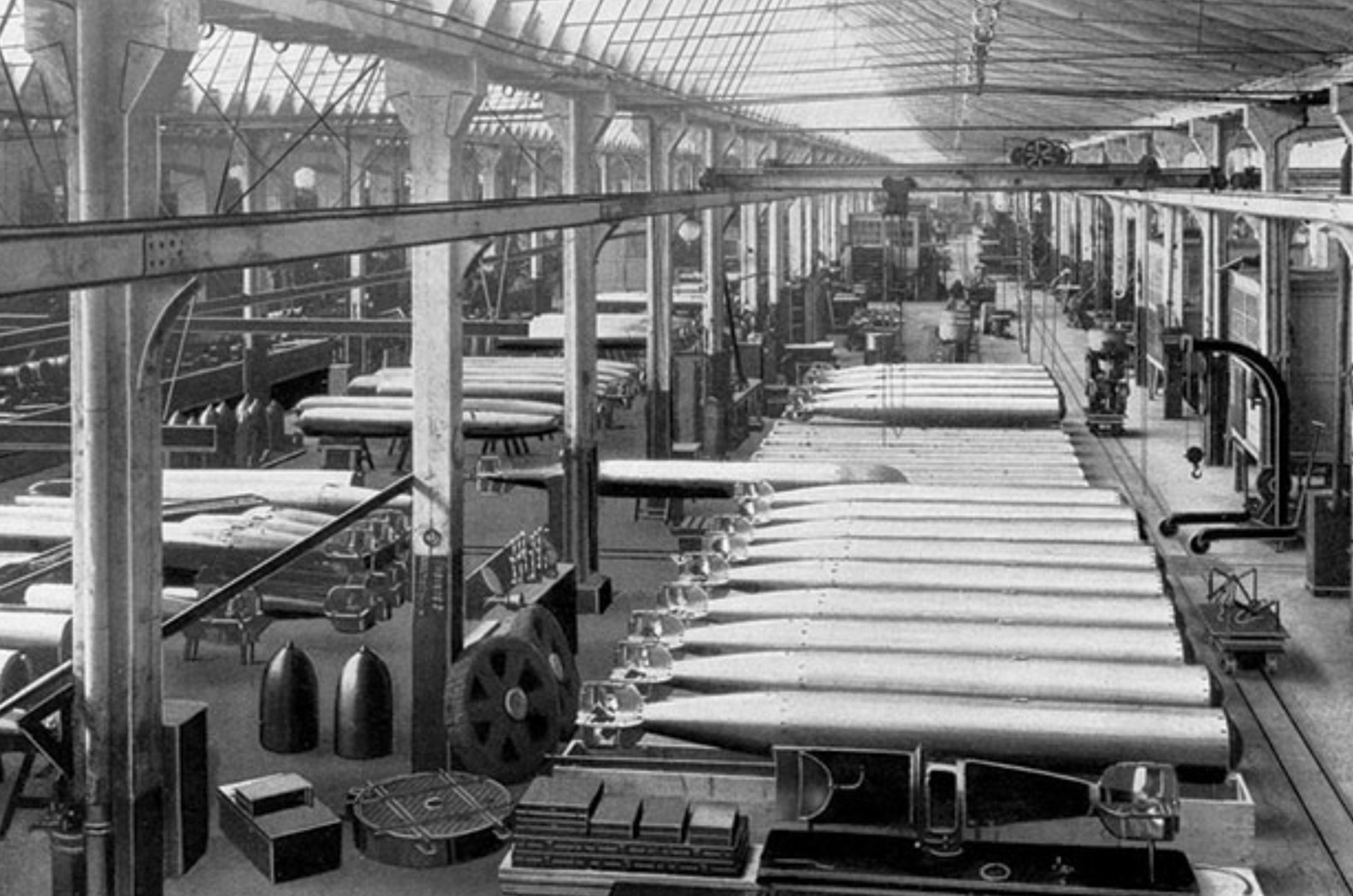
Sản xuất ngư lôi ở Rijeka vào năm 1914

Chiến tranh thế giới thứ nhất đã chấm dứt "kỷ nguyên vàng" của Rijeka về hòa bình, ổn định và tăng trưởng kinh tế nhanh chóng. Thành phố sẽ không bao giờ hoàn toàn phục hồi trở lại mức thịnh vượng như cũ. Tuy nhiên, ban đầu có một vẻ ngoài bình thường (thành phố nằm xa tiền tuyến) - một bộ phận ngày càng tăng nam giới bắt đầu được điều động bởi quân đội và hải quân. Các ngành công nghiệp liên quan đến chiến tranh của thành phố tiếp tục hoạt động hiệu quả và đóng góp đáng kể vào nỗ lực chiến tranh Áo-Hung, đặc biệt là cho hải quân. Nhà máy đóng tàu Ganz-Danubius đã sản xuất một số tàu chiến và tàu ngầm như tàu ngầm lớp U-27, tàu tuần dương lớp Novara, thiết giáp hạm lớn SMS Szent István và các loại khác. Tổng cộng, từ đầu những năm 1900 đến 1918, các xưởng đóng tàu của thành phố đã sản xuất 1 thiết giáp hạm, 2 tàu tuần dương, 20 tàu khu trục, 32 tàu phóng lôi và 15 tàu ngầm cho hải quân. Rijeka cũng là trung tâm chính sản xuất ngư lôi. Tuy nhiên, đã có nhiều thay đổi khi cuộc chiến trở thành một cuộc xung đột kéo dài và đặc biệt là khi Ý tuyên chiến với Áo-Hung vào tháng 5 năm 1915. Điều này đã mở ra một chiến tuyến chỉ cách thành phố 90 km và gây ra một cảm giác lo lắng lan tỏa trong cộng đồng lớn người Ý. Vài trăm người Ý, bị chính quyền coi là không trung thành (không tham chiến), đã bị trục xuất đến các trại ở Hungary (Tápiósüly và Kiskunhalas), nơi nhiều người chết vì suy dinh dưỡng và bệnh tật. Nhà máy sản xuất ngư lôi đã bị tấn công bởi khí cầu Ý "Citta` di Novara" vào năm 1915 (sau đó bị bắn hạ bởi thủy phi cơ của Áo) và bị hư hại. Do đó, hầu hết việc sản xuất ngư lôi được chuyển đến Sankt Pölten ở Áo, xa tiền tuyến hơn. Thành phố lại bị máy bay Ý tấn công vào năm 1916 và bị thiệt hại nhẹ. Học viện Hải quân ngừng hoạt động và được chuyển đổi thành bệnh viện chiến tranh (các tòa nhà của học viện hải quân cũ vẫn là nơi ở của bệnh viện thành phố cho đến ngày nay). Vào ngày 10 tháng 2 năm 1918, hải quân Ý đánh phá Vịnh Bakar gần đó gây ra ít thiệt hại về vật chất nhưng đạt được hiệu quả tuyên truyền đáng kể. Khi chiến tranh kéo dài, nền kinh tế của thành phố và mức sống của người dân xuống cấp nhanh chóng. Do hàng hải bị phong tỏa, giao thông cảng bị sụp đổ - từ 2.892.538 tấn năm 1913 (trước chiến tranh) xuống chỉ còn 330.313 tấn năm 1918. Nhiều nhà máy - thiếu nhân lực và/hoặc nguyên liệu - đã giảm sản lượng hoặc đơn giản là đóng cửa. Tình trạng thiếu lương thực và các nhu yếu phẩm khác trở nên phổ biến. Ngay cả an toàn công cộng cũng trở thành một vấn đề với sự gia tăng số lượng các vụ trộm cắp, các vụ bạo lực và trục lợi chiến tranh. Cuộc khủng hoảng leo thang vào ngày 23 tháng 10 năm 1918, khi quân đội Croatia đóng tại Rijeka (trung đoàn 79) bị hủy diệt và tạm thời giành quyền kiểm soát thành phố. Trong bối cảnh hỗn loạn ngày càng gia tăng, đế chế Áo-Hung giải thể vài tuần sau đó, vào ngày 12 tháng 11 năm 1918, bắt đầu một thời kỳ dài bất ổn và không chắc chắn cho thành phố.

### "Câu hỏi Fiume" và cuộc tranh chấp Ý-Nam Tư

Cư dân Fiume cổ vũ D'Annunzio và Legionari của ông, tháng 9 năm 1919. Vào thời điểm đó, Fiume có 22.283 người Ý (46,9% tổng dân số 49.608 cư dân)

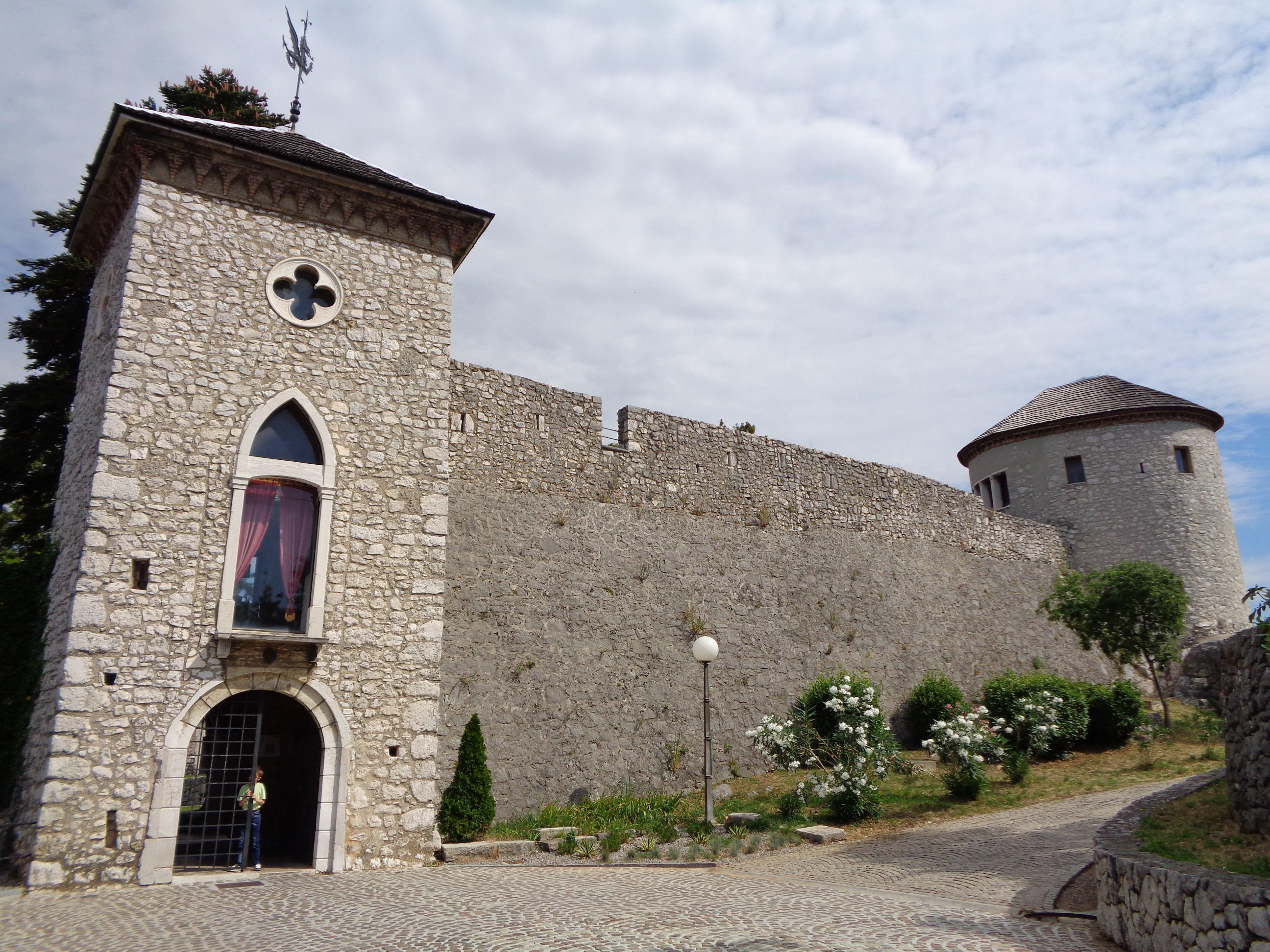
Phía nam của lâu đài Trsat

Sự tan rã của Đế quốc Áo-Hung do Nhà Habsburg cai trị vào tháng 10 năm 1918 trong những tuần kết thúc của Chiến tranh thế giới thứ nhất đã dẫn đến việc thành lập các chính quyền Croatia-Serbia và Ý đối thủ trong thành phố; cả Ý và những người sáng lập Vương quốc của người Serb, người Croatia và người Slovene (sau này là Vương quốc Nam Tư) đều tuyên bố chủ quyền dựa trên các nhóm dân tộc "không theo chủ nghĩa" ("không được tôn trọng") của họ.
Sau một cuộc chiếm đóng quân sự ngắn ngủi của Vương quốc Serb, Croat và Slovene, tiếp theo là sự sáp nhập đơn phương của Corpus Separatum trước đây bởi Beograd, một lực lượng quốc tế gồm quân đội Anh, Ý, Pháp và Mỹ đã tiến vào thành phố vào tháng 11 năm 1918. Tương lai của nó trở thành một rào cản lớn đối với thỏa thuận trong Hội nghị Hòa bình Paris năm 1919. Tổng thống Mỹ Wilson thậm chí còn đề xuất biến Rijeka thành một thành phố tự do và là trụ sở của Hội Quốc liên mới thành lập.

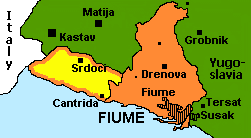
Vị trí của Nhà nước Tự do Fiume (1920-1924)

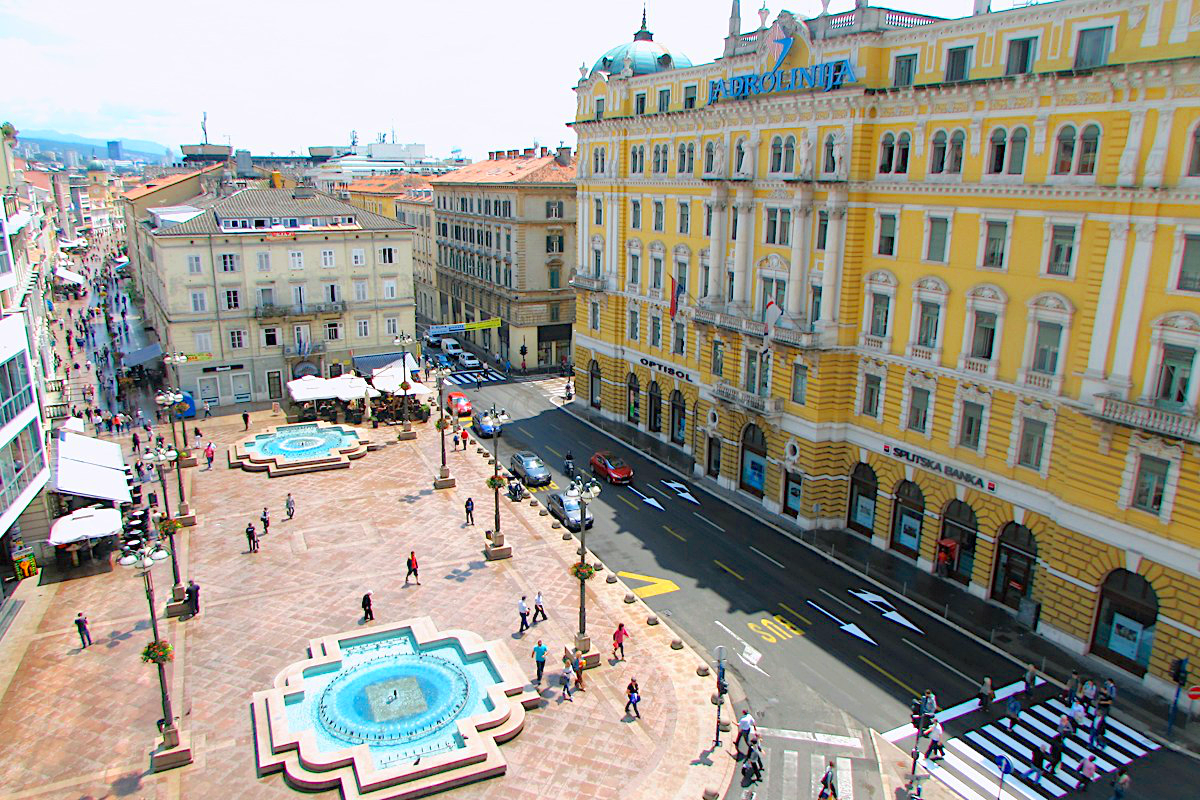
Quảng trường Adriatic và cung điện Adria

Vấn đề chính nảy sinh từ thực tế là Rijeka không được giao cho Ý hay cho Croatia (lúc ấy là Nam Tư) trong Hiệp ước Luân Đôn xác định biên giới sau chiến tranh trong khu vực. Nó vẫn được giao cho Áo-Hung vì - cho đến cuối Thế chiến I - người ta cho rằng đế chế Áo-Hung sẽ tồn tại sau Thế chiến I dưới một hình thức nào đó và Rijeka sẽ trở thành cảng biển duy nhất của nó (Trieste đã bị Ý sáp nhập). Tuy nhiên, một khi đế chế tan rã, vị thế của thành phố trở nên gây tranh chấp. Ý dựa trên tuyên bố của mình dựa trên thực tế là người Ý là quốc tịch lớn nhất trong thành phố với tỉ lệ 46,9% tổng dân số. Người Croatia chiếm phần lớn số còn lại và chiếm đa số ở khu vực xung quanh. Andrea Ossoinack, người đã từng là đại biểu cuối cùng từ Fiume đến Quốc hội Hungary, đã được nhận vào hội nghị với tư cách là đại diện của Fiume, và về cơ bản ủng hộ các yêu sách của Ý. Tuy nhiên, tại thời điểm này, thành phố đã có trong nhiều năm một Đảng Tự trị mạnh mẽ và rất tích cực tìm kiếm cho Rijeka một địa vị độc lập đặc biệt giữa các quốc gia với tư cách là một thành phố Adriatic đa văn hóa. Phong trào này thậm chí còn có đại biểu của nó tại hội nghị hòa bình Paris - Ruggero Gotthardi.

### Vương triều Carnaro
Ngày 10 tháng 9 năm 1919, Hiệp ước Saint-Germain-en-Laye được ký kết, tuyên bố giải thể chế độ quân chủ Áo-Hung. Hai ngày sau, các cuộc đàm phán về tương lai của thành phố bị gián đoạn khi một lực lượng theo chủ nghĩa dân tộc chủ nghĩa Ý do nhà thơ Gabriele D'Annunzio lãnh đạo đã chiếm được thành phố. Bởi vì chính phủ Ý, muốn tôn trọng các nghĩa vụ quốc tế của mình, không muốn sáp nhập Fiume, D'Annunzio và những người trí thức bên cạnh ông cuối cùng đã thành lập một nhà nước độc lập, Quận trưởng Carnaro của Ý, một thử nghiệm xã hội độc đáo cho thời đại và là một nhà cách mạng trải nghiệm văn hóa trong đó nhiều trí thức quốc tế thuộc nhiều tầng lớp xã hội khác nhau đã tham gia như Osbert Sitwell, Arturo Toscanini, Henry Furst, Filippo Tommaso Marinetti, Harukichi Shimoi, Guglielmo Marconi, Alceste De Ambris, Whitney Warren và Léon Kochnitzky.
Trong số nhiều thử nghiệm chính trị diễn ra trong trải nghiệm này, D'Annunzio và người của ông đã tiến hành một nỗ lực đầu tiên nhằm thiết lập một phong trào các quốc gia không liên kết trong cái gọi là Liên minh Fiume, một tổ chức đối nghịch với Liên đoàn các quốc gia Wilsonia, mà nó được coi là một phương tiện duy trì hiện trạng tham nhũng và đế quốc. Tổ chức này chủ yếu nhằm mục đích giúp đỡ tất cả các quốc gia bị áp bức trong cuộc đấu tranh vì phẩm giá chính trị và sự công nhận, thiết lập mối liên kết với nhiều phong trào trên các lục địa khác nhau, nhưng nó không bao giờ tìm thấy sự hỗ trợ cần thiết từ bên ngoài và di sản chính của nó cho đến ngày nay vẫn là sự công nhận của Chính quyền Carnaro đối với nước Nga Xô Viết, tiểu bang đầu tiên trên thế giới đã làm như vậy. 

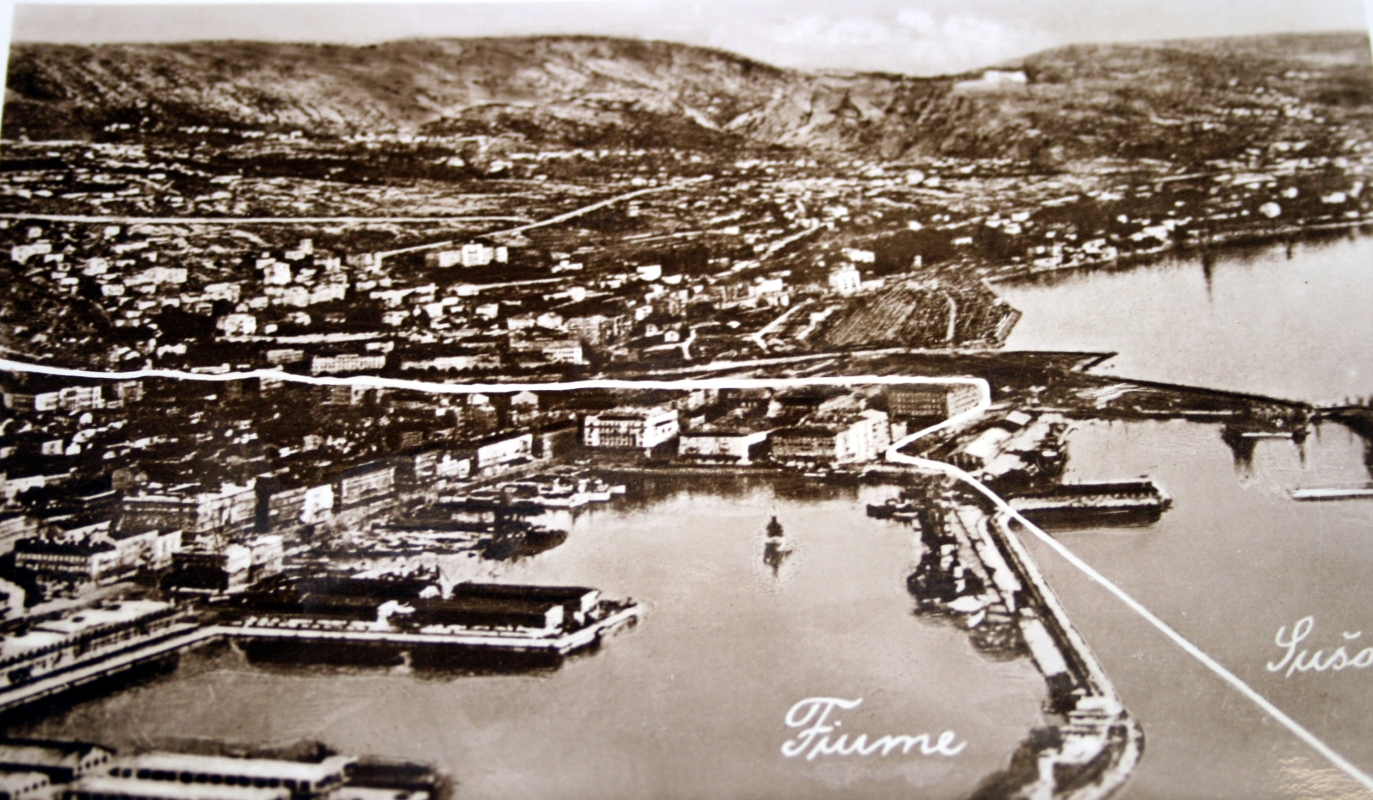
Fiume hay Rijeka vào năm 1937

Giovanni Giolitti theo chủ nghĩa tự do lại trở thành Thủ hiến của Ý vào tháng 6 năm 1920; điều này báo hiệu sự cứng rắn về thái độ chính thức đối với cuộc đảo chính của D'Annunzio. Vào ngày 12 tháng 11, Ý và Nam Tư đã ký kết Hiệp ước Rapallo, trong đó dự kiến Fiume trở thành một quốc gia độc lập, Nhà nước Fiume tự do, dưới một chính phủ được cả hai cường quốc chấp nhận. Phản ứng của D'Annunzio đặc trưng là khoa trương và có khả năng phán đoán đáng ngờ: lời tuyên chiến chống lại Ý của ông đã mời các lực lượng hoàng gia Ý bắn phá, dẫn đến việc ông phải đầu hàng thành phố vào cuối năm, sau cuộc kháng chiến kéo dài 5 ngày (được gọi là Lễ Giáng sinh đẫm máu). Quân đội Ý đã giải phóng thành phố khỏi tay dân quân của D'Annunzio vào những ngày cuối tháng 12 năm 1920. Sau một cuộc chiến tranh thế giới và thêm hai năm kinh tế tê liệt, nền kinh tế thành phố gần như sụp đổ và dân số kiệt quệ.

### Nhà nước Tự do Fiume

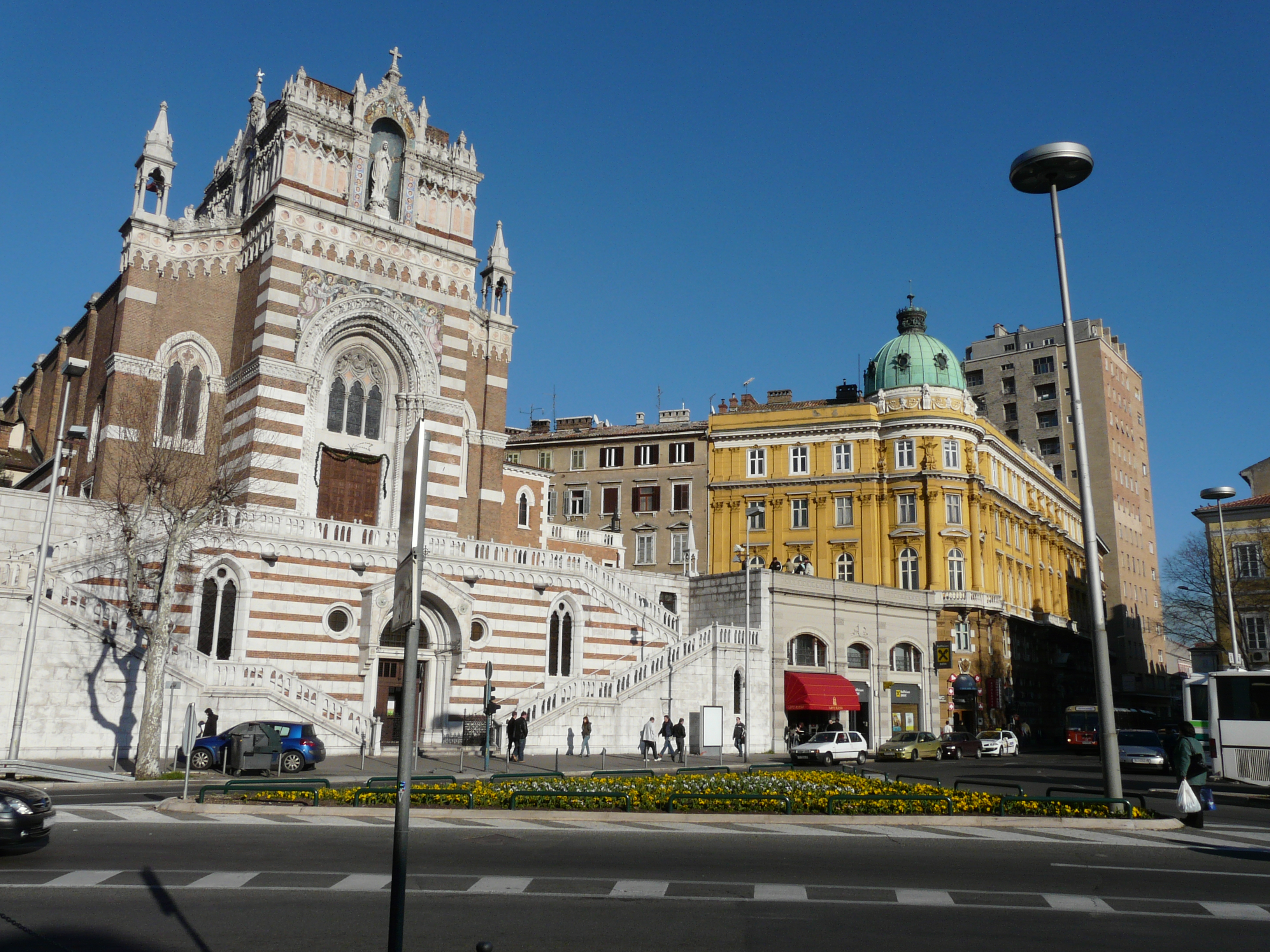
Nhà thờ Capuchin của Đức Mẹ Lộ Đức

Trong một cuộc bầu cử dân chủ sau đó, cử tri Fiume vào ngày 24 tháng 4 năm 1921 đã chấp thuận ý tưởng về một nhà nước Fiume-Rijeka tự do với cơ cấu quyền sở hữu tập đoàn Fiume-Ý-Nam Tư đối với cảng, mang lại chiến thắng áp đảo cho các ứng cử viên theo chủ nghĩa độc lập của Đảng Tự trị. Do đó, Fiume trở thành thành viên chính thức của Liên đoàn các quốc gia và cuộc bầu cử sau đó chủ tịch đầu tiên của Rijeka, Riccardo Zanella, đã được sự công nhận và chào mừng chính thức từ tất cả các cường quốc và quốc gia trên toàn thế giới. Mặc dù có nhiều phát triển tích cực dẫn đến việc thành lập các cấu trúc của bang mới, việc hình thành hội đồng hợp thành sau đó cho bang đã không chấm dứt xung đột trong thành phố. Một cuộc cướp chính quyền ngắn ngủi theo chủ nghĩa dân tộc của Ý đã kết thúc với sự can thiệp của một ủy viên hoàng gia Ý, và một nền hòa bình ngắn ngủi khác bị gián đoạn bởi một kẻ phát xít địa phương vào tháng 3 năm 1922, kết thúc bằng sự can thiệp lần thứ ba của người Ý để khôi phục lại trật tự trước đó. Bảy tháng sau, Vương quốc Ý rơi vào sự thống trị của Phát xít và số phận của Fiume do đó đã bị niêm phong, Đảng Phát xít Ý là một trong những người ủng hộ mạnh mẽ nhất việc sáp nhập Fiume vào Ý. Do đó, Nhà nước Tự do Fiume đã chính thức trở thành quốc gia đầu tiên là nạn nhân của chủ nghĩa bành trướng phát xít.

### Lãnh thổ Fiume, một phần của Vương quốc Ý
Thời kỳ gay gắt ngoại giao đã khép lại bằng Hiệp ước song phương Roma (27 tháng 1 năm 1924), được ký kết bởi Ý và Nam Tư. Với nó, hai quốc gia láng giềng đã đồng ý phân chia lãnh thổ của một quốc gia nhỏ. Phần lớn lãnh thổ Corpus Separatum cũ trở thành một phần của Ý, trong khi một số ngôi làng nói tiếng Croatia hay tiếng Slovene ở phía bắc thành phố đã bị Nam Tư sáp nhập. Việc sáp nhập xảy ra trên thực tế vào ngày 16 tháng 3 năm 1924, và nó đã khánh thành khoảng hai mươi năm của chính quyền Ý cho thành phố, trước sự tổn hại của người thiểu số Croatia, vốn là nạn nhân của sự phân biệt đối xử và các chính sách đồng hóa có mục tiêu.
Thành phố trở thành thủ phủ của tỉnh Carnaro mới được thành lập. Trong thời kỳ này, Fiume/Rijeka đã mất vùng nội địa thương mại và do đó một phần tiềm năng kinh tế của nó khi nó trở thành một thị trấn biên giới không có tầm quan trọng chiến lược đối với Vương quốc Ý. Tuy nhiên, vì nó vẫn giữ được vị thế cảng Tự do và hình ảnh mang tính biểu tượng của nó trong huyền thoại xây dựng quốc gia, nó đã nhận được nhiều nhượng bộ và trợ cấp kinh tế từ chính phủ ở Roma. Những điều này bao gồm một cách đối xử thuế riêng biệt với phần còn lại của Ý và dòng đầu tư liên tục từ nhà nước Ý, mặc dù không hào phóng như các nhà nước Hungary trước đây. Thành phố lấy lại mức thịnh vượng kinh tế tốt và giàu có hơn nhiều so với các vùng đất Nam Tư xung quanh, nhưng tốc độ tăng trưởng kinh tế và nhân khẩu học đã chậm lại nếu so với thời kỳ Áo-Hung trước đó.

### Chiến tranh thế giới thứ hai và khu vực hoạt động của Đức

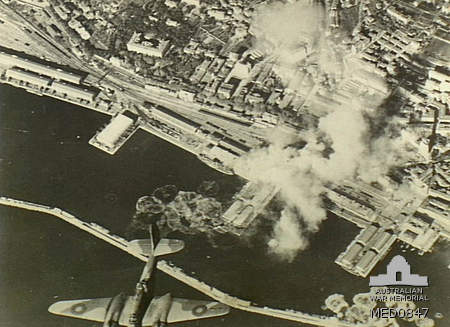
Rijeka bị Không quân Hoàng gia Anh oanh tạc từ trên không vào năm 1944

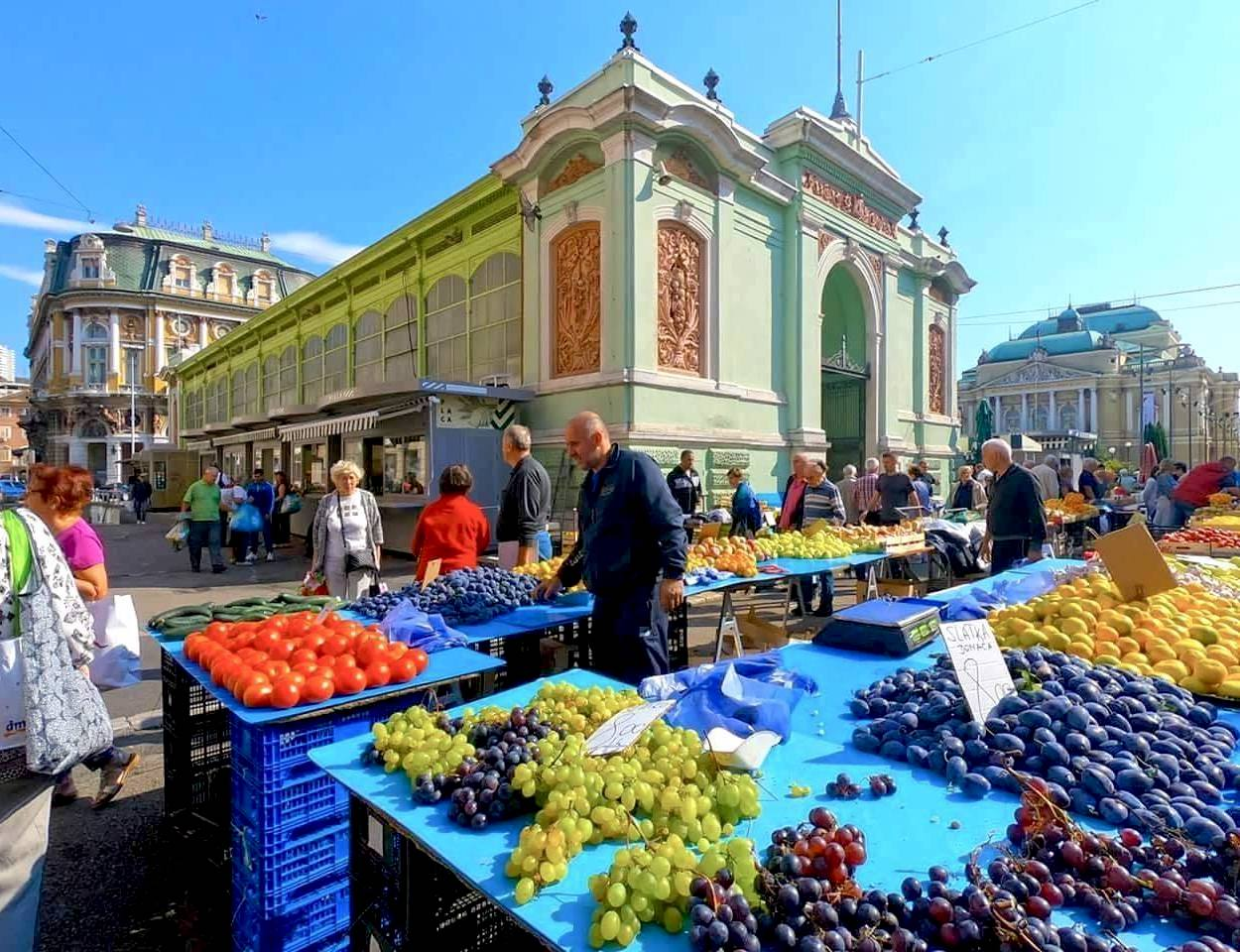
Chợ

Vào đầu Thế chiến II, Rijeka ngay lập tức thấy mình ở một vị trí khó xử. Thành phố có phần lớn người Ý, nhưng xung quanh nó và thành phố Sušak, ngay bên kia sông Rječina (ngày nay là một phần của Rijeka) hầu như chỉ có người Croatia và một phần của một thế lực thù địch tiềm tàng - Nam Tư. Khi các cường quốc phe Trục xâm lược Nam Tư vào tháng 4 năm 1941, các khu vực của Croatia xung quanh thành phố đã bị quân đội Ý chiếm đóng, tạo tiền đề cho một cuộc nổi dậy dữ dội và đẫm máu sẽ kéo dài cho đến khi kết thúc chiến tranh. Hoạt động của đảng phái bao gồm các cuộc tấn công theo kiểu du kích vào các vị trí bị cô lập hoặc các cột tiếp tế, phá hoại và giết hại dân thường được cho là có liên hệ với chính quyền Ý và sau này là chính quyền Đức. Đến lượt mình, điều này lại vấp phải sự đáp trả gay gắt từ quân đội Ý và Đức. Vào ngày 14 tháng 7 năm 1942, để trả đũa cho việc quân Đảng (quân nổi dậy do cộng sản lãnh đạo) giết hại 4 thường dân gốc Ý, quân đội Ý đã giết chết 100 người đàn ông từ ngôi làng ngoại ô Podhum, đưa 800 người còn lại đến các trại tập trung.
Sau khi Ý đầu hàng Đồng minh vào tháng 9 năm 1943, Rijeka và các vùng lãnh thổ xung quanh bị Đức chiếm đóng và sáp nhập, trở thành một phần của Vùng Littoral Adriatic. Hoạt động đảng phái tiếp tục và ngày càng mạnh mẽ. Vào ngày 30 tháng 4 năm 1944, tại ngôi làng Lipa gần đó, quân đội Đức đã giết chết 263 thường dân để trả thù cho việc giết một số binh sĩ trong một cuộc tấn công của đảng phái.
Những người chiếm đóng Đức và Ý cùng những người cộng tác địa phương của họ đã trục xuất khoảng 80% trong số khoảng 500 người Do Thái của thành phố đến trại Auschwitz. Một tỷ lệ lớn dân số Do Thái của Rijeka đã bị sát hại trong Holocaust hơn bất kỳ thành phố nào khác trên lãnh thổ Ý.

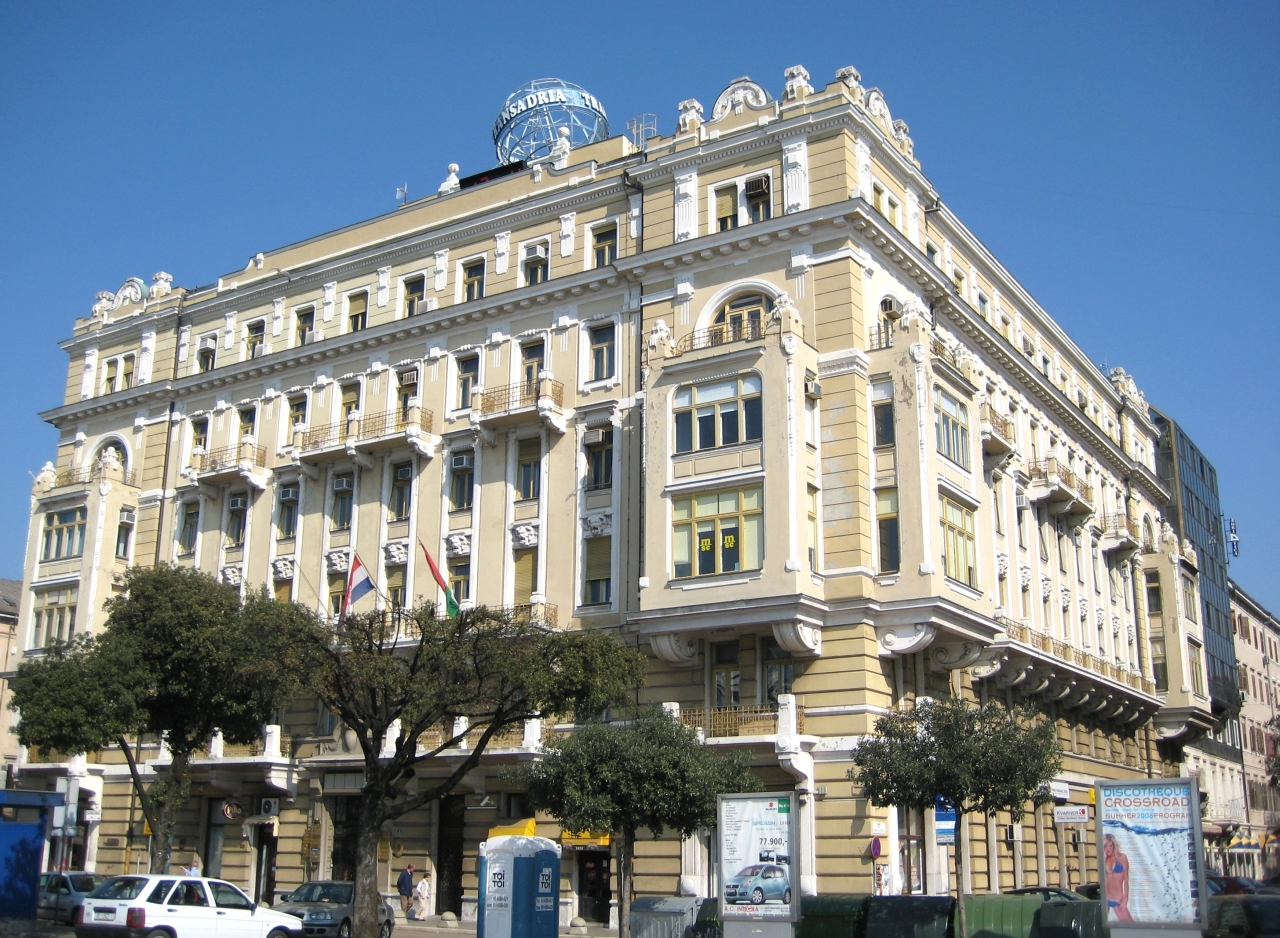
Tòa nhà Transadria

Do các ngành công nghiệp (nhà máy lọc dầu, nhà máy ngư lôi, nhà máy đóng tàu) và các cơ sở cảng của nó, thành phố cũng là mục tiêu của hơn 30 cuộc không kích của Anh-Mỹ, gây ra sự tàn phá trên diện rộng và hàng trăm dân thường thiệt mạng. Một số cuộc oanh tạc nặng nề nhất đã xảy ra vào ngày 12 tháng 1 năm 1944 (cuộc tấn công vào nhà máy lọc dầu, một phần của chiến dịch dầu mỏ), vào ngày 3 đến ngày 6 tháng 11 năm 1944, khi một loạt cuộc tấn công khiến ít nhất 125 người thiệt mạng và từ ngày 15 đến ngày 25 tháng 2 năm 1945 (200 chết, 300 người bị thương).
Khu vực Rijeka đã được củng cố nghiêm ngặt ngay cả trước Thế chiến thứ hai (phần còn lại của những công sự này ngày nay có thể được nhìn thấy ở ngoại ô thành phố). Đây là biên giới kiên cố giữa Ý và Nam Tư, vào thời điểm đó, cắt ngang qua khu vực thành phố và vùng phụ cận. Khi quân đội Nam Tư tiếp cận thành phố vào tháng 4 năm 1945, một trong những trận chiến ác liệt và lớn nhất ở khu vực này của châu Âu đã xảy ra sau đó. 27.000 quân Đức và quân RSI bổ sung của Ý đã chiến đấu ngoan cường từ phía sau những công sự này (được quân Đức đổi tên thành "Ingridstellung" —Ingrid Line — bởi quân Đức). Dưới sự chỉ huy của tướng Đức Ludwig Kübler, họ đã gây ra hàng ngàn thương vong cho quân Nam Tư đang tấn công. Các chỉ huy Nam Tư đã không tiếc thương vong để tăng tốc đánh chiếm thành phố, vì lo ngại một cuộc đổ bộ của quân Anh vào khu vực sẽ ngăn cản bước tiến của họ về phía Trieste trước khi chiến tranh kết thúc. Sau một trận chiến cực kỳ đẫm máu và tổn thất nặng nề về phía quân tấn công, quân Đức buộc phải rút lui. Trước khi rời thành phố, trong một hành động tàn phá dã man, khi chiến tranh sắp kết thúc, quân đội Đức đã phá hủy phần lớn khu vực bến cảng và các cơ sở hạ tầng quan trọng khác bằng chất nổ. Tuy nhiên, nỗ lực của quân Đức để thoát ra khỏi vòng vây phía tây bắc thành phố đã không thành công. Trong số khoảng 27.000 quân Đức và các quân khác đang rút lui khỏi thành phố, 11.000 người đã bị giết hoặc bị hành quyết sau khi đầu hàng, trong khi 16.000 người còn lại bị bắt làm tù binh. Quân đội Nam Tư tiến vào Rijeka vào ngày 3 tháng 5 năm 1945. Thành phố đã bị thiệt hại nặng nề trong chiến tranh. Cơ sở hạ tầng kinh tế gần như bị phá hủy hoàn toàn, và trong số 5.400 tòa nhà của thành phố vào thời điểm đó, 2.890 toà, chiếm khoảng 53% tổng số toà, đã bị phá hủy hoàn toàn hoặc hư hại.

### Hậu quả của Chiến tranh thế giới thứ hai
Số phận của thành phố một lần nữa được giải quyết bằng sự kết hợp giữa vũ lực và ngoại giao. Bất chấp những yêu cầu khăng khăng từ chính phủ Fiume lưu vong cộng tác với các đảng phái và kêu gọi tôn trọng chủ quyền của thành phố-quốc gia được quốc tế công nhận, và bất chấp những lời hứa ban đầu hào phóng của chính quyền Nam Tư về độc lập hoàn toàn và sau đó là quyền tự chủ rộng rãi cho thành phố-quốc gia (người dân địa phương được hứa hẹn ở nhiều mức độ tự trị khác nhau vào những thời điểm khác nhau trong thời kỳ chiến tranh, đáng chú ý nhất là khả năng trở thành một nhà nước của Cộng hòa Liên bang Nam Tư), thành phố được Nam Tư sáp nhập và được hợp nhất như một phần của Nhà nước Liên bang Croatia. Tất cả những tiếng nói bất đồng chính kiến trong cộng đồng đều bị im lặng trong 12 tháng sau khi chiến tranh kết thúc. Tình hình do lực lượng Nam Tư tạo ra trên bộ cuối cùng đã được chính thức hóa bằng Hiệp ước hòa bình Paris năm 1947 giữa Ý và phe Đồng minh vào ngày 10 tháng 2 năm 1947, bất chấp cả những lời phàn nàn của chính phủ được bầu cử dân chủ cuối cùng và tổng thống lưu vong Riccardo Zanella và những nỗ lực của bộ trưởng ngoại giao Ý giàu kinh nghiệm Carlo Sforza nhằm duy trì các kế hoạch của Wilson trước đây về một giải pháp Nhà nước Tự do đa văn hóa, với một trụ sở địa phương cho Liên hợp quốc mới được thành lập. Một khi sự thay đổi chủ quyền của Nam Tư được chính thức hóa, và đặc biệt là trong những năm dẫn đến Cuộc khủng hoảng Trieste năm 1954, 58.000 trong số 66.000 cư dân của thành phố dần dần bị đẩy đi di cư (họ được gọi bằng tiếng Ý là esuli hoặc những người bị lưu đày khỏi Istria, Fiume và Dalmatia) hoặc phải chịu đựng sự áp bức khắc nghiệt của chế độ cộng sản Nam Tư mới. Đảng Cộng sản Nam Tư đã chọn một cách tiếp cận rõ rệt theo chủ nghĩa Stalin để giải quyết vấn đề dân tộc địa phương, đặc biệt sau khi những người đồng tình với Đảng Tự trị giành được sự ủng hộ lớn trong cuộc bầu cử địa phương đầu tiên được tổ chức trên lãnh thổ của thành phố từ năm 1945 đến năm 1946.

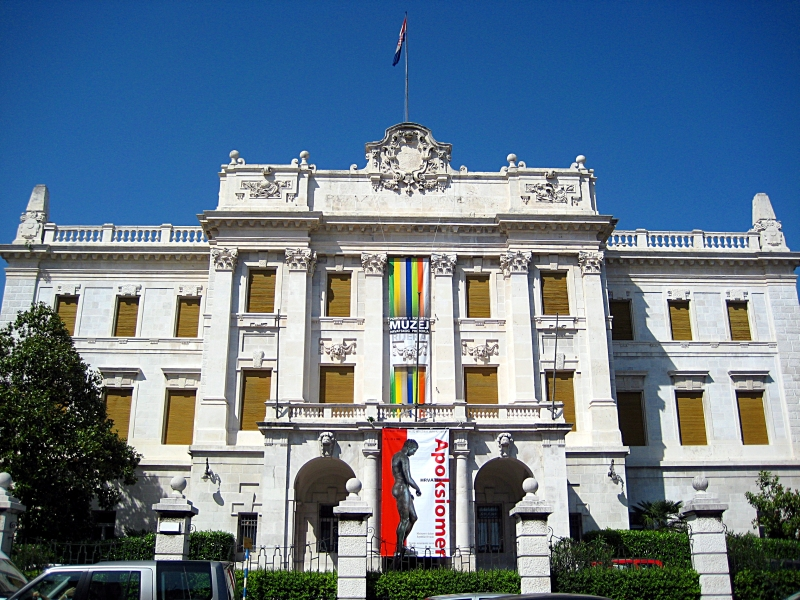
Dinh Thống đốc, Bảo tàng Hàng hải và Lịch sử của Littoral Croatia

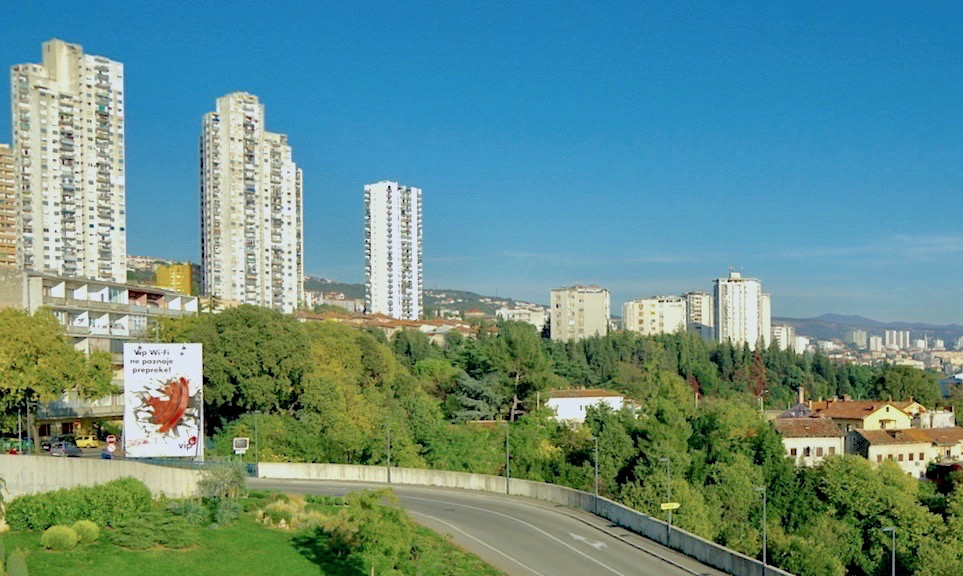
Tòa nhà chọc trời dân cư cao nhất ở Croatia

Sự phân biệt đối xử và ngược đãi mà nhiều người dân phải trải qua dưới bàn tay của các quan chức Nam Tư, trong những ngày cuối cùng của Thế chiến thứ hai và những năm đầu tiên của hòa bình, vẫn còn là ký ức đau thương đối với người dân địa phương và người dân, và phần nào là một chủ đề cấm kỵ đối với Rijeka. khuôn khổ chính trị, mà phần lớn vẫn phủ nhận các sự kiện. Các vụ hành quyết tóm tắt những kẻ bị cáo buộc là phát xít (thường nổi tiếng là chống phát xít hoặc công khai phi chính trị), nhằm vào tầng lớp trí thức địa phương, phe Tự trị, tầng lớp thương mại, cựu công chức Ý, quan chức quân đội và thường là thường dân (ít nhất là 650 vụ hành quyết người Ý diễn ra sau khi chiến tranh kết thúc) cuối cùng đã buộc hầu hết người Ý (thuộc các sắc tộc khác nhau) phải rời Rijeka/Fiume để tránh trở thành nạn nhân của một cuộc trả đũa khắc nghiệt hơn. Việc di dời là một hoạt động được lên kế hoạch tỉ mỉ, nhằm mục đích thuyết phục bộ phận người Ý khó hòa nhập trong cộng đồng người tự tin rời khỏi đất nước, như đã được các đại diện của giới lãnh đạo Nam Tư làm chứng nhiều thập kỷ sau đó. 

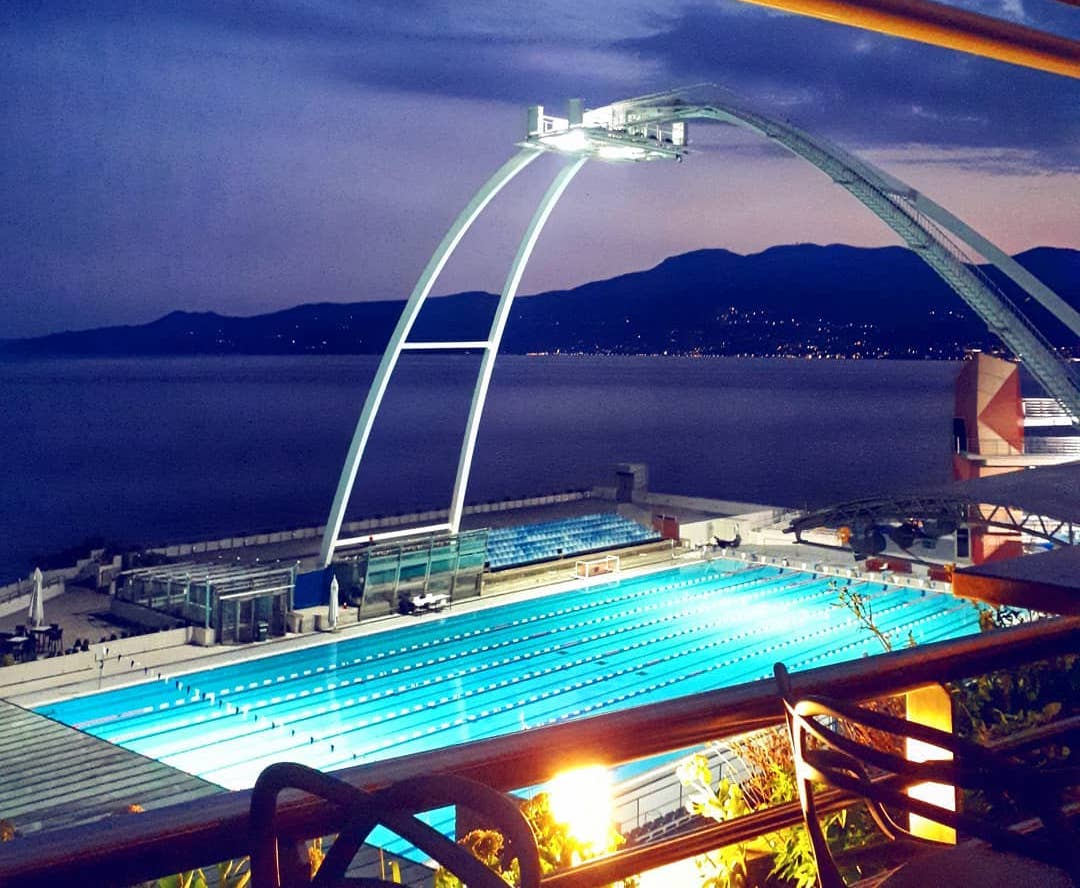
Khu phức hợp hồ bơi ở Trung tâm thiên văn Kantrida Rijeka

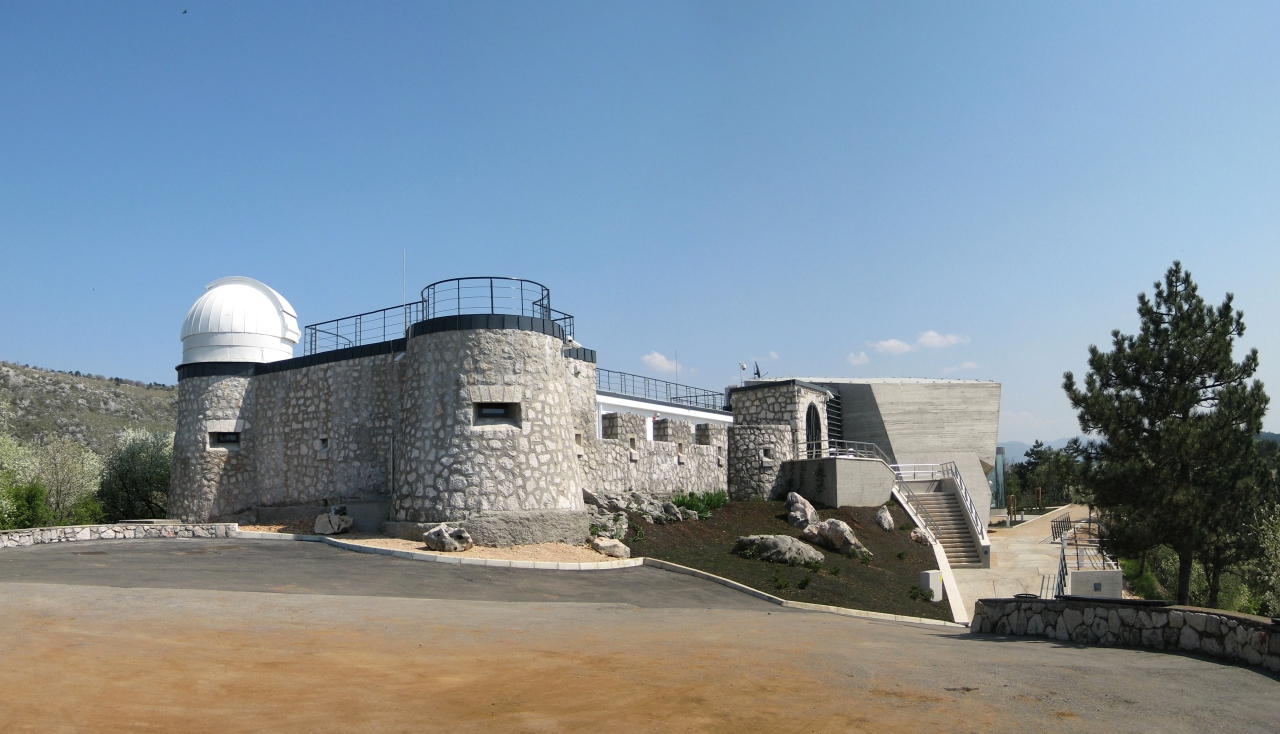
Trung tâm thiên văn Rijeka

Các nạn nhân đáng chú ý nhất của cuộc đàn áp chính trị và sắc tộc đối với người dân địa phương trong thời kỳ này là cuộc thanh trừng của Những người theo chủ nghĩa tự trị Fiume tấn công tất cả những nhân vật theo chủ nghĩa tự trị vẫn còn sống trong thành phố, và hiện có liên quan đến Phong trào Tự trị Liburnia. Những người theo chủ nghĩa Tự trị đã tích cực giúp đỡ các đảng phái Nam Tư trong việc giải phóng khu vực khỏi sự chiếm đóng của phát xít và Đức Quốc xã, và mặc dù nhận được nhiều lời hứa về quyền tự trị chính trị lớn cho thành phố, nhưng cuối cùng họ đều bị cảnh sát mật Nam Tư OZNA ám sát trong những ngày dẫn đến Nam Tư cuộc hành quân chiến thắng của quân đội vào thành phố và hậu quả của nó. Trong những năm tiếp theo, chính quyền Nam Tư đã gia nhập các thành phố tự trị của Fiume và Sušak và sau năm 1954, ít hơn một phần ba dân số ban đầu của các thành phố tự trị thống nhất hiện nay (chủ yếu là người Croat thiểu số trước đây ở Fiume và đa số ở Sušak) vẫn ở thành phố, bởi vì đô thị cũ của Fiume đã mất trong những năm này hơn 85% dân số ban đầu. Nam Tư có kế hoạch cho một tình hình nhân khẩu học tốt hơn ở Rijeka lên đến đỉnh điểm vào năm 1954 trong cuộc khủng hoảng Trieste, khi Đảng Cộng sản Nam Tư tập hợp nhiều thành viên địa phương để hủy hoại hoặc phá hủy các dấu tích đáng chú ý nhất của ngôn ngữ Ý/Venezia và tất cả các chữ khắc song ngữ trong thành phố ( vốn đã được cấp hợp pháp tình trạng song ngữ hoàn toàn sau khi chiếm đóng năm 1945), cuối cùng cũng 'de facto' (song không phải 'de jure') xóa song ngữ, ngoại trừ một số trường song ngữ được chọn và bên trong tòa nhà riêng của Cộng đồng Ý. Sau chiến tranh, những người Ý thuộc sắc tộc địa phương ở Rijeka rời Nam Tư đến Ý (cuộc di cư của người Istria-Dalmatia).
Thành phố sau đó được tái định cư bởi những người nhập cư từ nhiều vùng khác nhau của Nam Tư, một lần nữa thay đổi nặng nề về nhân khẩu học và thành phần ngôn ngữ của thành phố. Những năm này cũng trùng với thời kỳ tổng thể tái thiết và chương trình công nghiệp hóa mới sau chiến tranh tàn phá. Trong thời kỳ của chính quyền Cộng sản Nam Tư từ những năm 1950 đến những năm 1980, thành phố đã trở thành cảng chính của Cộng hòa Liên bang và bắt đầu phát triển trở lại, cả về nhân khẩu và kinh tế, tận dụng lợi thế của vùng nội địa mới được tái lập còn thiếu trong thời kỳ Ý, cũng như việc xây dựng lại sau chiến tranh của các ngành sản xuất truyền thống, nền kinh tế hàng hải và tiềm năng cảng của nó. Điều này, cùng với lịch sử thương mại phong phú của nó, cho phép thành phố sớm trở thành quận giàu thứ hai trong Nam Tư theo GDP bình quân đầu người. Tuy nhiên, nhiều ngành và công ty hoạt động dựa trên mô hình kinh tế kế hoạch xã hội chủ nghĩa đã không thể tồn tại khi chuyển sang nền kinh tế định hướng thị trường vào đầu những năm 1990.
Khi Nam Tư tan rã vào năm 1991, Nhà nước Liên bang Croatia trước đây trở nên độc lập và, trong Chiến tranh giành độc lập của Croatia diễn ra sau đó, Rijeka trở thành một phần của Croatia mới độc lập. Kể từ đó, thành phố đã trì trệ về kinh tế và nhân khẩu học của nó đã giảm xuống. Một số ngành công nghiệp và người sử dụng lao động lớn nhất của nó đã ngừng kinh doanh, nổi bật nhất trong số đó là Công ty vận tải biển Jugolinija, nhà máy ngư lôi, nhà máy giấy và nhiều công ty sản xuất và thương mại vừa và nhỏ khác. Các công ty khác đã phải vật lộn để duy trì hiệu quả kinh tế (như nhà máy đóng tàu Maj 3 của thành phố). Số lượng người làm việc trong lĩnh vực sản xuất giảm từ hơn 80.000 người vào năm 1990 xuống chỉ còn 5.000 người sau hai thập kỷ. Các vụ bê bối tư nhân hóa và tham nhũng quy mô lớn đánh dấu quá trình chuyển đổi từ chủ nghĩa xã hội sang chủ nghĩa tư bản của Croatia cũng như nền kinh tế chiến tranh trong nhiều năm đã đóng một vai trò quan trọng trong sự sụp đổ của nền kinh tế thành phố trong những năm 1990 và đầu những năm 2000. Quá trình chuyển đổi khó khăn và không chắc chắn của nền kinh tế thành phố từ sản xuất sang nền kinh tế dựa trên dịch vụ và du lịch vẫn đang được tiến hành.
Vào năm 2018, đã có thông báo rằng, 65 năm sau khi xóa bỏ tiếng Ý là ngôn ngữ chính thức của thành phố, các bảng hiệu song ngữ Croatia-Ý mới sẽ được đặt trở lại phần Fiume của đô thị thống nhất hiện đại.
Năm 2020, Rijeka được bầu chọn là Thủ đô Văn hóa Châu Âu cùng với Galway, với một chương trình được lên kế hoạch bao gồm hơn 600 sự kiện có tầm quan trọng về văn hóa và xã hội.

## Lễ hội hóa trang quốc tế của Rijeka
Lễ hội Rijeka (Riječki karneval) được tổ chức hàng năm trước Mùa Chay (giữa cuối tháng giêng và đầu tháng 3) ở thành phố Rijeka, Croatia. Được thành lập vào năm 1982, nó đã trở thành lễ hội lớn nhất ở Croatia. Hàng năm có rất nhiều sự kiện diễn ra trước lễ hội hóa trang. Đầu tiên, thị trưởng Rijeka trao chìa khóa biểu tượng của thành phố cho Meštar Toni, người là "nhạc trưởng" của lễ hội hóa trang, và ông trở thành thị trưởng thành phố trong lễ hội hóa trang, mặc dù điều này chỉ là nghĩa bóng. Cùng ngày, có một cuộc bầu chọn nữ hoàng lễ hội. Vì tất cả các thành phố xung quanh Rijeka đều có các sự kiện riêng trong thời gian lễ hội, Nữ hoàng và Meštar Toni sẽ tham dự hầu hết các sự kiện đó.

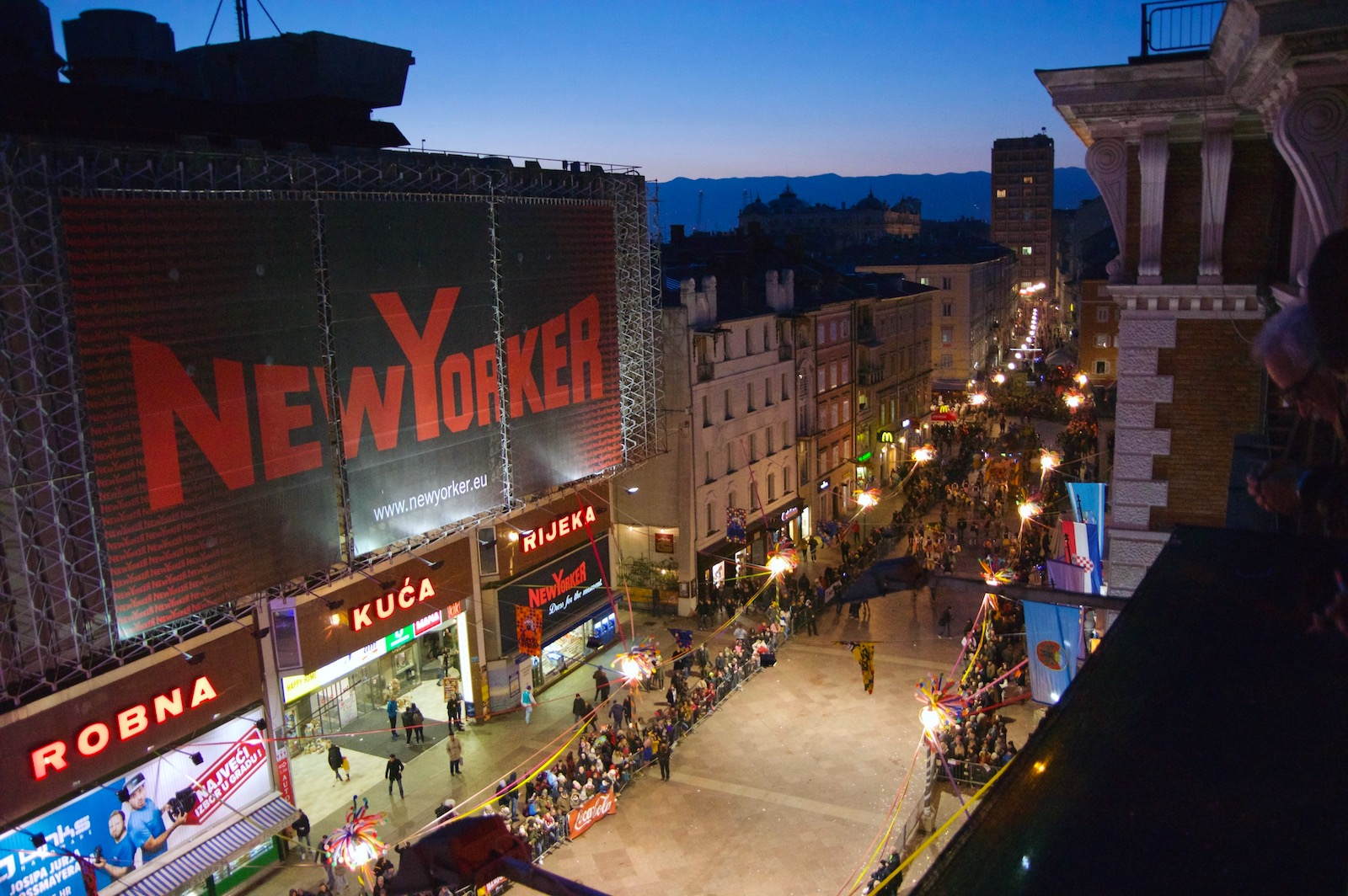
Lễ hội Rijeka

Ngoài ra, vũ hội từ thiện Lễ hội hàng năm được tổ chức tại Dinh Thống đốc ở Rijeka. Nó có sự tham dự của các chính trị gia, những người từ thể thao và đời sống truyền thông, cũng như một số đại sứ.
Cuối tuần trước sự kiện chính có hai sự kiện khác được tổ chức. Một là Rally Paris-Bakar (sau Dakar Rally). Khởi đầu là một phần của Rijeka được gọi là Paris theo tên nhà hàng nằm ở đó, và điểm cuối là ở thành phố Bakar, cách khoảng 20 km (12 dặm) về phía đông nam. Tất cả những người tham gia cuộc biểu tình đều đeo khẩu trang, xe hầu hết là xe cũ đã qua chỉnh sửa. Sự kiện khác là lễ hội hóa trang dành cho trẻ em, được tổ chức, giống như sự kiện chính, trên lối đi chính Korzo của Rijeka. Các nhóm tham gia hầu hết đến từ các trường mẫu giáo và tiểu học, bao gồm các nhóm đến từ các vùng khác của Croatia và các nước lân cận. Năm 1982, chỉ có ba nhóm đeo mặt nạ trên lối đi chính Korzo của Rijeka. Trong những năm gần đây, lễ hội hóa trang quốc tế đã thu hút khoảng 15.000 người tham gia từ khắp nơi trên thế giới được tổ chức thành hơn 200 nhóm lễ hội, với số lượng hơn 100.000 người.

## Nhân khẩu học
Trong điều tra dân số năm 2011, dân số của thành phố là 128.624 người, bao gồm:
| Người Croatia | 106,136 | (82.52%) |
| Người Serb    | 8,446   | (6.57%)  |
| Người Bosnia  | 2,650   | (2.06%)  |
| Người Ý       | 2,445   | (1.90%)  |

Các nhóm khác, bao gồm Slovenes và Hungarians, thành lập ít hơn 1% mỗi nhóm.
Điều tra dân số của Croatia đã công nhận hai khu định cư (Naselja) trong thành phố Rijeka - thành phố có dân số 128.384 người và "Bakar" với dân số 240 người, là làng Sveti Kuzam, tách biệt với thị trấn Bakar lân cận. Ngày 27 tháng 2 năm 2014, hội đồng thành phố Rijeka đã thông qua quyết định sáp nhập khu định cư (tên là "Bakar-dio (Sveti Kuzam)") vào khu định cư Rijeka.
Các bảng sau liệt kê dân số của thành phố, cùng với dân số của các đô thị cũ (đã giải tán vào năm 1995), đô thị và khu vực đô thị:
| Năm  | Thành phố thích hợp | Đô thị cũ | Khu đô thị | Vùng đại đô thị |
| ---- | ------------------- | --------- | ---------- | --------------- |
| 1981 | 158,226             | 193,044   | 222,318    | 251,768         |
| 1991 | 165,904             | 206,229   | 236,028    | 268,016         |
| 2001 | 144,043             | 191,647   | 220,538    | 252,933         |
| 2011 | 128,624             | 185,125   | 213,666    | 245,054         |

|                     | Dân số  | Diện tích (km²) | Mật độ dân số (người/km²) |
| Thành phố thích hợp | 128,624 | 44              | 2,923                     |
| Đô thị cũ           | 56,501  | 473             | 119                       |
| Tổng phụ            | 185,125 | 517             | 358                       |
| Khu đô thị          | 28,541  | 308             | 93                        |
| Tổng phụ            | 213,666 | 825             | 259                       |
| Vùng đại đô thị     | 31,388  | 840             | 37                        |
| Tổng                | 245,054 | 1,665           | 147                       |

- Đô thị cũ: bao gồm các thị trấn và thành phố trực thuộc trung ương khác (bên ngoài thành phố Rijeka) trong một liên minh chính thức trước đây của các khu định cư liền kề đã bị giải tán vào năm 1995. Nó bao gồm các thị trấn và thành phố tự trị Kastav, Viškovo, Klana, Kostrena, Čavle, Jelenje, Bakar và Kraljevica.
- Khu đô thị: được coi là khu liền kề. Nó bao gồm các đô thị cũ cùng với các thị trấn và thành phố tự trị Opatija, Lovran, Mošćenička Draga và Matulji, tạo ra sự kết tụ đô thị.
- Vùng đại đô thị: được coi là lãnh thổ của sự mở rộng thống nhất. Nó bao gồm các thị trấn và thành phố tự trị Crikvenica, Novi Vinodolski, Vinodolska, Lokve,Fužine, Delnice và Omišalj, tất cả đều hút về thành phố Rijeka.

## Ảnh toàn cảnh

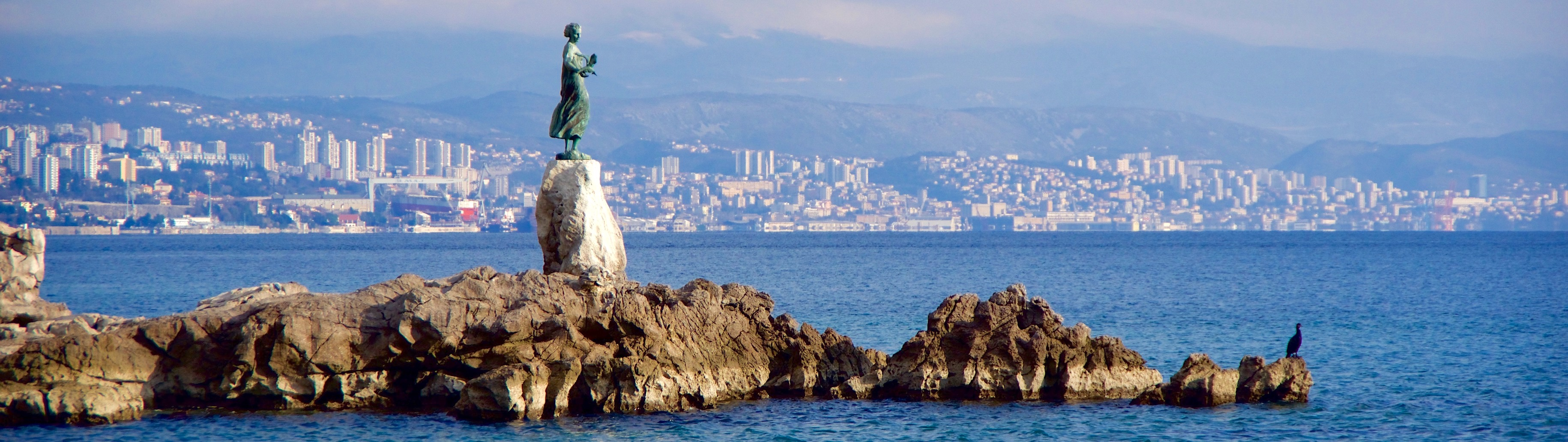
Quang cảnh bến cảng Rijeka từ Opatija

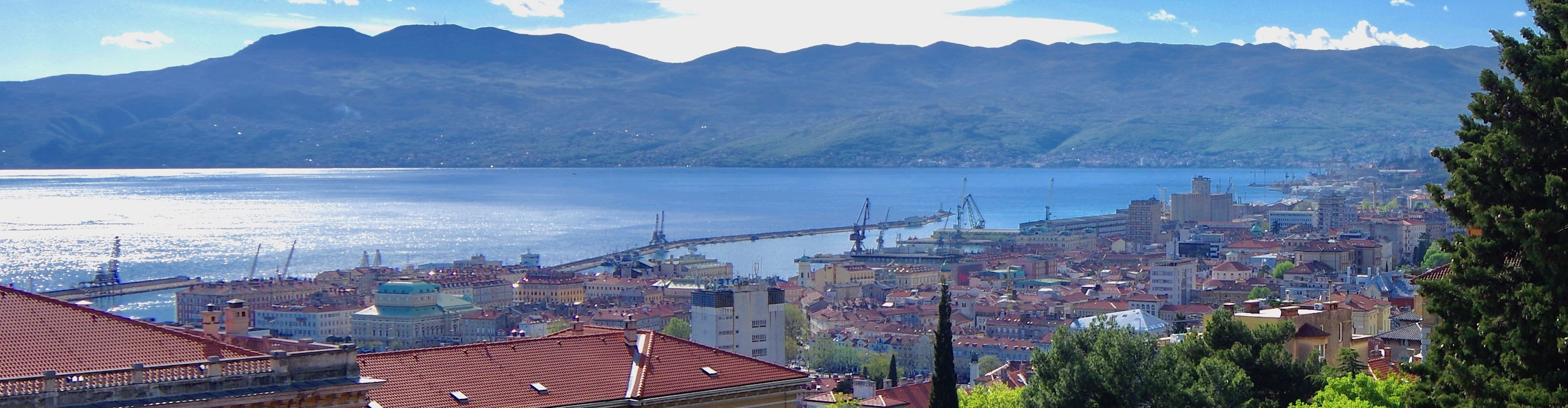
Góc nhìn của Rijeka và Učka

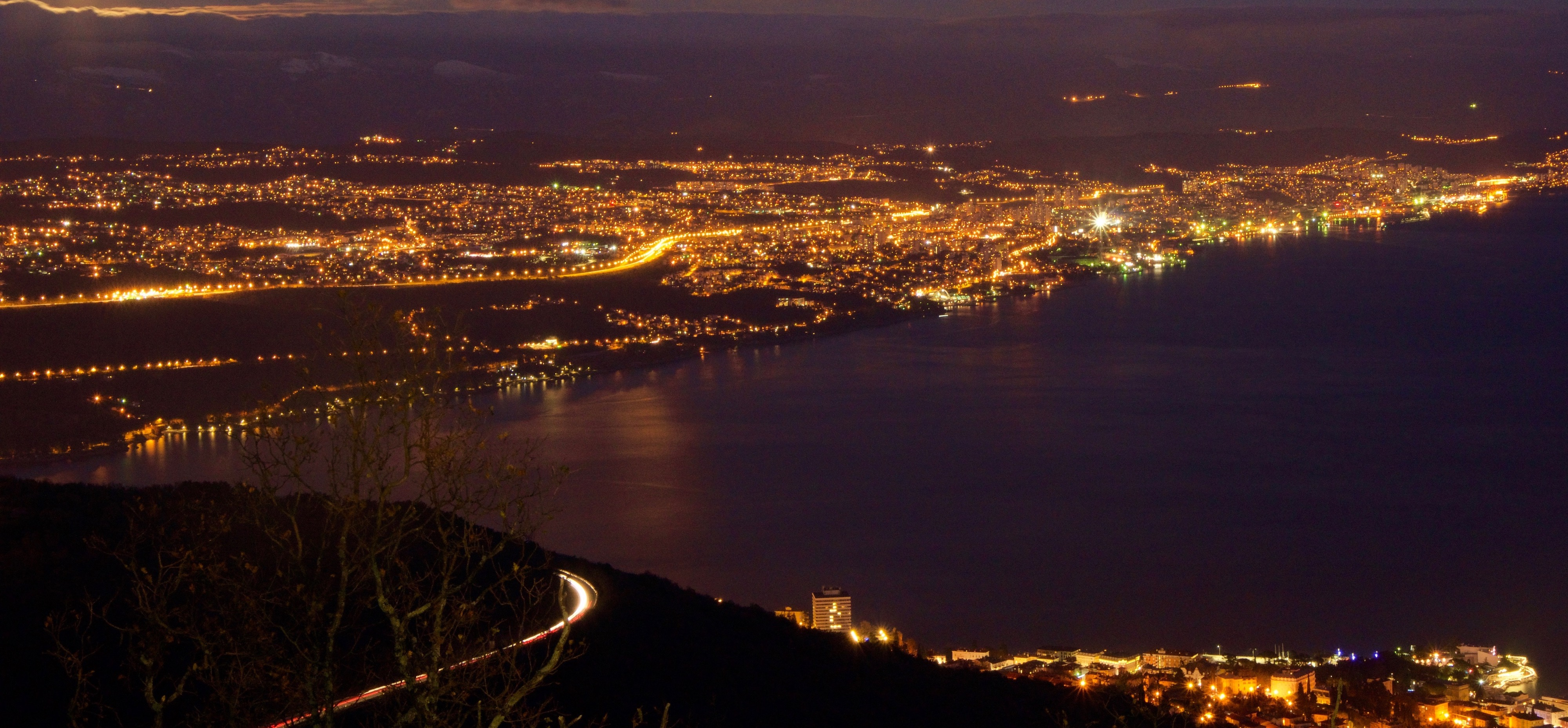
Quang cảnh Vịnh Rijeka vào ban đêm

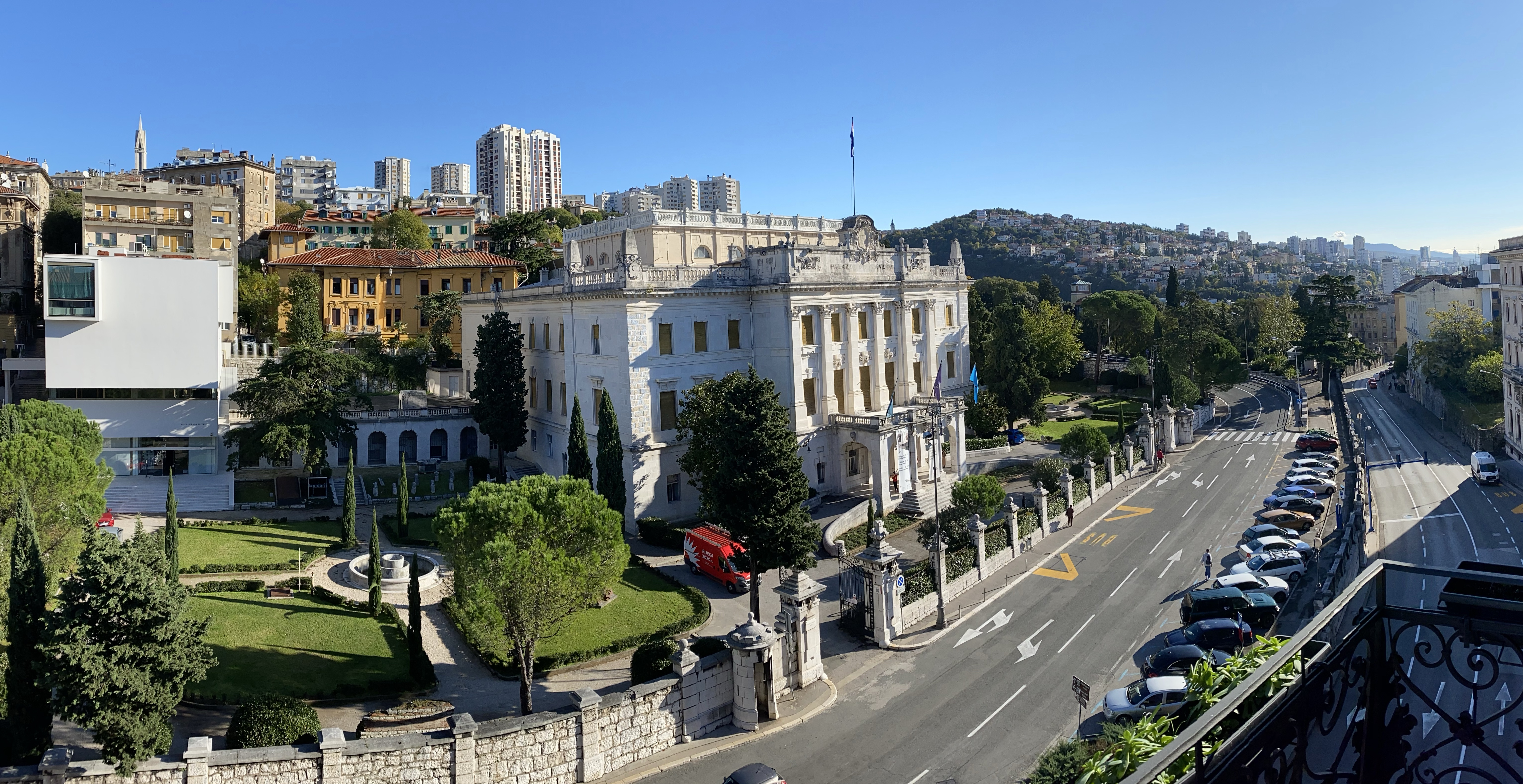
Quang cảnh Dinh Thống đốc

## Những người đáng chú ý từ Rijeka

### Các nhà khoa học, giáo sư và nhà phát minh
- Antonio Grossich, bác sĩ người Ý gốc Fiume, giáo sư phẫu thuật và là người phát minh ra Cồn iod, thượng nghị sĩ và chính trị gia theo chủ nghĩa bất bình.
- Peter Salcher, nhà vật lý Fiume-Áo của Học viện Fiume, người tiên phong trong các nghiên cứu khí động lực học và nhiếp ảnh cực nhanh.
- Sándor Alexander Riegler, giáo sư hóa học và vật lý người Hungary.
- Đại Công tước Joseph Karl của Áo, Đại Công tước của Đế quốc Áo-Hung, nhà ngữ văn học tiếng România và nhà dân tộc học người România, thành viên của Học viện Khoa học Hungary.
- Robert Ludvigovich Bartini, nhà thiết kế và khoa học máy bay Liên Xô người Fiume, người tạo ra Bartini A-57 và Bartini Beriev VVA-14.
- Mihaly Csikszentmihalyi, giáo sư tâm lý học người Fiume-Hungary tại Đại học Claremont Graduate, được biết đến là kiến trúc sư của khái niệm về dòng chảy.
- Giovanni Luppis, sĩ quan người Fiume của Hải quân Áo-Hung, người phát minh ra ngư lôi đầu tiên.
- Paul Felix Nemenyi, nhà toán học và vật lý người Fiume-Hungary, đồng thời là cha của cựu vô địch cờ vua thế giới Bobby Fischer.
- William Klinger, sử gia về lịch sử Fiume, Croatia và Nam Tư.
- Umberto D'Ancona, giáo sư sinh học người Ý gốc Fiume và là người sáng lập Trạm thủy sinh ở Chioggia.
- Giovanni Kobler, nhà sử học người Fiume, người có công trình được coi là viên đá lớn trong lịch sử Rijeka.
- Aladár Fest, nhà sư phạm tiên phong người Hungary gốc Fiume, nhà sử học đã viết các tác phẩm của mình bằng tiếng Hungary, tiếng Đức và tiếng Ý.

### Nghệ thuật và văn hóa
- Ödön von Horváth, nhà viết kịch người Áo-Hung, tác giả của vở kịch Geschichten aus dem Wiener Wald, người đoạt giải Kleist năm 1931.
- Heinrich von Littrow, nhà thơ, nhà văn và nhà vẽ bản đồ người Séc và Áo.
- Marija Krucifiksa Kozulić, nữ tu Công giáo, người sáng lập Dòng Nữ tu Thánh Tâm Chúa Giêsu.
- Oretta Fiume, ngôi sao điện ảnh người Ý gốc Fiume của thập niên 1930-1940, người đã đóng vai chính trong phim Cuộc sống ngọt ngào (La Dolce Vita) của Fellini.
- Janko Polić Kamov, nhà văn và nhà thơ người Croatia đến từ Sušak.
- Irma Gramatica, nữ diễn viên điện ảnh và sân khấu người Ý gốc Fiume.
- Geronimo Meynier, diễn viên phim tuổi teen người Ý gốc Fiume.
- Romolo Venucci, họa sĩ và nhà điêu khắc theo trường phái lập thể người Ý-Fiume.
- Osvaldo Ramous, nhà thơ và nhà văn Fiume đã ký vào văn học và đời sống văn hóa thế kỷ 20 của thị trấn.
- Leo von Littrow, nghệ sĩ theo trường phái ấn tượng người Fiume, một nhân vật quan trọng của phong trào nghệ thuật ở Nam Âu.

### Chính trị và thể chế
- Riccardo Zanella, chính trị gia người Fiume, vị tổng thống được bầu đầu tiên và duy nhất của Nhà nước Tự do Fiume.
- Giovanni de Ciotta, doanh nhân và chính trị gia người Ý gốc Fiume.
- Michele Maylender, chính trị gia người Fiume trong thời kỳ phụ thuộc của Vương miện Hungary, người sáng lập Đảng Tự trị Fiume.
- Andrea Ossoinack, doanh nhân và chính trị gia, một trong số những người sáng lập Nhà nước Tự do Fiume và là người sáng lập Liên đoàn Tự trị Fiume.
- Alexander von Hoyos, nhà ngoại giao Fiuman-Hungary, người đã đóng một vai trò quan trọng trong Cuộc Khủng hoảng Julius khi giữ chức vụ phụ trách nội các của Bộ trưởng Ngoại giao khi Chiến tranh thế giới thứ nhất bùng nổ vào năm 1914.
- Leo Valiani, nhà sử học, chính trị gia và nhà báo người Ý gốc Fiume, một nhà bất đồng chính kiến nổi bật trong chế độ phát xít Ý.
- Mario Blasich, chính trị gia và bác sĩ người Fiume, nạn nhân của Cuộc thanh trừng Những người theo chủ nghĩa tự trị Fiume năm 1945.
- Miklós Vásárhelyi, nhà văn và nhà bất đồng chính kiến người Fiume-Hungary, nổi tiếng với cuộc chiến kéo dài hàng thập kỷ chống lại Đảng Cộng sản Hungary do János Kádár đứng đầu.
- János Kádár, chủ tịch Ủy ban Trung ương Đảng Cộng sản Hungary, đã có hơn 30 năm làm lãnh đạo của Hungary.
- Giovanni Palatucci, giám đốc người Ý cuối cùng của Fiume và "Righteous Among The Nations".
- Kolinda Grabar-Kitarović, vị tổng thống thứ 4 và là nữ tổng thống đầu tiên của Croatia từ năm 2015 đến năm 2020.
- Nino Host Venturi, nhà lãnh đạo phát xít người Ý-Fiume, chính trị gia và sử gia.

### Các nhà kinh tế và doanh nhân
- Andrea Lodovico Adamich, thương nhân quý tộc từ Fiume, người xây dựng, một trong những người ủng hộ nổi bật nhất cho sự phát triển kinh tế và văn hóa của thành phố.
- Robert Whitehead, doanh nhân hàng loạt người Anh, nổi tiếng với việc phát triển ngư lôi hải quân tự hành hiệu quả đầu tiên, với sự hợp tác của Giovanni Luppis ở Fiume.
- Luigi Ossoinack, doanh nhân và doanh nhân nối tiếp, một trong những động lực chính trong sự bùng nổ kinh tế của Fiume trong nửa sau của thế kỷ 19.

### Vận động viên
- Mirza Džomba, vận động viên bóng ném người Croatia, nhà vô địch thế giới và Olympic.
- Ezio Loik, cầu thủ bóng đá người Ý, thành viên của đội Grande Torino đã giành được 5 chức vô địch Serie A liên tiếp trong những năm 1940 và đội tuyển bóng đá quốc gia Ý.
- Mario Varglien, cầu thủ bóng đá người Ý, cầu thủ Juventus có kỷ lục ghi bàn và vô địch giải bóng đá thế giới năm 1934.
- Abdon Pamich, vận động viên đi bộ người Ý gốc Fiume, huy chương vàng tại Thế vận hội mùa hè Tokyo 1964.
- Ulderico Sergo, võ sĩ chuyên nghiệp người Ý gốc Fiume, từng đoạt huy chương vàng tại Thế vận hội mùa hè 1936 ở Berlin.
- Orlando Sirola, vận động viên quần vợt người Ý gốc Fiume.
- Luciano Sušanj, chính trị gia người Fiume-Croatia, nhà vô địch thể thao châu Âu.
- Oscarre Vicich, cầu thủ bóng đá.
- Vladimir Vujasinović, vận động viên bóng nước người Serbia, nhà vô địch thế giới và châu Âu, huy chương bạc và đồng Olympic.

### Các nhạc sĩ
- Ivan Zajc, nhà soạn nhạc, nhạc trưởng, đạo diễn và giáo viên người Fiume-Croatia.
- Dino Ciani, nghệ sĩ dương cầm người Ý-Fiume.
- Damir Urban, nhạc sĩ kiêm ca sĩ kiêm nhạc sĩ người Croatia, cựu thành viên của ban nhạc Laufer

### Khác
- Agathe Whitehead, người thừa kế người Anh gốc Fiume và mẹ của gia đình hát Trapp.

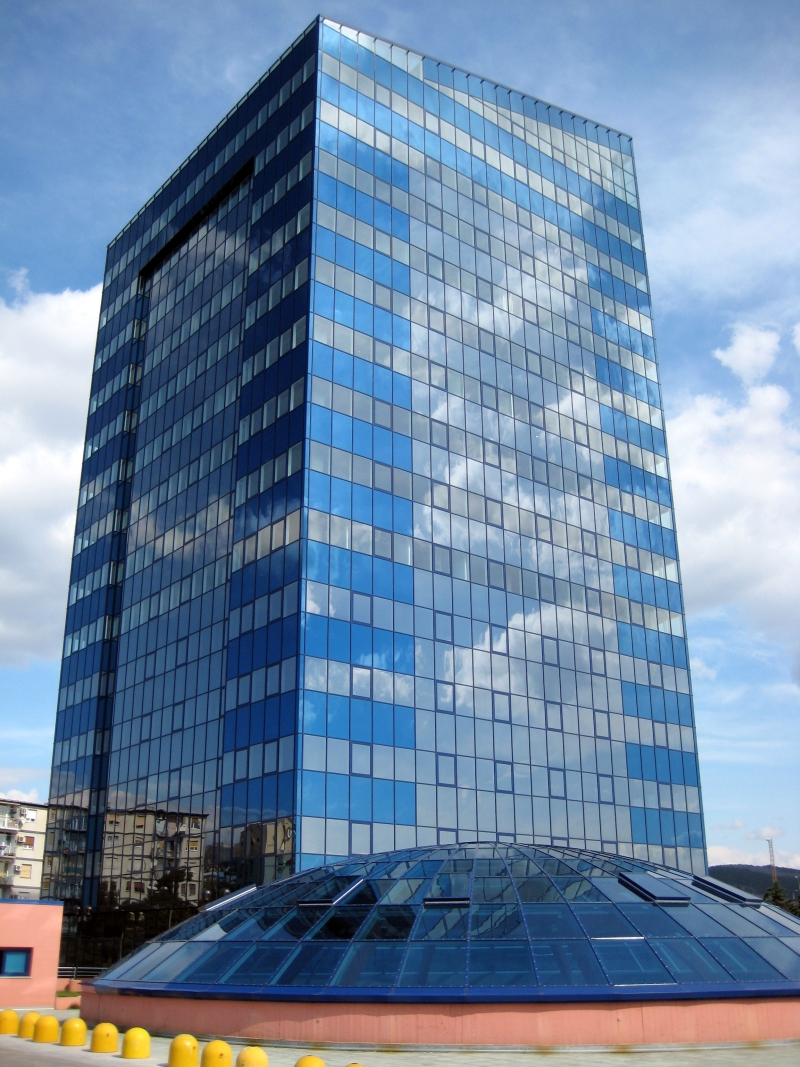
Trung tâm tháp Rijeka

## Điểm tham quan chính

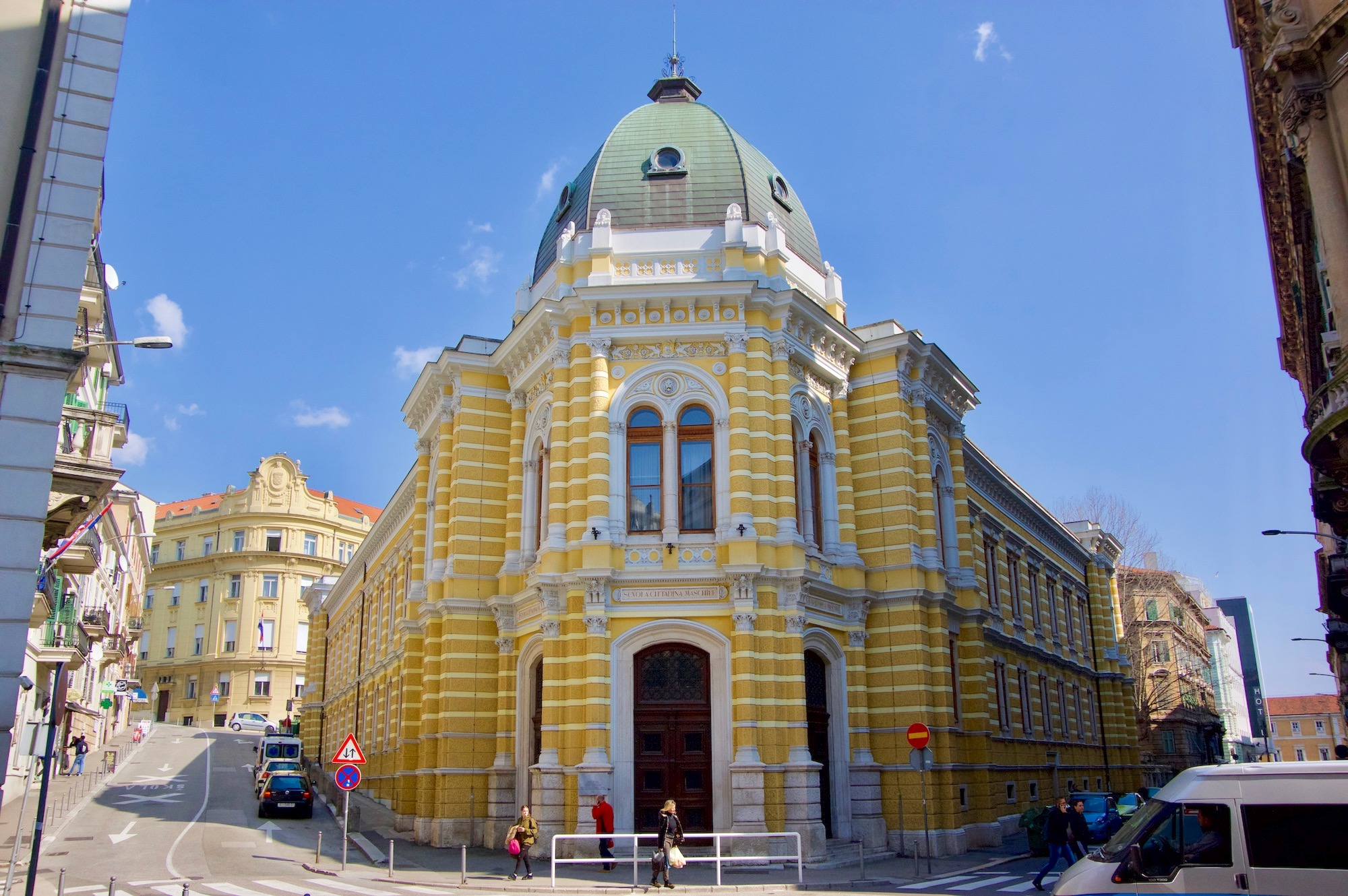
Một trường trung học kiểu Ý

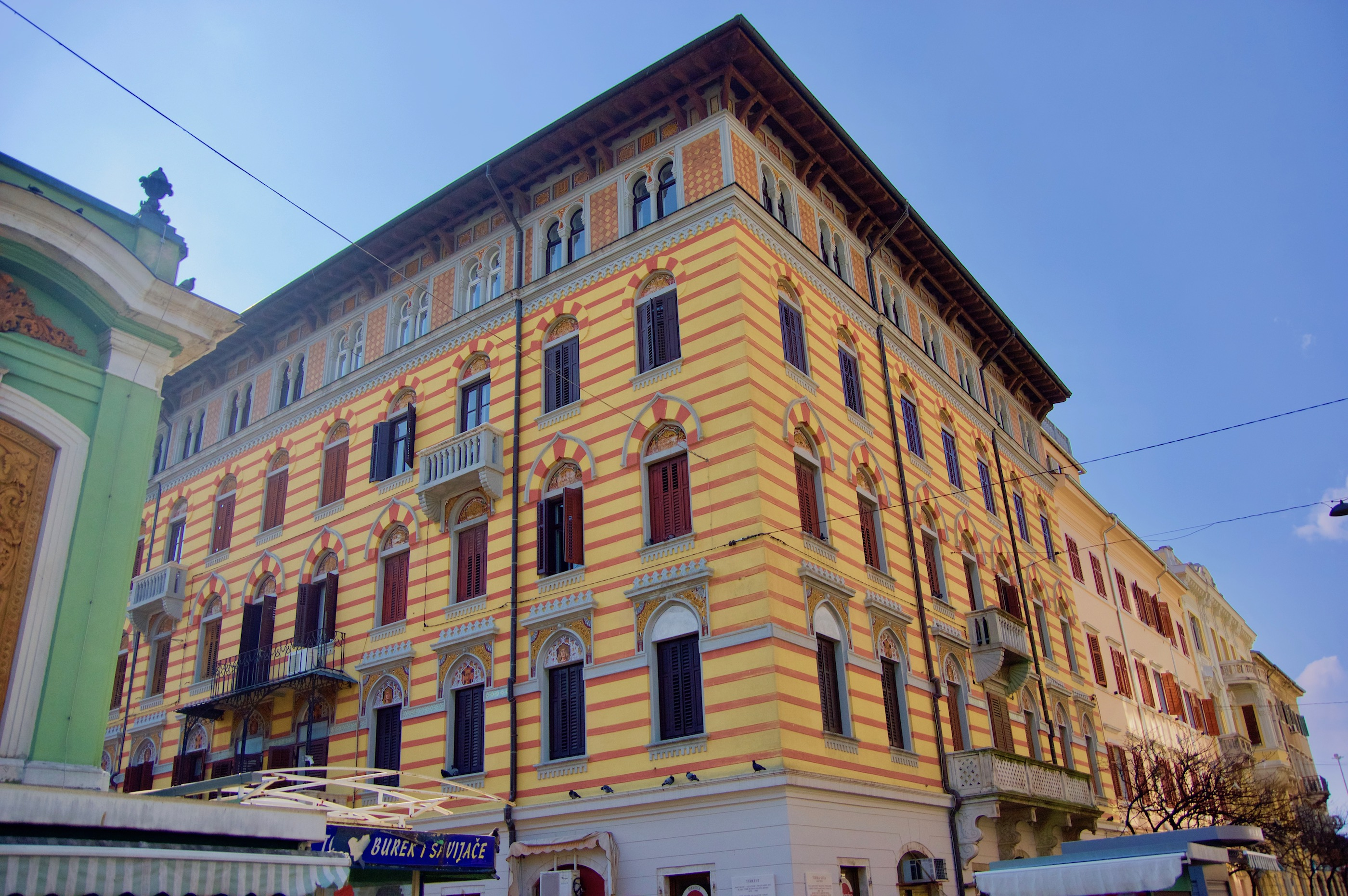
Một ngôi nhà kiểu Thổ Nhĩ Kỳ nằm trên thị trường

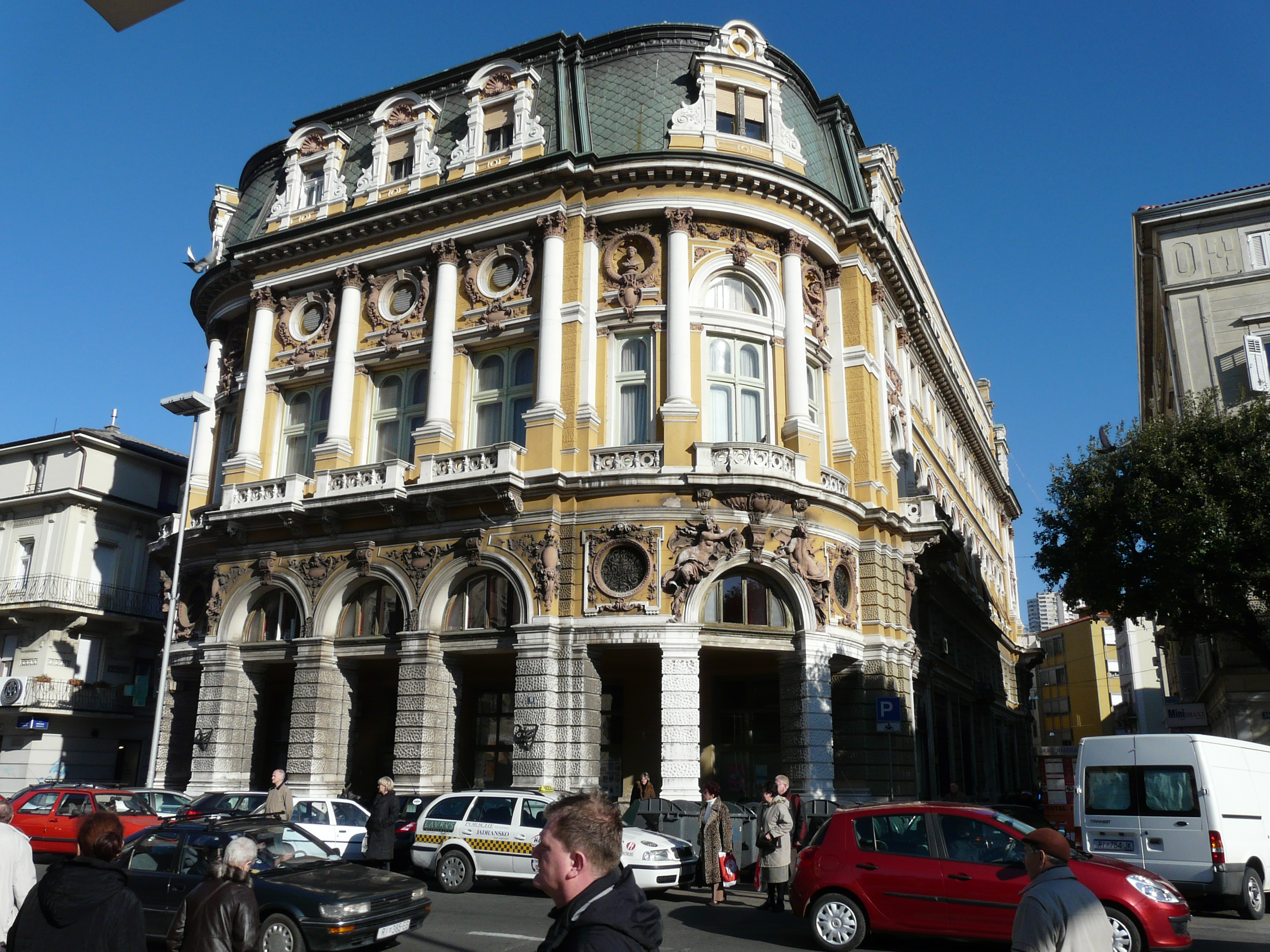
Cung điện Modello ở Rijeka

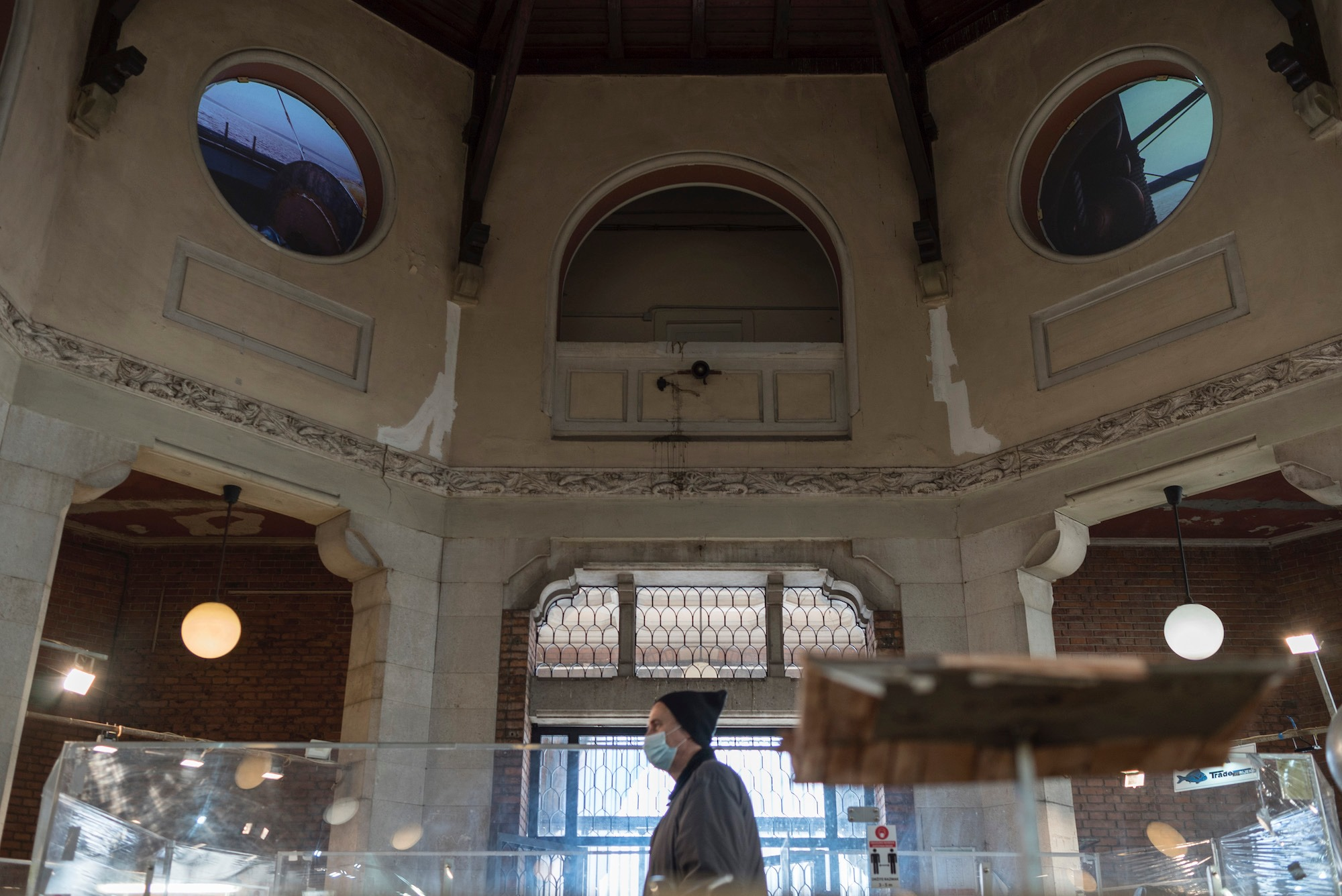
Nghệ thuật sắp đặt "bậc thầy" ở chợ cá Rijeka

- Tvornica "Torpedo" (Nhà máy Ngư lôi): Nguyên mẫu đầu tiên của châu Âu về ngư lôi tự hành được tạo ra bởi Giovanni Luppis, một kỹ sư hải quân đã về hưu từ Rijeka. Những phần còn lại của nhà máy này vẫn còn tồn tại, bao gồm một đường dốc phóng được bảo quản tốt được sử dụng để thử nghiệm ngư lôi tự hành mà vào năm 1866, chiếc ngư lôi đầu tiên đã được thử nghiệm vào năm 1866.
- Nhà hát Quốc gia Croatia: Chính thức mở cửa vào tháng 10 năm 1885, tòa nhà lớn bao gồm tác phẩm của nhà điêu khắc Venezia nổi tiếng August Benvenuti và nghệ sĩ làm trần nhà Franz Matsch, người đã hợp tác vớiErnst và Gustav Klimt.Nghệ thuật sắp đặt "Bãi biển Balthazartown" ở bãi biển GrčevoCảnh quan thành phố của quảng trường Nhà hát quốc gia Croatia IP Zajc và tàu chở hàng

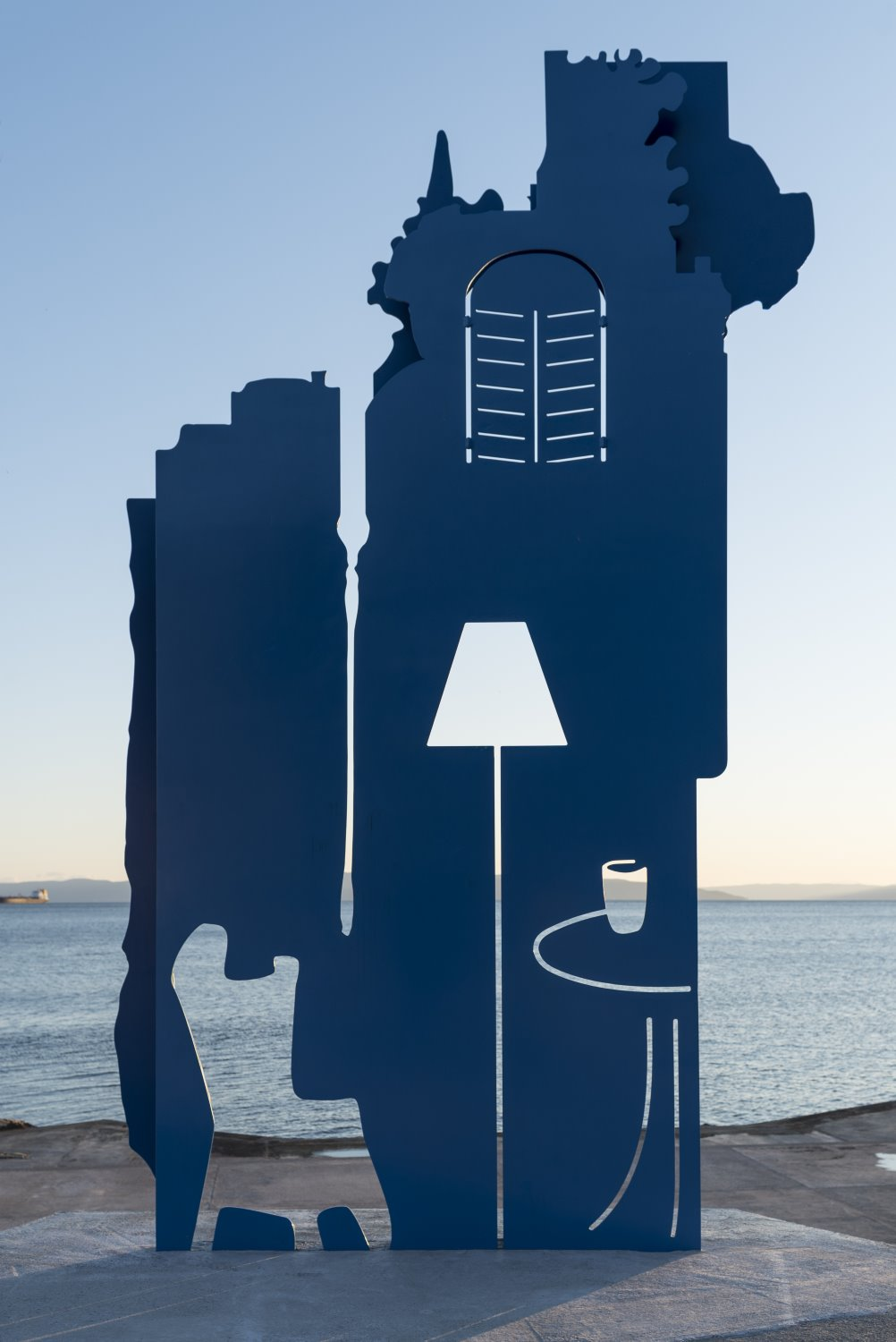
Nghệ thuật sắp đặt "Bãi biển Balthazartown" ở bãi biển Grčevo

- 'Svetište Majke Božje Trsatske' - Thánh địa của Đức Mẹ Trsat. Được xây dựng cao 135 m (443 ft) trên mực nước biển trên đồi Trsat vào cuối thời Trung Cổ, nó tượng trưng cho Vị thần bảo hộ những du khách, đặc biệt là những người lính thủy, những người mang lễ vật đến cho bà ấy. Vị nhân bảo hộ ấy sẽ bảo vệ họ hoặc giúp đỡ họ khi gặp khó khăn hoặc bệnh tật. Đây là nơi có tác phẩm điêu khắc Gothic của Madonna của Slunj và các tác phẩm của họa sĩ Baroque C. Tasce.
- Lâu đài Trsat: Một pháo đài từ thế kỷ 13 mang đến khung cảnh tráng lệ từ các pháo đài và thành lũy của nó, nhìn xuống thung lũng sông Rječina đến các bến tàu và Vịnh Kvarner.
- Cầu thang Petar Kružić (hay cầu thang Trsat): Nối trung tâm thành phố Rijeka với Trsat. Cầu thang bao gồm 561 bậc đá và được xây dựng cho những người hành hương, là con đường để đến Thánh địa của Đức Mẹ Trsat.
  - Cổng cũ (hay vòm cung La Mã): Ban đầu, người ta cho rằng đây là Khải hoàn môn của La Mã do Hoàng đế La Mã Claudius Gothicus xây dựng nhưng sau đó người ta phát hiện ra nó chỉ là một cánh cổng dẫn đến pretorium, bộ chỉ huy quân đội vào cuối năm cổ xưa.
  - Nhà thờ Rijeka: Nơi dành riêng cho Thánh Vitus.
- Cung điện Modello: Một công trình được thiết kế bởi Buro Fellner & Helmer and xây dựng vào năm 1885.
- Sân vận động Kantrida: đã được CNN đưa vào danh sách những sân vận động bóng đá lạ và mang tính biểu tượng nhất thế giới vào năm 2011.
- Nghệ thuật sắp đặt "Bậc thầy": Một tác phẩm nghệ thuật sắp đặt theo địa điểm cụ thể của nghệ sĩ người Séc Pavel Mrkus đã được đặt vĩnh viễn bên dưới vòm trần cao trên ban công bên trong chợ cá của Rijeka. Việc lắp đặt bao gồm một đoạn video - chiếu đoạn video của Mrkus được ghi lại trên máy đánh cá DIMI khi đánh cá ở vùng biển Kvarnerić - và nó được kèm theo một đoạn âm thanh về âm thanh của biển và một chiếc thuyền đánh cá mà chỉ có thể nghe thấy trong khu trưng bày chợ cá. Đó là một câu chuyện bày tỏ lòng kính trọng đối với những người chưa bao giờ được nhìn thấy ở đây, nhưng nếu không có ai thì sẽ không có cá trên bàn.
- Tác phẩm sắp đặt nghệ thuật "Bãi biển Balthazartown":Một tác phẩm nghệ thuật sắp đặt theo địa điểm cụ thể đã tìm thấy vị trí của nó trên bãi biển Grčevo, thường được gọi là Pajol hoặc Šestica, nằm ở cuối Pećine gần Nhà máy đóng tàu Viktor Lenac. Dưới sự cố vấn của nghệ sĩ Igor Eškinja, các sinh viên của Học viện Nghệ thuật Ứng dụng của Đại học Rijeka đã thiết kế một tác phẩm điêu khắc bằng thép thay đổi trải nghiệm của người quan sát về môi trường và họ đã tạo ra 15 chữ khắc trên một cao nguyên bê tông khuyến khích mọi người chơi và chỉ có thể nhìn thấy. khi tiếp xúc với nước. Quá trình nghệ thuật được lấy cảm hứng từ chủ đề của Giáo sư Balthazar, loạt phim hoạt hình nổi tiếng thế giới và từng đoạt giải thưởng, trong đó người vẽ phong cảnh đã sử dụng Rijeka làm nguồn cảm hứng chính trong việc tạo ra Balthazartown.

## Khí hậu

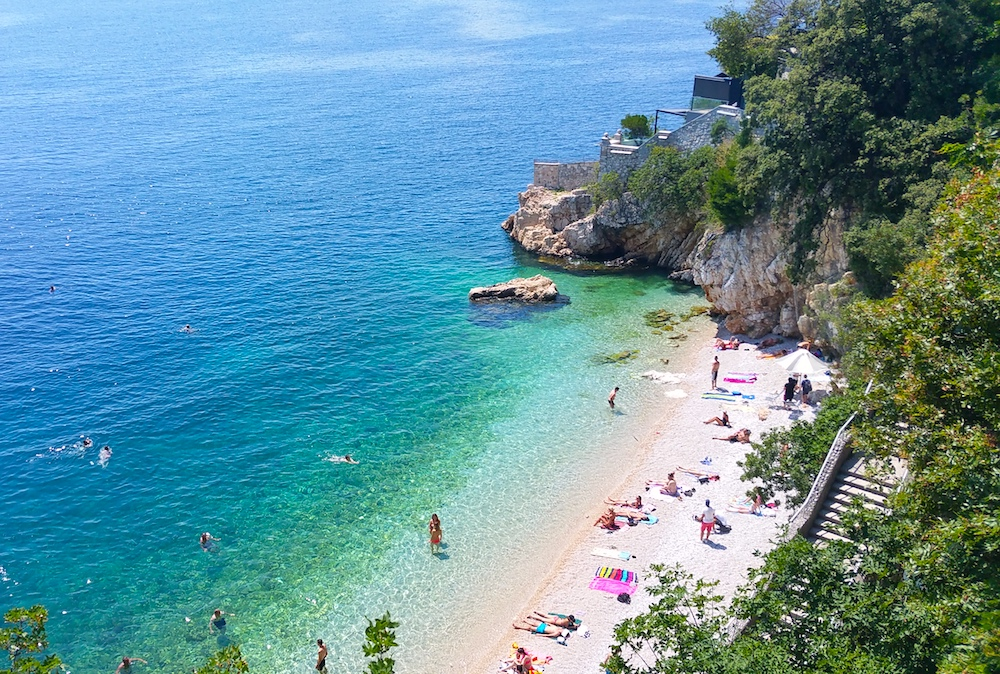
Bãi biển Sablićevo

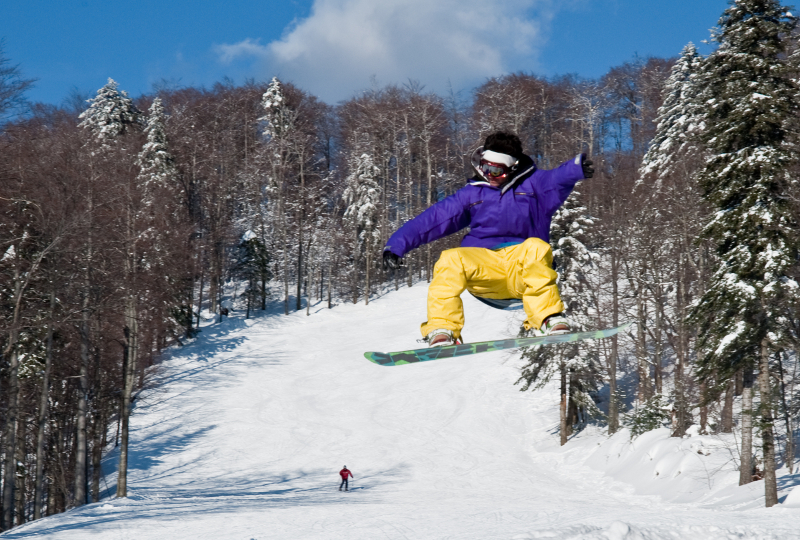
Khu nghỉ mát trượt tuyết Platak, phía bắc Rijeka

Rijeka có khí hậu cận nhiệt đới ẩm (phân loại khí hậu Köppen Cfa) với mùa hè ấm áp trong khi mùa đông tương đối ôn hòa và nhiều mưa. Cấu hình địa hình, với những ngọn núi cao lên dốc chỉ vài km vào đất liền từ bờ biển Adriatic, cung cấp một số tương phản khí hậu và cảnh quan nổi bật trong một khu vực địa lý nhỏ. Du khách có thể tận hưởng các bãi biển trong suốt mùa hè trong khung cảnh Địa Trung Hải điển hình dọc theo các khu vực ven biển của thành phố ở phía đông (Pećine, Kostrena) và phía tây (Kantrida, Preluk). Đồng thời, khu nghỉ mát trượt tuyết Platak, chỉ cách thành phố khoảng 10 km (6,2 dặm), cung cấp dịch vụ trượt tuyết đổ đèo và tuyết nhiều trong những tháng mùa đông (đôi khi cho đến đầu tháng 5). Vịnh Kvarner và các đảo của nó có thể nhìn thấy từ các sườn núi trượt tuyết. Không giống như các địa điểm điển hình ở Địa Trung Hải, Rijeka thường không thấy hạn hán vào mùa hè. Tuyết rất hiếm khi rơi ở đây (thường là ba ngày mỗi năm, hầu như luôn xảy ra theo từng mảng). Có 20 ngày một năm với nhiệt độ tối đa là 30 °C (86 °F) hoặc cao hơn, trong khi vào một ngày trong năm nhiệt độ không vượt quá 0 °C (32 °F). Sương mù xuất hiện trong khoảng bốn ngày mỗi năm, chủ yếu vào mùa đông. Khí hậu cũng được đặc trưng bởi lượng mưa thường xuyên. Gió lạnh (bora) thường gặp vào mùa đông.
| Dữ liệu khí hậu của Rijeka                | Dữ liệu khí hậu của Rijeka | Dữ liệu khí hậu của Rijeka | Dữ liệu khí hậu của Rijeka | Dữ liệu khí hậu của Rijeka | Dữ liệu khí hậu của Rijeka | Dữ liệu khí hậu của Rijeka | Dữ liệu khí hậu của Rijeka | Dữ liệu khí hậu của Rijeka | Dữ liệu khí hậu của Rijeka | Dữ liệu khí hậu của Rijeka | Dữ liệu khí hậu của Rijeka | Dữ liệu khí hậu của Rijeka | Dữ liệu khí hậu của Rijeka |
| Tháng                                     | 1                          | 2                          | 3                          | 4                          | 5                          | 6                          | 7                          | 8                          | 9                          | 10                         | 11                         | 12                         | Năm                        |
| ----------------------------------------- | -------------------------- | -------------------------- | -------------------------- | -------------------------- | -------------------------- | -------------------------- | -------------------------- | -------------------------- | -------------------------- | -------------------------- | -------------------------- | -------------------------- | -------------------------- |
| Cao kỉ lục °C (°F)                        | 20.0 (68.0)                | 21.4 (70.5)                | 24.0 (75.2)                | 28.9 (84.0)                | 33.7 (92.7)                | 36.7 (98.1)                | 40.0 (104.0)               | 39.2 (102.6)               | 34.8 (94.6)                | 28.8 (83.8)                | 25.5 (77.9)                | 20.4 (68.7)                | 40.0 (104.0)               |
| Trung bình ngày tối đa °C (°F)            | 9.1 (48.4)                 | 9.9 (49.8)                 | 12.6 (54.7)                | 15.9 (60.6)                | 21.1 (70.0)                | 24.6 (76.3)                | 27.9 (82.2)                | 28.1 (82.6)                | 23.5 (74.3)                | 18.5 (65.3)                | 13.2 (55.8)                | 10.1 (50.2)                | 17.9 (64.2)                |
| Trung bình ngày °C (°F)                   | 5.8 (42.4)                 | 6.3 (43.3)                 | 8.8 (47.8)                 | 12.0 (53.6)                | 16.8 (62.2)                | 20.3 (68.5)                | 23.1 (73.6)                | 23.1 (73.6)                | 18.8 (65.8)                | 14.2 (57.6)                | 9.6 (49.3)                 | 6.8 (44.2)                 | 13.8 (56.8)                |
| Tối thiểu trung bình ngày °C (°F)         | 2.9 (37.2)                 | 3.2 (37.8)                 | 5.5 (41.9)                 | 8.4 (47.1)                 | 12.8 (55.0)                | 16.0 (60.8)                | 18.6 (65.5)                | 18.6 (65.5)                | 14.9 (58.8)                | 10.9 (51.6)                | 6.6 (43.9)                 | 4.0 (39.2)                 | 10.2 (50.4)                |
| Thấp kỉ lục °C (°F)                       | −11.4 (11.5)               | −12.8 (9.0)                | −7.7 (18.1)                | −0.2 (31.6)                | 2.1 (35.8)                 | 7.4 (45.3)                 | 10.4 (50.7)                | 9.1 (48.4)                 | 4.8 (40.6)                 | −1.2 (29.8)                | −4.5 (23.9)                | −8.9 (16.0)                | −12.8 (9.0)                |
| Lượng Giáng thủy trung bình mm (inches)   | 128.7 (5.07)               | 104.1 (4.10)               | 113.0 (4.45)               | 113.8 (4.48)               | 103.3 (4.07)               | 119.9 (4.72)               | 70.1 (2.76)                | 101.5 (4.00)               | 156.5 (6.16)               | 203.9 (8.03)               | 181.9 (7.16)               | 155.6 (6.13)               | 1.552,4 (61.12)            |
| Số ngày giáng thủy trung bình (≥ 0.1 mm)  | 10.7                       | 8.5                        | 10.3                       | 12.6                       | 12.5                       | 12.3                       | 8.8                        | 9.0                        | 10.6                       | 12.1                       | 11.7                       | 11.2                       | 130.1                      |
| Số ngày tuyết rơi trung bình (≥ 1.0 cm)   | 0.8                        | 0.3                        | 0.2                        | 0.0                        | 0.0                        | 0.0                        | 0.0                        | 0.0                        | 0.0                        | 0.0                        | 0.0                        | 0.1                        | 1.4                        |
| Độ ẩm tương đối trung bình (%)            | 65.1                       | 60.3                       | 60.4                       | 62.6                       | 63.7                       | 62.4                       | 56.4                       | 56.0                       | 63.7                       | 67.4                       | 67.3                       | 66.4                       | 62.7                       |
| Số giờ nắng trung bình tháng              | 111.6                      | 135.6                      | 155.0                      | 171.0                      | 232.5                      | 249.0                      | 297.6                      | 279.0                      | 201.0                      | 161.2                      | 111.0                      | 99.2                       | 2.203,7                    |
| Phần trăm nắng có thể                     | 41                         | 50                         | 47                         | 47                         | 57                         | 61                         | 71                         | 71                         | 58                         | 51                         | 42                         | 40                         | 55                         |
| Nguồn: Cơ quan Khí tượng Thủy văn Croatia |                            |                            |                            |                            |                            |                            |                            |                            |                            |                            |                            |                            |                            |

| Dữ liệu khí hậu của Rijeka            | Dữ liệu khí hậu của Rijeka | Dữ liệu khí hậu của Rijeka | Dữ liệu khí hậu của Rijeka | Dữ liệu khí hậu của Rijeka | Dữ liệu khí hậu của Rijeka | Dữ liệu khí hậu của Rijeka | Dữ liệu khí hậu của Rijeka | Dữ liệu khí hậu của Rijeka | Dữ liệu khí hậu của Rijeka | Dữ liệu khí hậu của Rijeka | Dữ liệu khí hậu của Rijeka | Dữ liệu khí hậu của Rijeka | Dữ liệu khí hậu của Rijeka |
| Tháng                                 | 1                          | 2                          | 3                          | 4                          | 5                          | 6                          | 7                          | 8                          | 9                          | 10                         | 11                         | 12                         | Năm                        |
| ------------------------------------- | -------------------------- | -------------------------- | -------------------------- | -------------------------- | -------------------------- | -------------------------- | -------------------------- | -------------------------- | -------------------------- | -------------------------- | -------------------------- | -------------------------- | -------------------------- |
| Nhiệt độ nước biển trung bình °C (°F) | 11.4 (52.5)                | 10.6 (51.1)                | 11.2 (52.2)                | 13.5 (56.3)                | 17.9 (64.2)                | 22.6 (72.7)                | 24.7 (76.5)                | 24.9 (76.8)                | 23.5 (74.3)                | 19.5 (67.1)                | 16.9 (62.4)                | 14.2 (57.6)                | 17.6 (63.6)                |
| Giờ trung bình hàng ngày vào ban ngày | 9.0                        | 10.0                       | 12.0                       | 14.0                       | 15.0                       | 16.0                       | 15.0                       | 14.0                       | 13.0                       | 11.0                       | 10.0                       | 9.0                        | 12.3                       |
| Chỉ số tia cực tím trung bình         | 1                          | 2                          | 3                          | 5                          | 7                          | 8                          | 8                          | 7                          | 5                          | 3                          | 2                          | 1                          | 4.3                        |
| Nguồn: Weather Atlas                  |                            |                            |                            |                            |                            |                            |                            |                            |                            |                            |                            |                            |                            |

## Giao thông

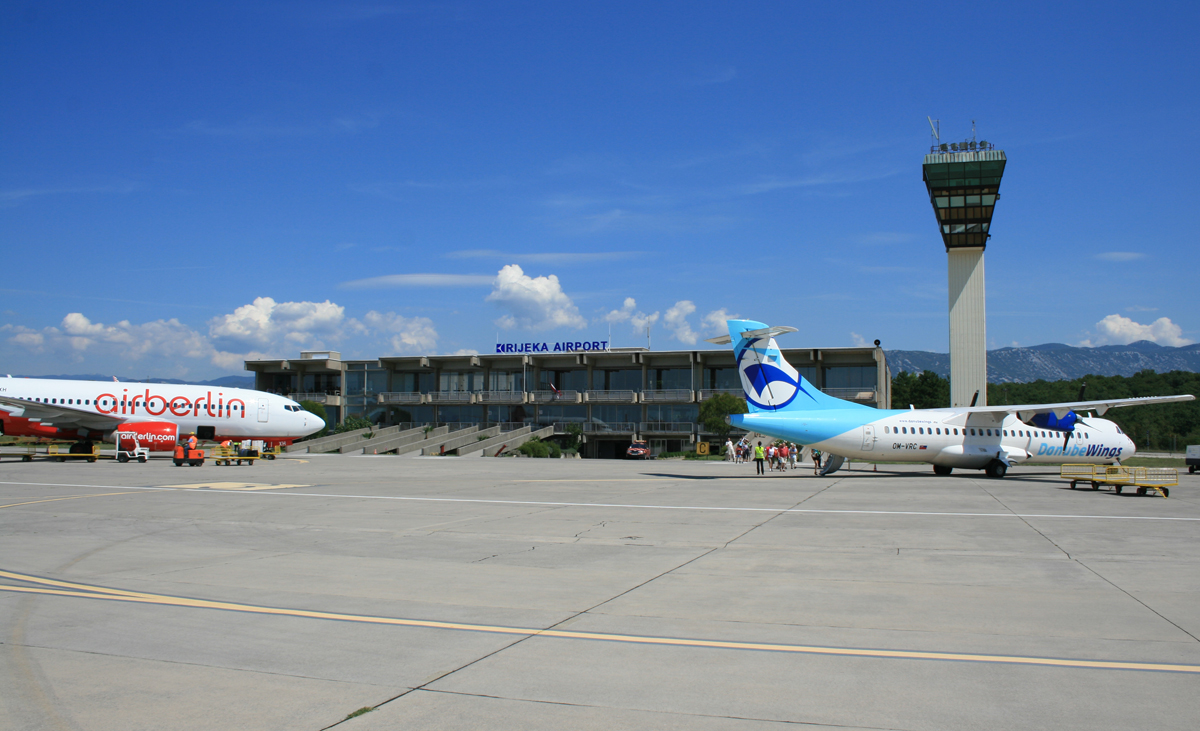
Sân bay quốc tế Rijeka

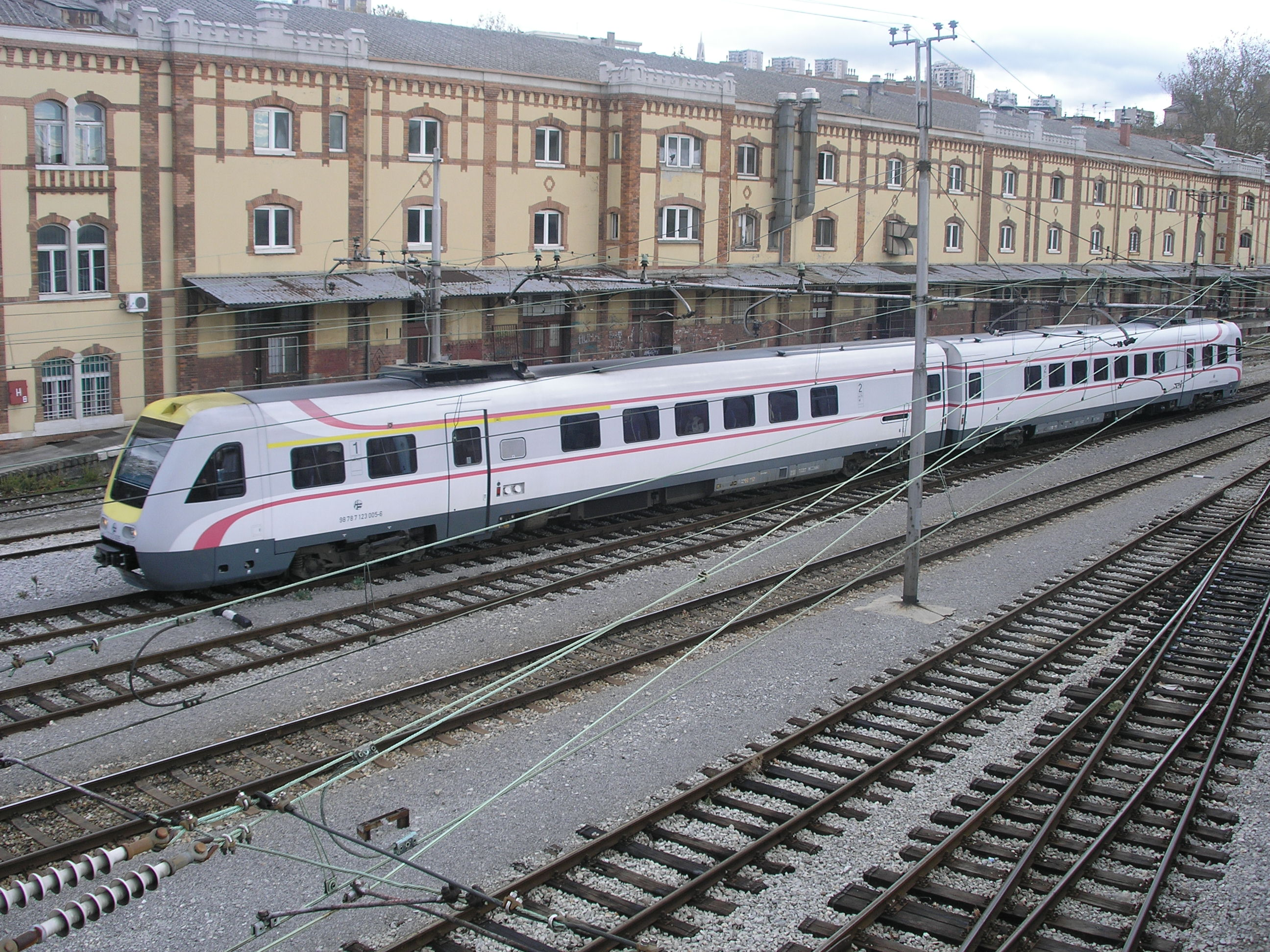
Đường sắt ở Rijeka

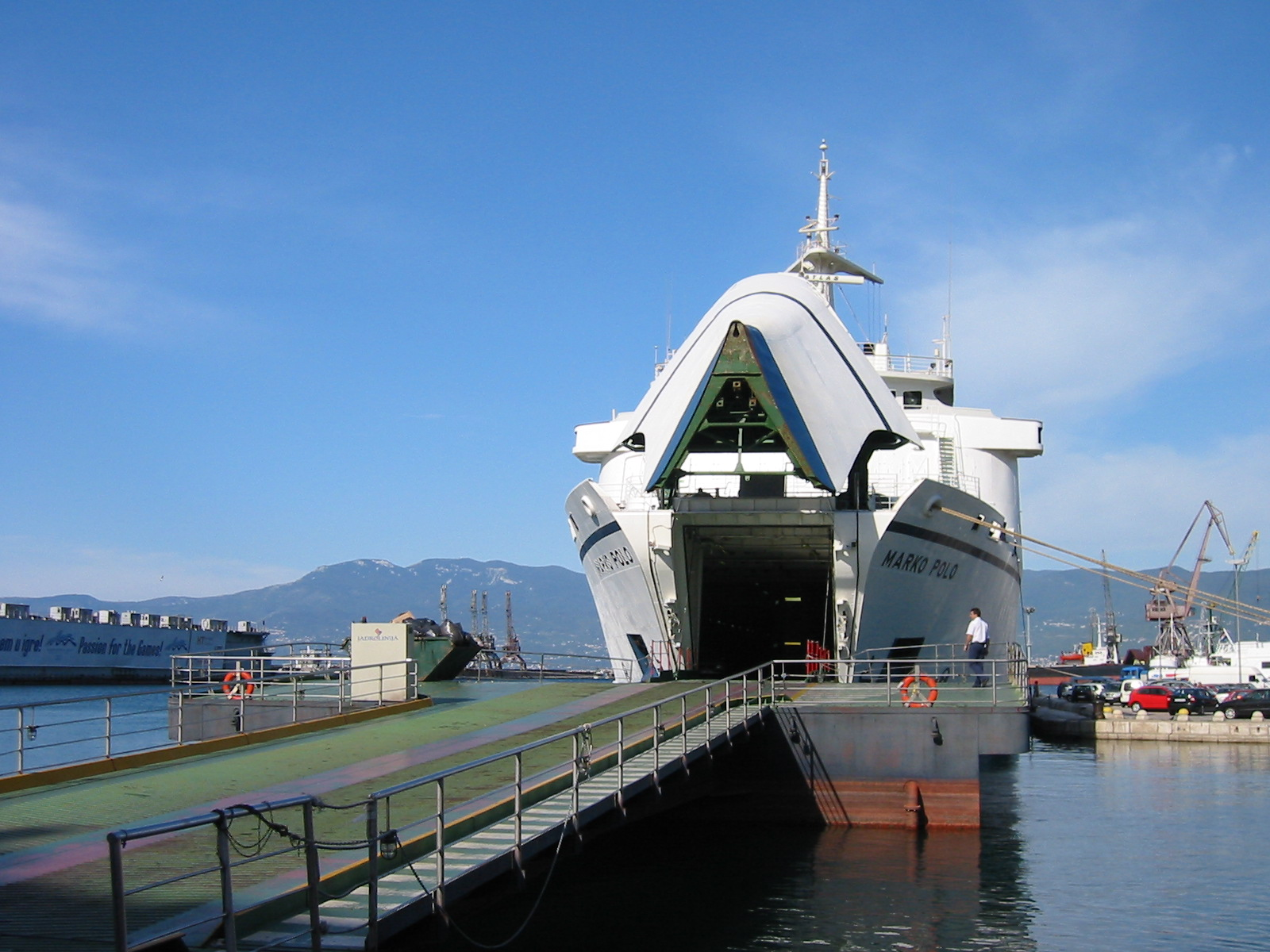
Phà ở cảng Rijeka

Cảng Rijeka là cảng lớn nhất ở Croatia, với sản lượng hàng hóa thông qua năm 2017 là 12,6 triệu tấn, chủ yếu là dầu thô và các sản phẩm dầu mỏ tinh chế, hàng tổng hợp và hàng rời, và 260.337 đơn vị tương đương 20 ft (TEU). Cảng được quản lý bởi Cảng vụ Rijeka. Hồ sơ đầu tiên về một cảng ở Rijeka có từ năm 1281, và vào năm 1719, Cảng Rijeka được cấp điều lệ là một cảng tự do. Có kết nối phà giữa Rijeka với các đảo và thành phố xung quanh, nhưng không có kết nối tàu chở khách quốc tế trực tiếp. Có các tuyến ven biển đến Split và chuyển tiếp đến Dubrovnik, hoạt động hai lần một tuần và có các kết nối quốc tế.
Rất khó để đến thành phố bằng đường hàng không ngoài mùa du lịch. Sân bay quốc tế riêng của thành phố, Sân bay Rijeka nằm trên đảo Krk gần đó, qua Cầu Krk thu phí. Xe buýt, với thời gian hành trình khoảng 45 phút, hoạt động từ trung tâm thành phố Rijeka và Opatija lân cận, với lịch trình dựa trên thời gian đến và đi dự kiến của các chuyến bay. Xử lý 200.841 hành khách vào năm 2019, cơ sở này giống một sân bay thuê hơn là một trung tâm vận tải nghiêm trọng, mặc dù các hãng hàng không theo lịch trình khác nhau đã bắt đầu phục vụ nó với một số lượng tương đối lớn các chuyến bay đến từ các sân bay ở Đức. Hầu hết các chuyến bay này chỉ hoạt động trong mùa du lịch từ khoảng tháng 5 đến tháng 10. Các sân bay khác gần đó bao gồm Pula (khoảng 90 phút lái xe từ Rijeka), Trieste (khoảng 90 phút), Ljubljana (khoảng 2 giờ), Zagreb (khoảng 2 giờ) và Venezia (khoảng 3 giờ).
Rijeka có kết nối đường bộ hiệu quả đến các vùng khác của Croatia và các nước lân cận. Xa lộ A6 nối Rijeka với Zagreb qua A1, trong khi xa lộ A7, hoàn thành vào năm 2004, nối Rijeka với Ljubljana, Slovenia, qua Ilirska Bistrica và với Trieste, Ý. Xa lộ A7 hoạt động như một tuyến đường cao tốc tránh Rijeka và tạo điều kiện tiếp cận với đường cao tốc A8 của mạng lưới Istrian Y bắt đầu với Đường hầm Učka và nối Rijeka với Istria. Kể từ tháng 8 năm 2011, đường tránh đang được mở rộng về phía đông đến khu vực Cầu Krk và các đường gom mới đang được xây dựng.
Rijeka được tích hợp vào mạng lưới đường sắt Croatia và các tuyến đường sắt quốc tế. Một tuyến đường sắt được điện khí hóa hoàn toàn nối Rijeka với Zagreb và xa hơn nữa đến Koprivnica và biên giới Hungary như một phần của hành lang Liên Âu Vb. Rijeka cũng được kết nối với Trieste và Ljubljana bằng một đường dây điện khí hóa riêng biệt kéo dài về phía bắc từ thành phố. Rijeka có các kết nối trực tiếp bằng các chuyến tàu hàng ngày đến Viên, München và Salzburg, và các chuyến tàu đêm chạy qua Rijeka. Việc xây dựng một tuyến đường sắt hiệu suất cao mới giữa Rijeka và Zagreb, kéo dài đến Budapest đã được lên kế hoạch, cũng như các tuyến đường sắt nối Rijeka với đảo Krk và giữa Rijeka và Pula.

## Thể thao
Lịch sử các môn thể thao có tổ chức của Rijeka bắt đầu từ năm 1885 đến năm 1888 với sự thành lập của Câu lạc bộ Alpino Fiumano vào năm 1885, Câu lạc bộ đua xe đạp trẻ Mỹ vào năm 1887 (câu lạc bộ đầu tiên của giải đấu này của Mỹ được thành lập ở nước ngoài), và Câu lạc bộ Nautico Sport Club Quarnero vào năm 1888 bởi các người Hungary thiểu số của thành phố. Thậm chí trước đó, vào năm 1873, theo sáng kiến của Robert Whitehead, trận đấu bóng đá đầu tiên được tranh chấp trên lãnh thổ Cộng hòa Croatia ngày nay đã được diễn ra ở Rijeka: đội Hungarian Railways và đội Stabilimento Tecnico di Fiume do kỹ sư người Anh dẫn đầu (sau này là Nhà máy Ngư lôi của Fiume). Câu lạc bộ bóng đá đầu tiên ở Fiume được thành lập dưới tên Câu lạc bộ Fiumei Atletikai.
Ngày nay, HNK Rijeka là đội bóng đá chính của thành phố. THọ thi đấu tại Giải bóng đá hạng nhất Croatia và là nhà vô địch của Croatia trong mùa giải 2016–17. Cho đến tháng 7 năm 2015, HNK Rijeka có trụ sở tại Sân vận động Kantrida. With Kantrida awaiting reconstruction, they are based at the newly built Stadion Rujevica, their temporary home ground located in the club's new training camp. Additionally, HNK Orijent 1919 are based in Sušak and play in the Croatian Second Football League. Trong khi sân Kantrida đang được tái thiết, họ có trụ sở tại Sân vận động Rujevica mới dựng, sân nhà tạm thời của họ nằm trong trại huấn luyện mới của câu lạc bộ. Ngoài ra, HNK Orijent 1919 có trụ sở tại Sušak và chơi tại Giải bóng đá hạng hai Croatia.
Rijeka's other notable sports clubs include RK Zamet and ŽRK Zamet (handball), VK Primorje EB (water polo), KK Kvarner (basketball) and ŽOK Rijeka (women's volleyball). Các câu lạc bộ thể thao đáng chú ý khác của Rijeka bao gồm RK Zamet và ŽRK Zamet thuộc bộ môn bóng ném, VK Primorje EB thuộc bộ môn bóng nước, KK Kvarner thuộc bộ môn bóng rổ và ŽOK Rijeka thuộc bộ môn bóng chuyền nữ.
Rijeka đã tổ chức Giải vô địch bơi lội ngắn hạn châu Âu năm 2008. Trong hơn 80 năm lịch sử của mình, LEN chưa bao giờ chứng kiến nhiều kỷ lục được thiết lập như số kỷ lục được lập tại Bazeni Kantrida (Khu liên hợp bơi lội Kantrida). Tổng cộng có 14 kỷ lục châu Âu được thiết lập, trong đó có 10 kỷ lục thế giới và thậm chí là 7 kỷ lục thế giới. Giải vô địch này cũng đạt kỷ lục về số lượng quốc gia tham dự. Hơn 600 vận động viên hàng đầu đến từ khoảng 50 quốc gia châu Âu đã tới tham dự giải đấu này. Các vận động viên bơi lội từ 21 quốc gia đã giành được huy chương và 40 trong số 51 thành viên của Liên đoàn LEN quốc gia đã có mặt tại thành phố Rijeka.
- Bazeni Kantrida, địa điểm của Giải vô địch bơi lội ngắn hạn châu Âu năm 2008
- Sân vận động Kantrida
- Sân vận động Rujevica
- Trung tâm thể thao Zamet

## Quan hệ quốc tế

### Các thị trấn sinh đôi và thành phố kết nghĩa

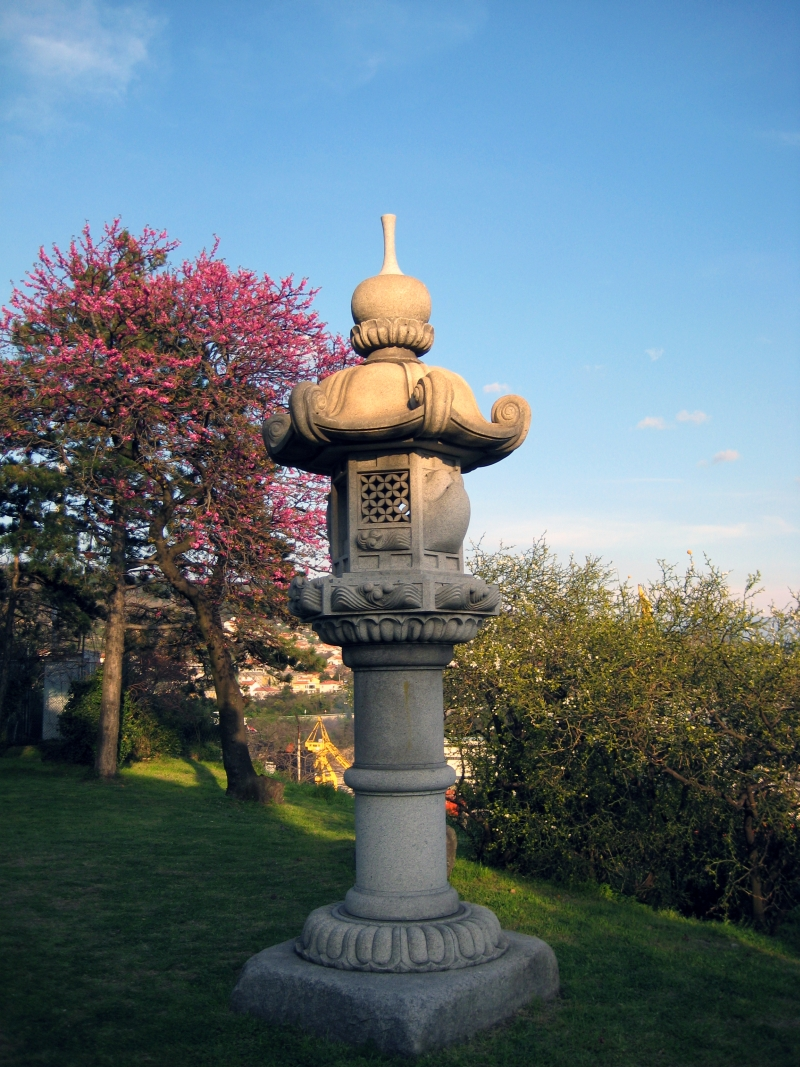
Lantern, a gift from the Japanese city Kawasaki to the Rijeka

Thành phố Rijeka kết nghĩa với:
| - Ljubljana, Slovenia - Cetinje, Montenegro - Bitola, Bắc Macedonia - Csepel, Hungary - Burgas, Bulgaria - Novi Sad, Serbia | - Faenza, Ý - Este, Ý - Genova, Ý - Imola, Ý - Trieste, Ý - Roma, Ý | - Rostock, Đức - Neuss, Đức - Hamburg, Đức - Karlsruhe, Đức | - Kawasaki, Nhật Bản - Yalta, Ukraina - Thanh Đảo, Trung Quốc - Đại Liên, Trung Quốc - Ninh Ba, Trung Quốc |

## Trong nền văn hóa công chúng
Các bộ phim Winnetou miền Tây nước Đức từ những năm 1960, dựa trên tiểu thuyết của Karl May, một phần được quay tại địa điểm ở ngoại ô Rijeka
Nhân vật phản diện của Marvel Purple Man có nguồn gốc từ thành phố này, và Rijeka đã có mặt trong nhiều câu chuyện xoay quanh nhân vật này.
Bối cảnh của loạt phim hoạt hình những năm 1970, Giáo sư Balthazar, được lấy cảm hứng từ Rijeka.
Bộ phim truyền hình Mỹ những năm 1980 The Winds of War một phần được quay ở Rijeka và các vùng lân cận.
Một phiên bản cách điệu của Fiume trong những năm 1920 là một trong những bối cảnh chính của bộ phim năm 1992 Porco Rosso bởi đạo diễn người Nhật được ca ngợi toàn cầu Miyazaki Hayao, rằng cái thị trấn phía trước nơi tìm thấy "Khách sạn Adriano" huyền ảo và được liên kết với nó qua một dịch vụ thuyền do nhân vật chính thực hiện.
Cuốn tiểu thuyết tháng 11 năm 2016 của Bruce Sterling, được viết với sự cộng tác của Warren Ellis, Pirate Utopia, một lịch sử thay thế khoa học viễn tưởng tập trung vào máy móc thiết bị chạy bằng xăng dầu, lấy bối cảnh ở Fiume (nay là Rijeka) vào năm 1920 trong thời gian ngắn ngủi của Vương triều Carnaro ở Ý.
Bộ phim truyền hình Novine (The Paper), đã phát trực tuyến trên Netflix từ tháng 4 năm 2018, có trụ sở tại Rijeka và thành phố được sử dụng làm địa điểm quay phim chính.
Năm 2019, bộ phim "Vệ sĩ sát thủ 2: Nhà có nóc" được quay một phần ở Rijeka.
Gần đây Rijeka - với các địa điểm công nghiệp lịch sử, khung cảnh đồi núi khác thường, tầm nhìn bao quát và kiến trúc cổ điển - đã trở thành một địa điểm nổi tiếng để quay các quảng cáo trên TV. Ví dụ bao gồm quảng cáo cho nhà cung cấp internet Telenet của Bỉ, nhà sản xuất lốp xe Nhật Bản Bridgestone, chuỗi bán lẻ DM của Đức, ô tô Honda Civic Type R của Nhật Bản, chuỗi nhà hàng hải sản Flagman của Ukraina, nhãn hiệu nước giải khát Cockta của Slovenia, nhà sản xuất ô tô Đức Mercedes và vân vân.